# Œuvres de peintres anonymes au musée de l'Ermitage
La page consacrée aux peintures du Musée de l'Ermitage à Saint-Pétersbourg étant très chargée il a semblé indispensable d'en détacher une partie afin de l'alléger.
Ce choix s'est porté sur les œuvres de peintres anonymes car elles sont très nombreuses et leur liste est aussi très incomplète.
Une très grande partie des œuvres répertoriées ci-dessous ont été documentées dans le site «Crotos»

## Anonymes iraniens
Titres des miniatures par ordre alphabétique : 
- Bataille entre les armées russe et perse pendant la guerre russo-persane de 1804-1813 vers 1815/1816 ou  Bataille de Sultanabad (ru) le 13 février 1812 (ВП-1122) salle 393
- Couple d'amoureux début du XIXe siècle (ВП-1156)
- Danseuse avec des castagnettes entre 1800 et 1825 (ВП-1110) salle 352
- Femme portant un diadème milieu du XIXe siècle (ВП-1112) salle 352
- Femme tenant un bouquet de roses milieu du XIXe siècle (ВП-1111)
- Femme tenant un châle milieu du XIXe siècle (ВП-1114)
- Femme tenant une cruche et un bol XVIIIe siècle
- Femme tenant une rose entre 1800 et 1825 (ВП-1113) salle 352
- Garçon tenant un faucon fin du XVIIIe siècle (ВП-1095)
- Garçon tenant une rose fin du XVIIIe siècle (ВП-1094)
- Jeune homme alangui vers 1600-1630
- Perroquet XVIIIe siècle (ВП-711)
- Portrait d'Abbas Mirza vers 1820 (ВП-666)
- Portrait d'Abbas Mirza XIXe siècle
- Portrait de Khosrov Parviz vers 1840 (ВП-1100)
- Portrait en plan taille d'un homme portant une barbe noire, Mohammad Chah? vers 1830 (ВП-1099)
- Portrait historique fin du XIXe siècle (ВП-1109)
- Revue militaire perse avec Fath Ali Chah Qadjar et Abbas Mirza vers 1815/1816 (ВП-1121) salle 393
- Rituel des salutations du prince Mirza Husayn Ali Nuri à Fath Ali Chah Qadjar vers 1822 (ВП-1047)
- Scène de bataille XVIIIe siècle (ВП-1103)
- Le Sultan Mahmoud de Ghazni face à une vieille suppliante 1587
- Le Viol d'une femme, illustration pour une œuvre poétique de Djami "La Chaîne d'or"

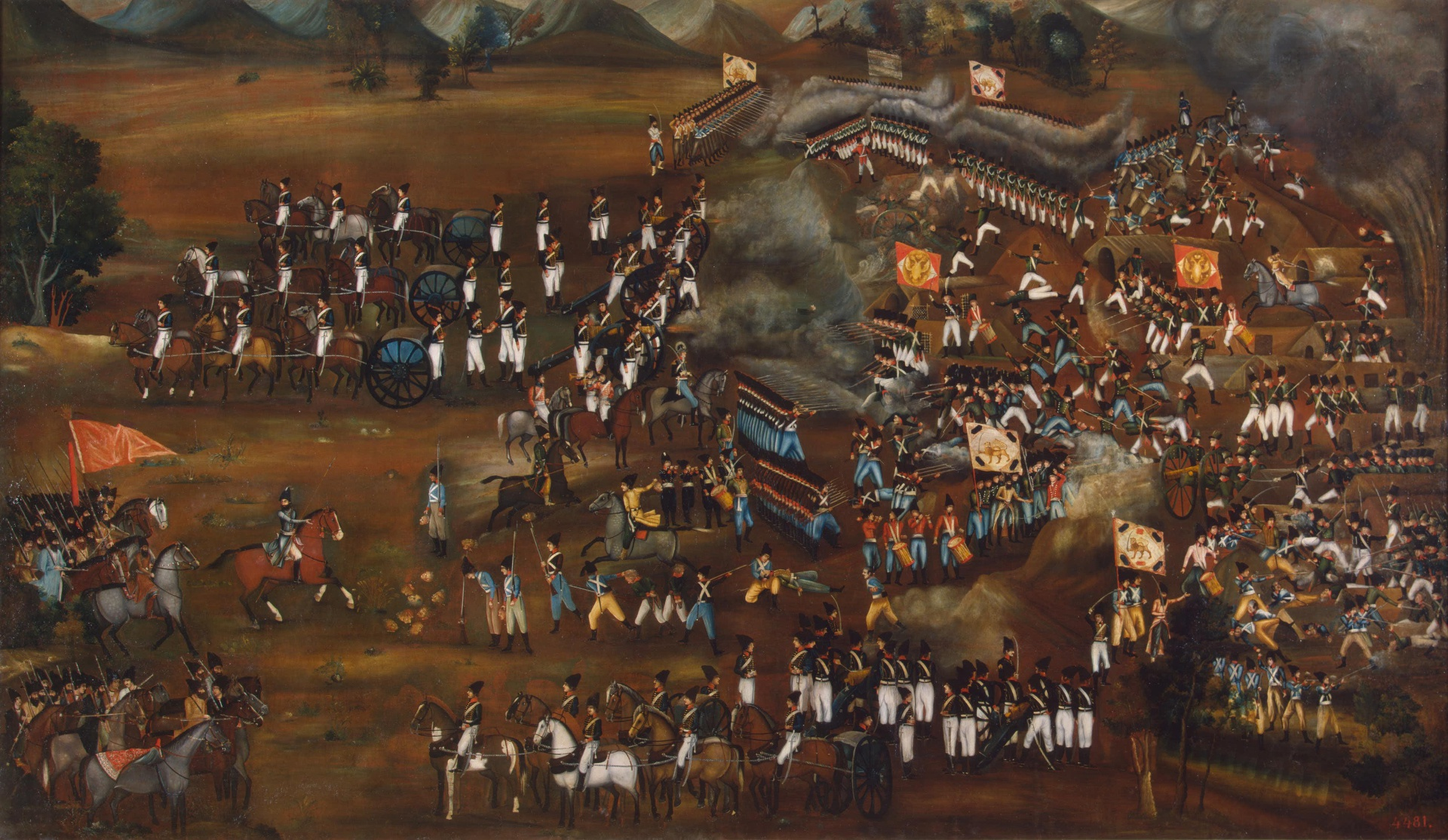
Bataille de Sultanabad.
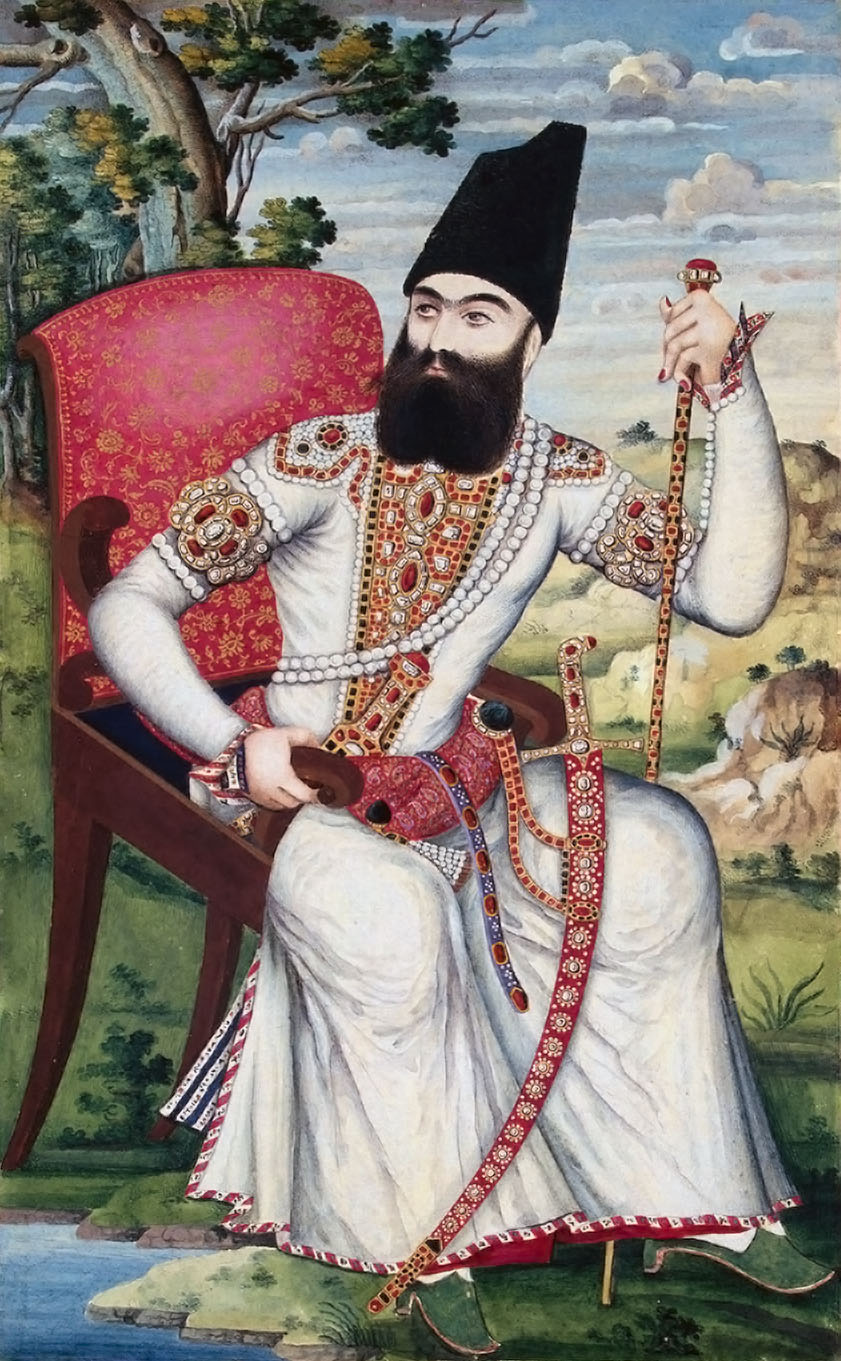
Abbas Mirza.
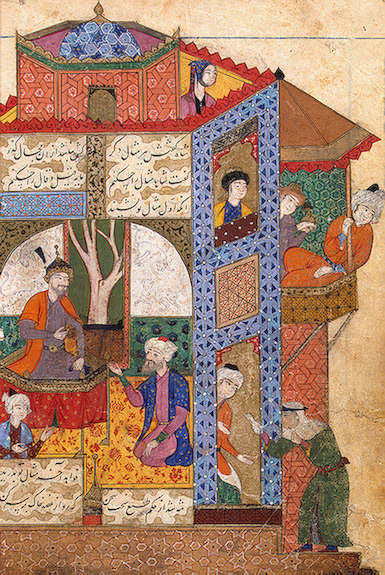
Mahmoud de Ghazni et Vieille suppliante.
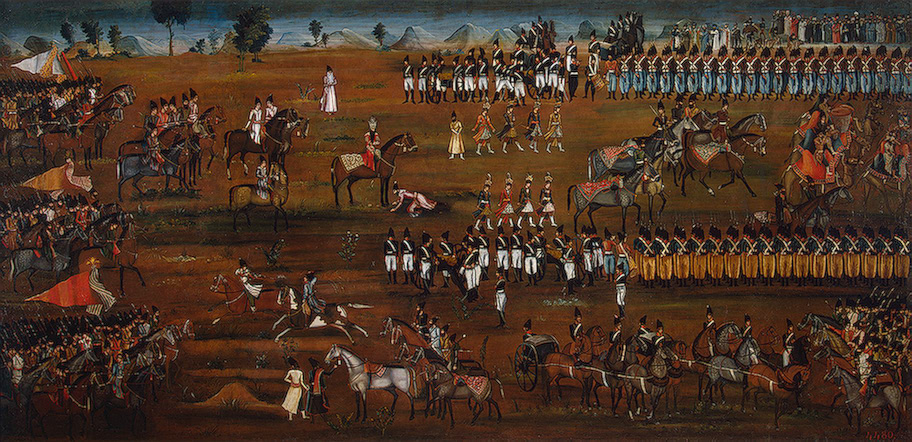
Revue militaire perse avec Fath Ali Chah Qadjar et Abbas Mirza.
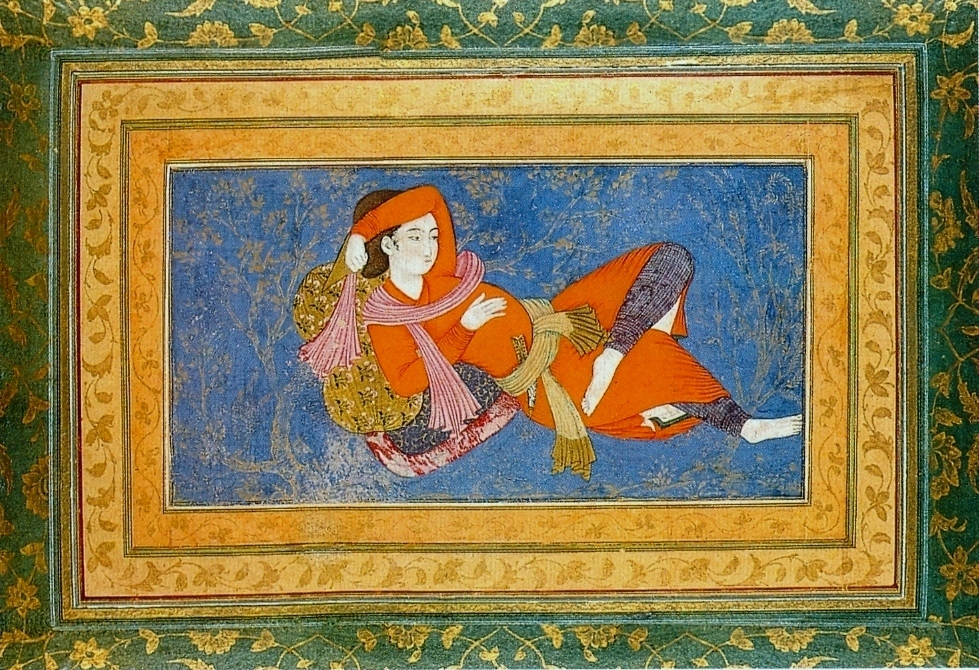
Jeune Homme alangui, 1600-1630

## ÉtatTangoute
Dynastie des Xia occidentaux, ville de Khara-Khoto, XIIIe siècle.
La quasi-totalité des œuvres peintes ou dessinées sur lin, papier, soie, toile le sont sur des thangka.

### support lin
- Acala ou Vignatakavadjra (XX-2379)
- Bouddha (fragment) (XX-2488)
- Bouddha en train d'enseigner et deux Bodhisattvas (XX-2339)
- Bouddha en train d'enseigner et deux Bodhisattvas debout (XX-2342) salle 363
- Illustration du Suvarnaprabhasa Sutra de lumière d'or (fragment) (XX-2468) salle 363
- Paramasukha Cakrasamvara Yab-yum (XX-2369) salle 363
- Salutations au juste sur le chemin de la Terre pure d'Amitābha avec bordure d'origine (XX-2411)
- Siddha avec Prajna (fragment) (XX-2399) salle 363
- Sitatapatra avec bordure (XX-3674)
- Vajra Varahi (XX-2387)

### support mural
- Bodhisattva Maitreya (XX-2314) - Bouddha (XX-2316) - Deux Bouddhas (XX-2317) - Terre pure d'Amitābha (XX-2308), (XX-2309), (XX-2310), (XX-2311), (XX-2312), (XX-2313)

### support panneau
- Bodhisattva avec les mains dans la position Añjali Mudrā (XX-2470)
- Bouddhas (fragment) (XX-2489)
- Décoration d'autel avec représentation d'instruments de musique (XX-2013)
- Décoration d'autel en forme de feuille (XX-2014), (XX-2015)
- Deux Bouddhas (fragment) (XX-2487)
- Usnisavijaya (XX-2469)
- Usnisavijaya Mandala (XX-2406), (XX-2407)

### support papier
- Acala Vignatakavajra (XX-2378)
- Arc avec flèches (petite icône d'autel) (XX-2496)
- Bodhisattva partie d'une couronne? encre de Chine et peinture (XX-2490)
- Bol rempli de sang (petite icône d'autel) (XX-2497)
- Bouddha sur une partie d'une couronne rituelle (XX-2507), (XX-2508), à l'encre de Chine (XX-2509), sur des parties d'une couronne rituelle à l'encre de Chine et en peinture (XX-2513)
- Bouddha en train d'enseigner entouré de trois moines et d'une femme Encre de Chine et peinture (XX-2486)
- Chèvre encre de Chine (XX-2524)
- Coquillage, icône de petit autel (XX-2495)
- Daim encre de Chine (XX-2525)
- Deux Moines (fragment) (XX-2464)
- Deux Personnages assis encre de Chine (XX-2527)
- Éléphant des sept trésors de Chakravartin (XX-2492)
- L'Empereur tangoute et un garçon encre de Chine (XX-2531) salle 362
- Garuda encre de Chine et peinture (XX-2499)
- Manjushri (fragment) technique baimiao (XX-2442)
- Manuscrit Bouddhanamassoutra encre de Chine (XX-2540)
- Moine tenant des cymbales encre de Chine sur papier encadré d'un ruban de soie bleue (XX-2491)
- Officiel une partie d'un triptyque (XX-2457), une 2e partie (XX-2458)
- Paon fragment de Salutations au juste sur le chemin de la Terre pure d'Amitābha encre de Chine (XX-2526)
- Partie d'une couronne rituelle encre de Chine et peinture (XX-2502), (XX-2503), (XX-2504), (XX-2505)
- Partie d'une couronne rituelle représentant Bouddha (XX-2506)
- Partie d'une couronne rituelle représentant Bouddha Amitābha avec Prajna encre de Chine et peinture (XX-2500)
- Pêcheur Preta (fragment) (XX-2398) salle 366
- Planète Jupiter (XX-2452)
- Planète Ketu (XX-2455)
- Planète Lune, Taiyin (XX-2453)
- Planète Mars (XX-2482)
- Planète Saturne (XX-2451)
- Planète Vénus (XX-2481)
- Planète Yuebo (XX-2450)
- Portrait d'un dignitaire (XX-2523) salle 363
- Représentation de visage (voyance : la divination par le visage (fragment) encre de Chine (XX-2532) salle 362
- Salutations au juste sur le chemin de la Terre pure d'Amitābha - Bodhisattvas Guanyin et Dashirhi (fragment) encre de Chine (XX-2533)
- Terre pure d'Amitābha (XX-2421)
- Texte tangoute encadré posé sur une fleur de lotus (traduction : Bodhisattva Maitreya en train d'enseigner encre de Chine et peinture (XX-2498)
- Vaiśravana d'or (XX-2385)

### Peintures sur papier mâché
- Couronne rituelle (mukut) avec cinq Dakinis (XX-2472) salle 363 - Dakini rose fragment d'une couronne rituelle (XX-2471) - Devata ou Siddha partie d'une couronne? (XX-2484)

### support soie
- Acala (XX-2374) salle 363
- Acala Vignatakavajra (XX-2376)
- Amitābha apparaissant devant des fidèles (XX-2416) salle 362
- Avalokiteśvara (XX-2354), (XX-2352) (fragment) salle 363
- Avalokiteśvara aux onze visages (XX-2355) salle 363
- Bhaishajyaguru (XX-2323)
- Bodhisattva à la Lune sur l'eau (XX-2439) salle 362
- Bodhisattva Guanyin (XX-2448)
- Bodhisattva Guanyin à la Lune sur l'eau (XX-2436), (XX-2440)
- Bodhisattva Manjushri chevauchant un lion (XX-2446)
- Bouddha Amitābha (XX-2584), (XX-3553) XIVe siècle
- Bouddha Amitābha et deux Bodhisattvas (ХХ-3552)
- Bouddha couronné (XX-2432) salle 362
- Bouddhadakini (XX-2396) salle 363
- Bouddha et quatre Bodhisattvas (XX-2346)
- Bouddha et 84 Bouddhas (XX-3551)
- Bouddha Maitreya (XX-2449)
- Bouddha méditatif (XX-2343), (XX-2344), (XX-2345) salle 363
- Bouddha Shakyamuni (XX-2577)
- Bouddha Tejaprabha entouré de divinités de la planète (XX-2424) salle 362, (XX-2426), (XX-2428), (XX-2430), (fragment) (XX-2431)
- Cavalier tenant une lance (fragment) (XX-2492)
- Chunda (XX-2361)
- Empereur et moine fragment avec bordure d'origine (XX-2522)
- Ganapate (fragment) (XX-2380)
- Illustration pour les quarante étapes de la voie d'un Bodhisattva (XX-2418)
- Indradakini avec broderie (XX-2397)
- Kurukullā (XX-2386) salle 363
- Mahasthamaprapta (XX-2441) salle 362
- Mandala des divinités planétaires (XX-2480)
- Manjushri montant un lion (XX-2447) salle 362
- Marici avec bordure d'origine (XX-2363)
- Paysage avec des oiseaux fragment (XX-2521)
- Salutations au juste sur le chemin de la Terre pure d'Amitābha (XX-2414), (XX-2477), (XX-2415) salle 362
- Samantabhadra (XX-2443), (XX-2445), (XX-2444) salle 362
- Samvara (XX-2365), (XX-2366), (XX-2367), (XX-2368)
- Samvara Mandala (XX-2409) salle 363, (fragment) (XX-2479)
- Samvara Yab-yum (XX-2371) (fragment) salle 363, (XX-3556)
- Tara verte tangka tissé selon la technique kesi (XX-2362) salle 363
- Terre pure d'Amitābha (XX-2422)
- Vaiśravana Bi-shamon-ten gardien du Nord (XX-2460)
- Vaiśravana Bi-shamon-ten gardien du Nord montant un cheval blanc (XX-2462), (XX-2461) salle 362
- Vajra Varahi (XX-2391), (XX-2394)
- Xuanwu, seigneur du quadrant du ciel nord avec bordure d'origine (XX-2465) salle 362

### support toile
- Acala avec bordure (XX-2375)
- Amitābha dans un paysage de montagne (fragment) (XX-2350) salle 363
- Avalokiteśvara (XX-2040)
- Avalokiteśvara aux onze visages (fragment) (XX-2356)
- Avalokiteśvara aux onze visages, Hayagriva et Tara (XX-2357)
- Avalokiteśvara et deux Bodhisattvas (XX-2358)
- Bhaishajyaguru (XX-2322) salle 363, (XX-2324), (XX-2326), (XX-2325) sur toile ou sur lin, salle 363
- Bodhisattva Guanyin (XX-2433)
- Bodhisattva Guanyin habitant le Mont Potalaka (Guanyin à la Lune sur l'eau) (XX-2438)
- Bodhisattva Manjushri (XX-2360)
- Bouddha dans la posture de Vajrasana (XX-2322)
- Bouddha en train d'enseigner et deux Bodhisattvas (XX-2341)
- Bouddha en train d'enseigner et deux Bodhisattvas assis (XX-2340)
- Bouddha en Vajrasana (XX-2322) salle 363, (XX-2323) salle 363, (XX-2324), (XX-2325), (XX-2331) avec bordure
- Bouddha en Vajrasana et huit grands Stupas (XX-2326) salle 363, (fragment) (XX-2587)
- Bouddha et deux Bodhisattvas (XX-2351)
- Bouddha Tejaprabha entouré de divinités de la planète (fragment) (XX-2425)
- Cinq Bodhisattvas (fragment) (XX-2586)
- Cinq Bouddhas Dhyani (fragment) (XX-2348)
- Dakini Nāga et une partie du visage noir d'une divinité menaçante (fragment) (XX-2493)
- Dieu du foyer (XX-2467)
- Donateur ou adorateur (fragment) (XX-2347)
- Fragment de tangka (XX-2578)
- Hevajra Yab-yum (fragment) (XX-2373)
- Jambhala jaune (XX-2381)
- Mahakala Mandala (XX-2402)
- Mandala d'une divinité non survivante avec la représentation de Dhritarashtra (fragment) avec bordure (XX-2383)
- Mandala représentant un lotus et des syllabes tibétaines (fragment) (XX-2405)
- Manjushri (XX-2434), (fragment) (XX-2359)+
- Moine (fragment) (XX-2401)
- Padmapāni (fragment) (XX-2353) salle 363
- Partie du visage d'une divinité et d'une donatrice portant une robe chinoise (fragment) (XX-2463)
- Planète Yuebei (légende : Étoile comète lunaire c'est-à-dire Yuebei) avec bordure d'origine (XX-2454)
- Portrait d'un moine Dishi ou Guoshi (XX-2400) salle 363
- Le Prêche de Bouddha (XX-2337)
- Salutations au juste sur le chemin de la Terre pure d'Amitābha (XX-2410) salle 362, (XX-2413) et (XX-2417) avec bordure d'origine
- Samvara Mandala (XX-2408) salle 363
- Samvara Yab-yum (XX-2370), (XX-2372)
- Terre pure d'Amitābha (XX-2349) salle 363, (XX-2419) salle 362, (XX-2429)
- Trente-cinq Bouddhas du repentir (XX-2338)
- Vaiśravana (XX-2382) salle 362
- Vaiśravana d'or (XX-2384)
- Vaiśravana Mandala (XX-2403)
- Vaiśravana Bi-shamon-ten gardien du Nord (XX-2459)
- Vajra Varahi [XX-2388), (XX-2389), (XX-2392), (XX-2393) salle 363, (XX-2579), (ХХ-3550)
- Yamadakini (XX-2395)

### xylographies sur papier
- Acala ou Vignantaka (ХХ-2537)
- Bouddha, Bodhisattvas, Kshitigarbha et Avalokiteśvara (ХХ-2538)
- Guan Yu (XX-2519)
- Quatre beautés : Ban Ji, Zhao Feiyan, Wang Zhaojun et Lüzhu (XX-2520)
- Salutations au juste sur le chemin de la Terre pure d'Amitābha (fragment) (XX-2478) salle 362
- San Zi Jing (ХХ-2539) salle 362
- Usnisavijaya (XX-2536)

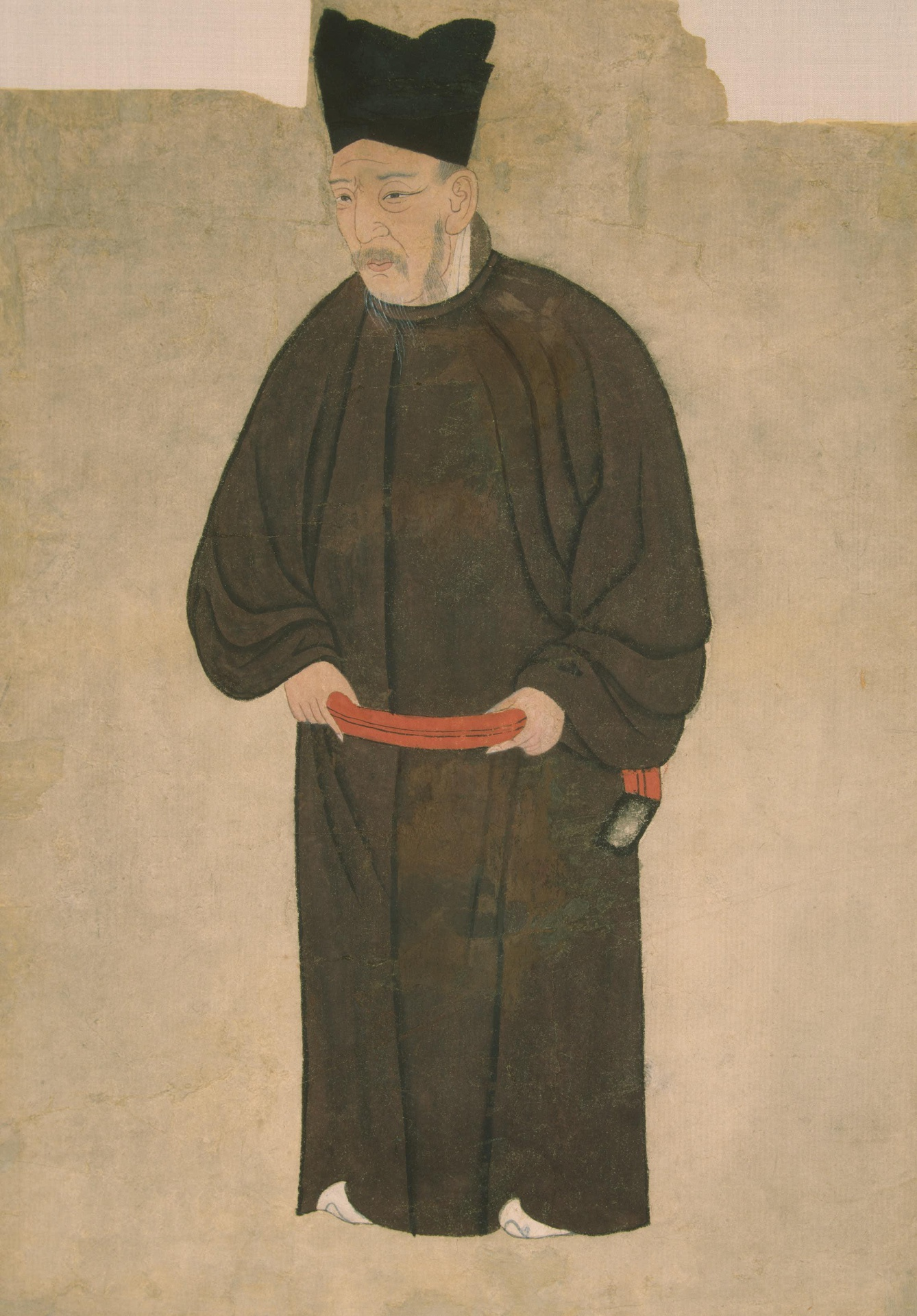
Portrait d'un dignitaire XIe siècle-XIIe siècle
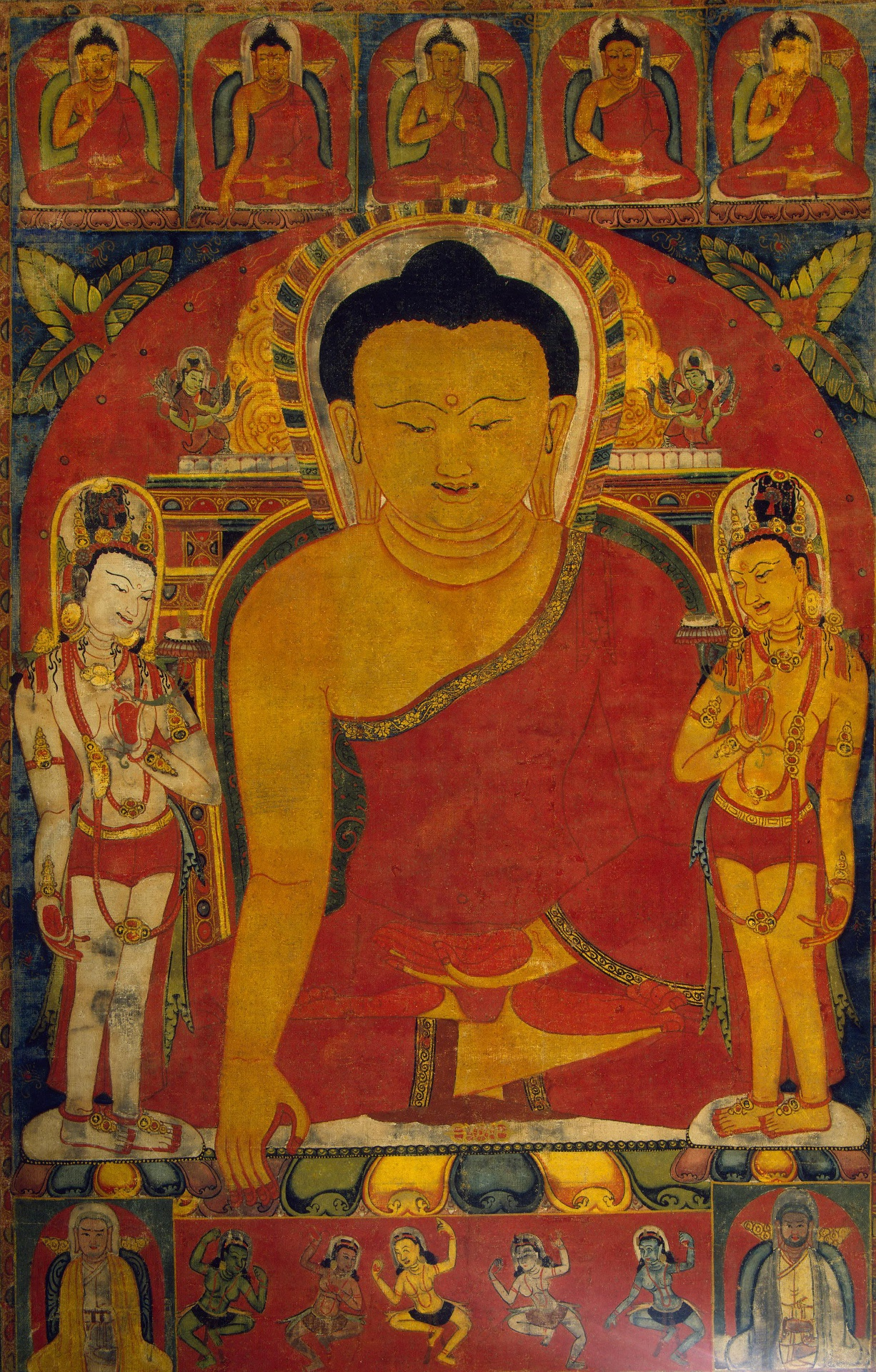
Bouddha dans la posture de Vajrasana XIIe siècle-XIIIe siècle
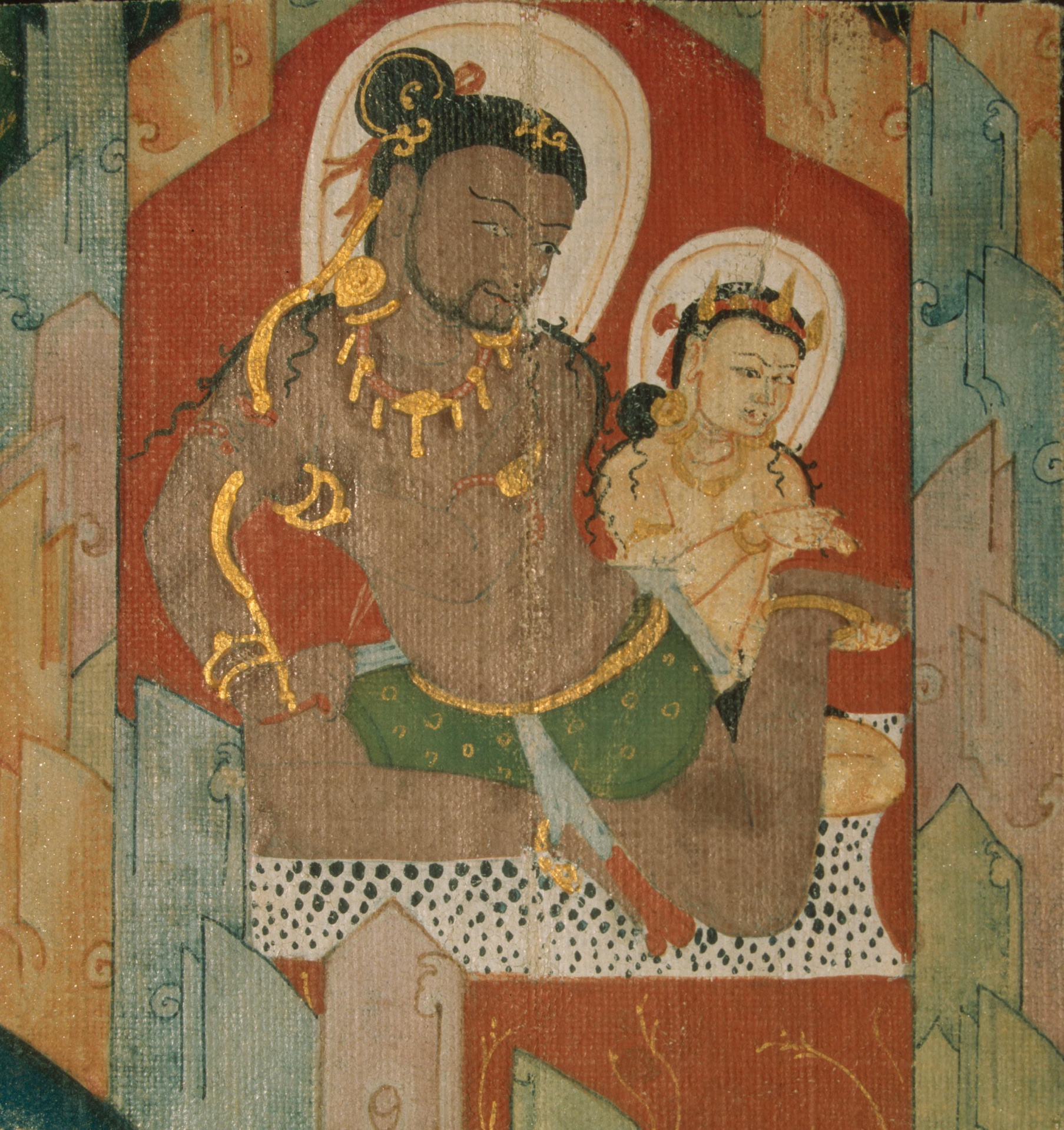
Siddha et Rajna (fragment) XIIe siècle-XIIIe siècle
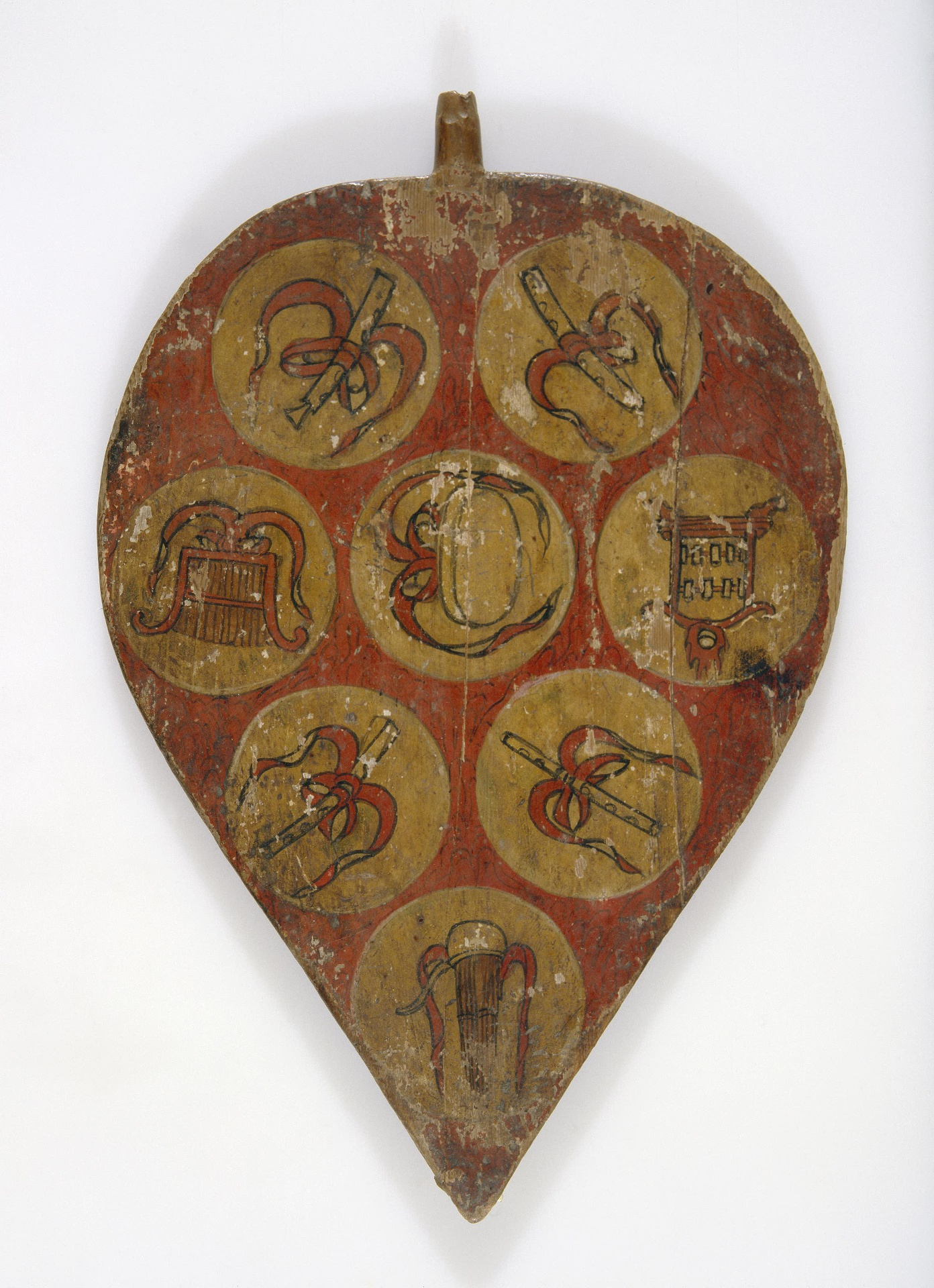
Décoration d'un autel avec représentation d'instruments de musique XIIe siècle-XIVe siècle
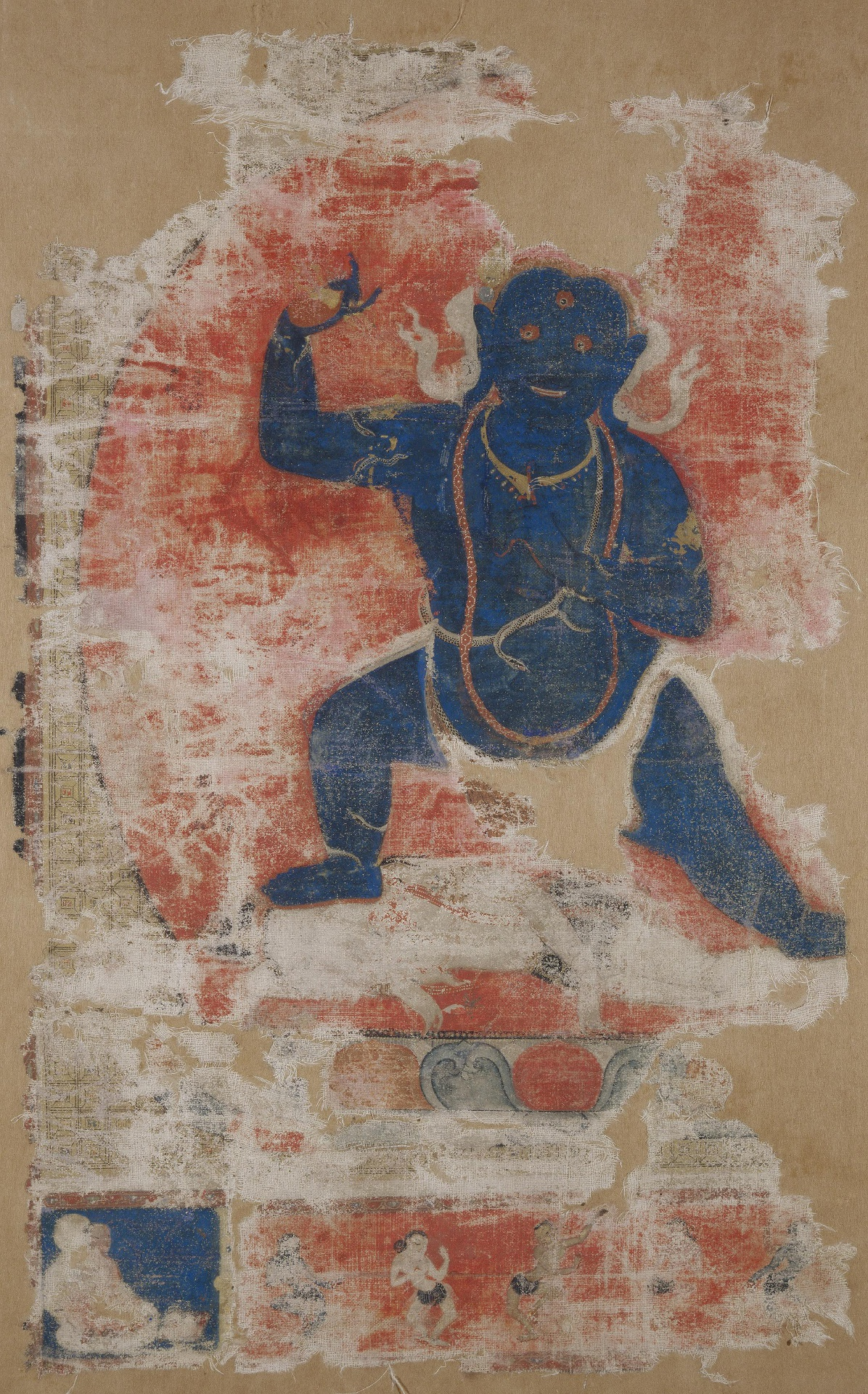
Acala ou Vignatakavajra XIIIe siècle-XIVe siècle
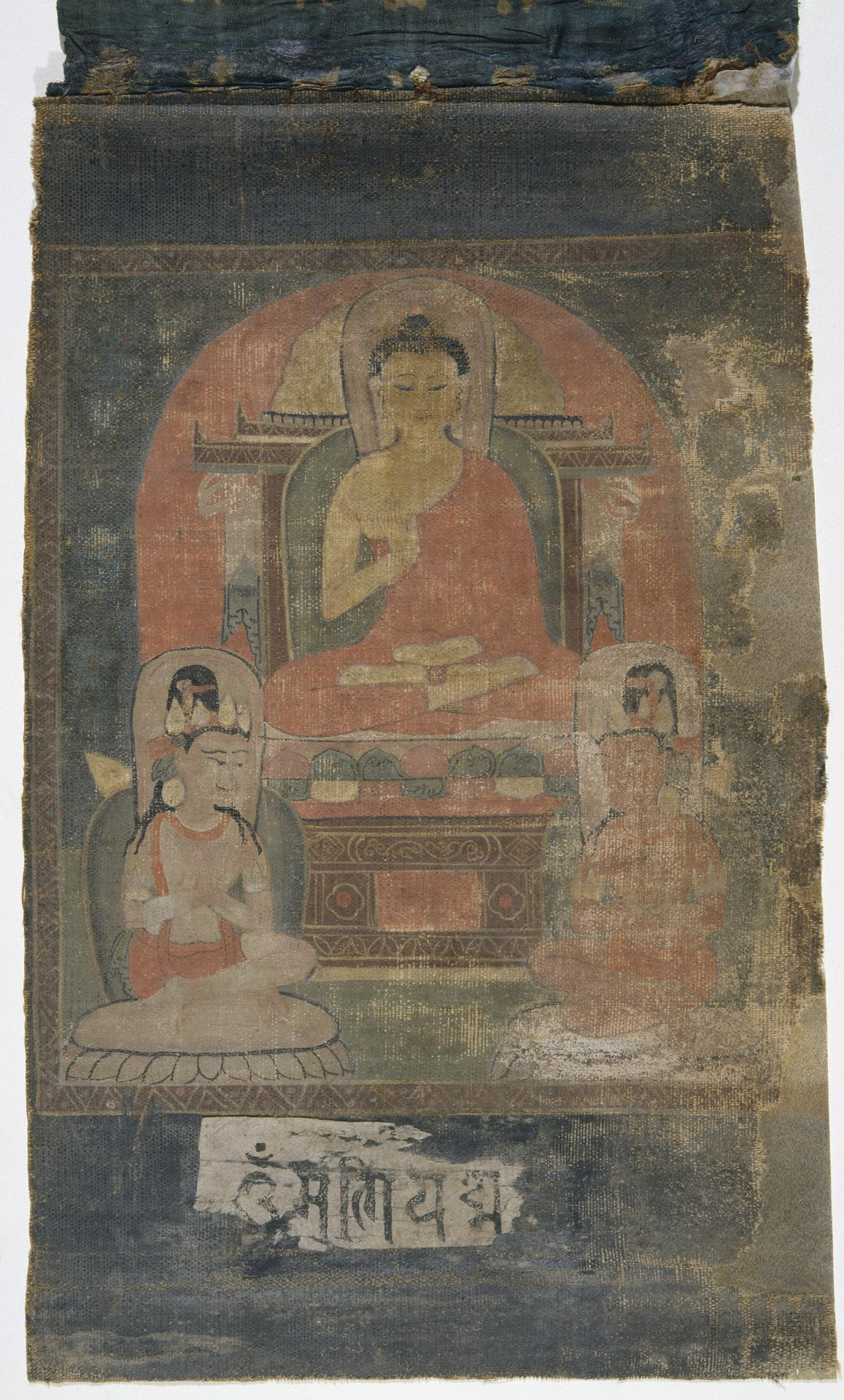
L'Enseignement de Bouddha et deux Bodhisattvas assis XIIIe siècle-XIVe siècle
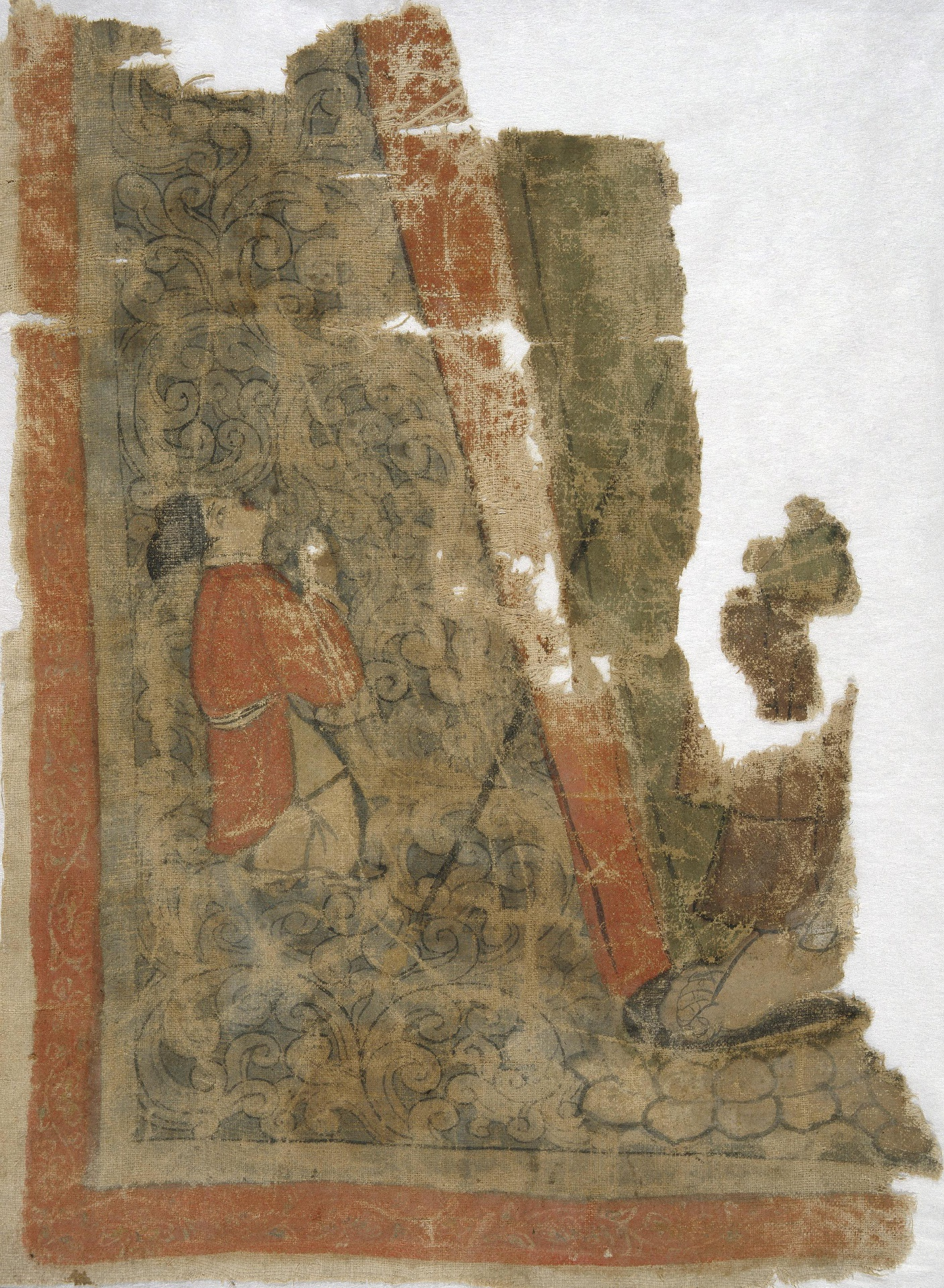
Donateur ou adorateur (fragment) XIIIe siècle-XIVe siècle
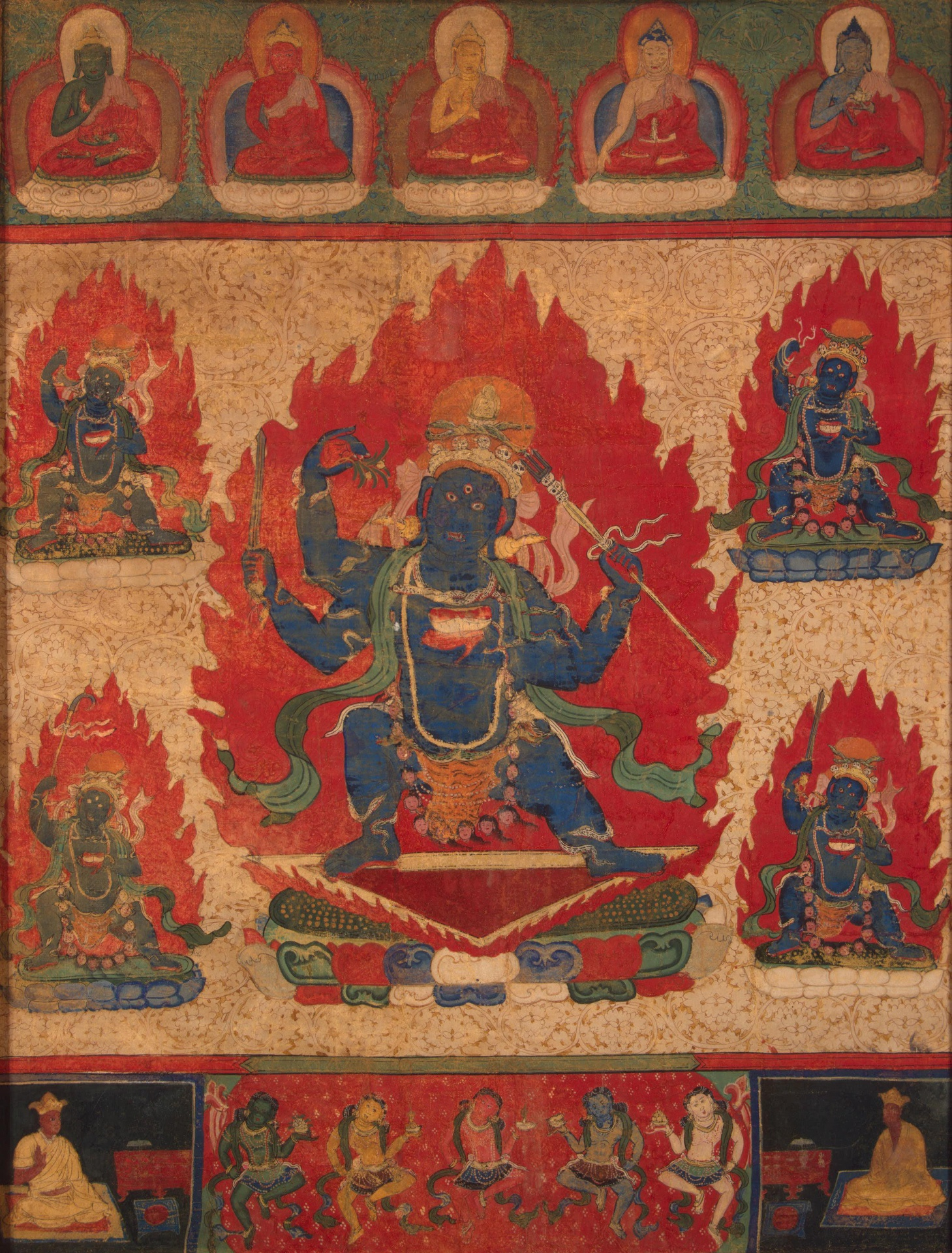
Acala XIIIe siècle-XIVe siècle

## Artistes peintres anonymes

### Armoiries pour les funérailles dePierreIerle Granden 1725
- Astrakhan (P-1616) - Famille Belosselsky-Belozersky (P-1632) - Bulgarie (P-1634) - Kondinski (en russe : Кондинский район) (P-1635) - Perm (P-1631) - Raïon Oudorski (P-1627) - Rostov (P-1633)

### Fresques et peintures murales
- Bodhisattvas et des moines Chine Xinjiang, Karachar, monastère de Chikcha VIIIe siècle (ШШ-800)
- Décapitation de Jean le Baptiste Pskov fin du XIVe siècle (ЭРЖм-34)
- Deux saints Pskov XIVe siècle (ЗРИ-1187)
- Deux scènes de l'évangile Pskov fin du XIVe siècle (ЭРЖм-9)
- L'Empereur Constantin et sainte Hélène (mère de Constantin) Pskov fin du XIVe siècle (ЭРЖм-19)
- L'Eucharistie Pskov fin du XIVe siècle (ЭРЖм-20), (ЭРЖм-22), (ЭРЖм-23), (ЭРЖм-24)
- Guerrier saint et vieil homme en prière Pskov fin du XIVe siècle (ЭРЖм-8)
- Jeune évêque Pskov fin du XIVe siècle (ЭРЖ-17)
- Légumes frise ornant l'arc et les linteaux d'une porte. Pskov fin du XIVe siècle (ЭРЖ-13)
- Ne pleure pas pour moi, Maman Pskov fin du XIVe siècle (ЭРЖ-43)
- Prophète en prière Pskov fin du XIVe siècle (ЭРЖм-3)
- Rustemiada «La Salle bleue», peinture murale provenant de Pendjikent au Tadjikistan, entre 700 et 750 (СА 15902)
- Sainte Barbe Pskov XIVe siècle (ЭРЖм-6)
- Saint martyr Pskov fin du XIVe siècle (ЭРЖм-4), (ЭРЖм-14), (ЭРЖм-38), (ЭРЖм-40)
- Scène avec personnages divers fragment, Pskov fin du XIVe siècle (ЭРЖм-42)
- Siddha Chine VIIe siècle-XIe siècle (ТУ-532)
- Un saint Pskov fin du XIVe siècle (ЭРЖм-32) - (ЭРЖм-41)
- Vajrapani peinture murale chinoise du XIe siècle (ТУ-536) salle 359a
- Végétaux sur le linteau d'une niche abritant un portrait Pskov XIVe siècle (ЭРЖм-11)
- Vénération du sacrifice Pskov fin du XIVe siècle (ЭРЖм-26), (ЭРЖм-28), (ЭРЖм-29), (ЭРЖм-30) - (ЭРЖм-31)

## Icônes
- L'exposition d'icônes occupe les salles 124, 143, 144, 145 et 146. Des références, y compris pour celles dont on connaît les noms des artistes, ont été recopiées dans le site[1].
- Lorsque les titres étaient identiques, seules les informations supplémentaires (années, lieux, numéro d'inventaire) ont été écrits.
- Étant donné qu'on ne dispose pas de tous les numéros d'inventaire, du nom des artistes, de dates précises et qu'il y ait beaucoup de titres semblables, il a été nécessaire d'ajouter des renseignements, origines des icônes, dates, numéros des salles, pour éviter des confusions.

- Acathiste en l'honneur de la Mère de Dieu Moscou XVIe siècle (ЭРИ-971)
- L'Adoration des bergers grecque 1650 (I-205)
- L'Adoration des mages Russie entre 1850 et 1900 (ЭРЖ-2426)
- À la recherche de la tête de saint Jean le Baptiste et de 40 martyrs de Sébaste sur une face et Trinité de l'Ancien Testament sur l'autre. Russie entre 1500 et 1550 (ЭРИ-505)
- Anastasie d'Illyrie byzantine XVe siècle - Anastasie d'Illyrie grande martyre, dispensatrice de soins aux souffrants icône byzantine, Thessalonique fin du XIVe siècle, début du XVe siècle (I-471)
- L'Annonciation, Novgorod, 1540, (ЭРИ-62), salle 145 - Arkhangelsk, entre 1600 et 1650, salle 143 - Iaroslavl, entre 1600 et 1625, salle 144
- L'Apôtre Paul de Tarse, la vénérable Marie l'Égyptienne, la princesse Olga de Kiev l'égale des apôtres, le prince Alexandre Nevski et la martyre Sophie de Rome 1875-1900 (ЭРЖ-2878) - L'Apôtre saint Paul de Tarse Novgorod entre 1466 et 1500 (ЭРИ-242) salle 146 - école de Moscou? fin du XVe siècle, début du XVIe siècle (ЭРИ-56)
- Les Apôtres Philippe, Théodore le Stratilate et Démétrios de Thessalonique, fragment d'un épistyle, byzantine fin du XIe siècle début du XIIe siècle (I-186) salle 382
- L'Apôtre Pierre, Novgorod. 1466-1500, salle 146
- L'Archange Gabriel  Novgorod, entre 1466 et 1500, salle 146 - Rostov vers 1500 (ЭРИ-603) -
- L'Archange Michel, Novgorod, 1466-1500, salle 146
- L'Archidiacre Étienne byzantine XIe siècle
- L'Ascension flamboyante du prophète Élie XVIIe siècle (ЭРИ-525) - L'Ascension flamboyante du prophète Élie et du grand martyr Démétrios de Thessalonique, icône en deux parties. Région de Rostov entre 1500 et 1525 (ЭРИ-245)
- Le Bienheureux Prince Alexandre Nevski dans le cadre. 1780 - Le Bienheureux Alexandre Nevski, Nicolas de Myre, Marie (mère de Jésus) Hodégétria et des saints choisis. Russie fin XIXe siècle (ЭҎТ-9663)
- Cadre de l'icône aux douze grandes fêtes des scènes de la vie de saint Nicolas de Myre en Lycie, de saint Alexandre Svirski et du grand martyre Nicétas le Goth Novgorod, 1656. Salle 143
- La Cathédrale de la bienheureuse Marie (mère de Jésus) fin du XVIIe siècle  provenant de Varzouga (Russie) (ЭРИ-474) - Cathédrale de tous les saints 1893
- Le Christ en majesté russe XVIe siècle (ЭРИ-452)
- Le Christ pantocrator chypriote XVIe siècle  (I.105) - province de Rostov entre 1300 et 1350  (ЭРИ-262) - partie médiane de l'épistyle contenant la composition de Déisis, Alep XVIIIe siècle (I-506) - Le Christ pantocrator avec les donateurs, byzantine vers 1363 (I-515) salle 382
- Coffret pour l'icône Marie (mère de Jésus) de Kazan avec la trinité et des saints choisis, les martyrs Christophe de Lycie, Marthe et Natalia Nikomidiskaïa (ru) salle 143
- Le Conseil de l'archange Michel 1833 (ЭРЖ-2555)
- La Crucifixion Russie Oussolié ? entre 1500 et 1525 (ЭРИ-218) - ornant un reliquaire. Icône méditerranéenne du XVIIIe siècle (I-409)
- Cyrille Belozersky entouré de "vignettes" illustrant des épisodes de sa vie Russie XVIIe siècle (ЭРИ-272) - (ЭРИ-515)
- Déisis méditerranéenne du milieu du XVe siècle (I-153) - Russie fin du XVIe siècle, début du XVIIe siècle (ЭРИ-39)
- Descente dans les limbes XIe siècle, (I-8)
- La Descente du Christ aux enfers byzantine Athos XIIe siècle (I-8) salle 382 - Descente du Saint-Esprit, fragment de l'épistyle, byzantine Athos XIIe siècle ? (I-6) salle 382 - La Descente du Saint-Esprit sur les apôtres Russie du nord entre 1750 et 1775 (ЭРИ-523)
- Descente en Enfer XIIe siècle - Descente en Enfer XVe siècle icône byzantine
- Dormition de la mère de Dieu Russie milieu du XVIIIe siècle (ЭРЖ-2399) - La Dormition de la Vierge byzantine entre 1300 et 1350 (I-286) salle 382
- Élévation de la Sainte Croix; Novgorod entre 1475 et 1500, sale 145
- Épiphanie, Arkhangelsk, entre 1600 et 1650, salle 143 - Pskov, 1360
- Épisodes de la vie des apôtres Pierre et Paul de Tarse peinte sur le recto et le verso, russe XVIIe siècle (ЭРИ-210)
- Exaltation de la croix du Seigneur Palestine fin du XVIIIe siècle (I-368)
- Femme porteuse de myrrhe au tombeau, Arkhangelsk, entre 1600 et 1650, salle 143
- Les Guerriers saint Georges, Théodore et Démétrios de Thessalonique byzantine fin XIe siècle début XIIe siècle (I-183) salle 382
- Hexaméron les 6 jours, Novgorod entre 1475 et 1500, salle 145
- Icône composite avec la crucifixion, le Christ, les saints et les scènes de l'évangile parties en émail du XIe siècle et du XIIe siècle, parties en argent du XIe siècle et du XIVe siècle
- Icône de la Mère de Dieu de Tikhvine avec des représentations de fêtes, triptyque probablement moscovite (ЭРИ-253)
- Icône Fiodorovskaïa de Marie (mère de Jésus) 1700-1750 (ЭРО-7139) - XVIIIe siècle (ЭРО-8846) - 1903 (ЭРО-8754)
- Le Jugement dernier école de Novgorod entre 1500 et 1550, Russie du Nord entre 1575 et 1600 (ЭРИ-230) - Novgorod entre 1475 et 1500 (ЭРИ-477), salle 145
- Madone à l'enfant Russie XIXe siècle (ЭРЖ-3140)
- Marie (mère de Jésus) Novgorod, 1466-1500, salle 146
- Martyre de Parascève d'Iconium entre 1700 et 1750 (ЭРИ-900) - Le Martyre de saint Georges encadré de quatorze représentations de scènes de sa vie Moscou entre 1500 et 1533 (ЭРИ-235) - Les Martyrs Flore et Laure, Rostov, fin du XVe siècle, salle 144
- La Mère de Dieu, fin du XVe siècle (ЭРИ-55) - méditerranéenne VIe siècle (I-80) - La Mère de Dieu Odigitria de Smolensk Moscou fin XVIe siècle (ЭРИ-372) - La Mère de Dieu source de vie Byzance XVIIe siècle (I-174)
- Métropolites de Moscou. Parmi d'autres : Pierre, Jonas, Philippe, Alekseï fin du XIXe siècle, début du XXe siècle (ЭРЖ-2422)
- Le Miracle de Saint Georges et le Dragon Russie XVIIe siècle (ЭРИ-510)
- Mise au tombeau du Christ méditerranéenne XVIIe siècle (I-464) - méditerranéenne XVIIe siècle (I-320)- Mise au tombeau de la Vierge méditerranéenne XVIIe siècle (I-315)
- Naissance de la Vierge mère de Dieu Russie septentrionale entre 1500 et 1550  (ЭРИ-476) - La Naissance de saint Jean le Baptiste méditerranéenne entre 1450 et 1500 (I-456) - La Naissance de saint Jean le Baptiste avec des représentations de saints sur l'encadrement, 1530 (ЭРИ-269)
- La Nativité entre 1575 et 1600 (ЭРИ-196) - XVIIe siècle (ЭРИ-351) - méditerranéenne entre 1450 et 1500 (I-464) - La Nativité du Christ école de Moscou (ЭРИ-196) - État de la nativité du Christ Kostroma ou Iaroslavl? entre 1675 et 1700 (ЭРИ-77) salle 143 - Arkhangelsk, entre 1600 et 1650, salle 143 - Nativité de Saint Jean le Baptiste XVe siècle - Nativité, Sainte Olga, Iekaterina, Saint Nicolas le faiseur de miracles 1788   (ЭРЗҺ-2545)
- Notre Dame de Smolensk russe fin du XVIe siècle (ЭРИ-496) -  Notre Dame de Vladimir Moscou XVIIe siècle (Э-9752) salle 124 - Notre Dame de Vladimir encadrée par vingt "vignettes" représentant des scènes de fêtes religieuses Moscou début du XVIIe siècle (ЭРИ-210) - Notre-Dame du Signe sur une face et Miracle de Saint Georges et le Dragon sur l'autre face. Russie entre 1500 et 1550 (ЭРИ-232)
- Pentecôte byzantine XIIe siècle
- Porte royale avec auvent et colonnes Iaroslavl. Vers 1650, salle 144 - Porte royale avec l'annonciation et les 4 évangiles Novgorod vers 1550 - Porte royale de l'église de l'intercession de la Mère de Dieu du village de Lyadins à Gavrilovskaïa (raïon de Kargopol). Novgorod 1475-1500, salle 146
- Les Porteuses de myrrhe au tombeau. Arkhangelsk. 1600-1650, salle 143.
- Le Prophète Élie école de la Russie du nord, province de Rostov entre 1300 et 1350 (ЭРИ-264) - Le Prophète Élie dans le désert byzantine de Thessalonique fin du XIVe siècle début du XVe siècle (I-187) salle 382 - Le Prophète Élie entouré de la représentation de 16 scènes de sa vie, Iaroslavl, entre 1625 et 1650, salle 143
- Les Prophètes Jérémie et Habacuc Moscou fin du XVe siècle (ЭРИ-453), salle 145 - Les Prophètes Salomon et Ézéchiel Moscou  fin du XVe siècle, début du XVIe siècle (ЭРИ-454), salle 145
- Quatre scènes de la vie de saint Georges de Lydda, saint Tryphon de Lampsaque, saint Démétrios de Thessalonique et de l'archange Michel sur les quatre volets de l'icône. Russie  début du XIXe siècle (ЭРИ-820)
- Rencontre de Joachim et d' Anne à la Porte dorée, Arkhangelsk, entre 1600 et 1650, salle 143
- Représentations de la Vierge Odigitria avec les archanges, Saint Georges et le dragon et sainte Thècle d'Iconium Tripoli entre 1720 et 1740 (I.100)
- La Résurrection. Descente aux enfers avec fêtes et passion entourée par vingt-quatre poinçons, 1630, salle 144 - Résurrection et descente aux enfers avec fêtes, Iaroslavl, milieu du XVIIe siècle, salle 143
- Saint André "premier appelé" Russie milieu du XVIIIe siècle (ЭРЖ-2397)
- Saint Athanase d'Alexandrie et Cyrille d'Alexandrie byzantine, Athos? début du XIVe siècle (ЭРИ-327) salle 382
- Saint Blaise de Sébaste Russie XVIIe siècle-XVIIIe siècle (ЭРИ-435)
- Saint Clément de Rome avec des illustrations de sa vie de Pape Russie fin du XVIe siècle, début du XVIIe siècle (ЭРИ-221)
- Saint Élie XIVe siècle byzantine - Saint Élie le prophète entouré de "vignettes" illustrant des épisodes de sa vie Russie début du XXe siècle (ЭРИ-1114)
- Saint Étienne premier martyr icône byzantine, peut-être athonite des XIe siècle-XIIe siècle
- Saint Georges le victorieux dans sa vie  Moscou 1500-1550 (ЭРИ-235)
- Saint Georges de Lydda, le grand martyr encadré de 14 scènes de sa vie- Moscou 1500-1533, salle 145
- Saint Georges et le Dragon Russie entre 1750 et 1800 (ЭРИ-448) - Russie fin du XVe siècle début du XVIe siècle (ЭРИ-443) - Saint Georges et le Dragon et le miracle des saintes Flore et Laure Russie fin du XVIIe siècle-début du XVIIIe siècle (ЭРИ-446)
- Saint Grégoire le Thaumaturge byzantine XIIe siècle (I-4) salle 382
- Saint Jean le Baptiste byzantine entre 1250 et 1300 ou XIVe siècle (I-457) salle 382 - byzantine Athos début du XIVe siècle (I-29) - Novgorod entre 1466 et 1500 (ЭРИ-241) salle 146 - Saint Jean l'évangéliste avec des épisodes de sa vie russe XIXe siècle (ЭРЖ-2966) - Saint Jean le Baptiste dans le désert Novgorod entre 1475 et 1500 (ЭРИ-481)
- Saint Mammès de Césarée Chypre milieu du XIIIe siècle (I-12)
- Saint Michel (archange) russe fin du XIXe siècle (ЭРЖ-3119) - école de Novgorod, Rostov vers 1500 (ЭРИ-602) - Novgorod entre 1466 et 1500 (ЭРИ-238)
- Saint Mitrofane de Voronej (ru) (ЭРЖ-2305)
- Saint Nicolas de Mojaïsk le thaumaturge  représenté dans différents épisodes de sa vie, Russie, XIXe siècle, (ЭРЖ-2906) - XVIIe siècle, (ЭРИ-903) - entre 1500 et 1533, salle 144
- Saint Nicolas de Myre Russie, XIIIe siècle ou XIVe siècle - Saint Nicolas de Myre, archevêque de Myre en Lycie, province de Rostov entre 1300 et 1350 (ЭРИ-263) - Novgorod début du XVe siècle (ЭРИ-598), salle 146 - encadré par vingt-huit scènes de sa vie, Novgorod, entre 1475 et 1500, salle 145 - encadré par quatorze scènes de sa vie, Novgorod, entre 1475 et 1500, salle 145 - Saint Nicolas de Myre avec la Déisis et des saints choisis, Rostov, entre 1475 et 1500, (ЭРИ-894), salle 144
- Saint Nicolas de Zaraïsk entouré d'illustrations de scènes de sa vie, Russie, fin du XIVe siècle, (ЭРИ-173)
- Saint Nicolas le Thaumaturge, Russie du nord, fin du XVe siècle début du XVIe siècle, (ЭРИ-236)
- Saint Pierre (apôtre), province de Rostov entre 1300 et 1350 (ЭРИ-265) - Chypre XVIe siècle-XVIIe siècle (I-450) - Novgorod ou Rostov vers 1500 (ЭРИ-605) - Novgorod entre 1466 et 1500 (ЭРИ-240)
- Sainte Pulchérie, bienheureuse impératrice  icône russe académique XIXe siècle
- Saint Séraphin de Sarov XXe siècle (ЭРЖ-3136)
- Les Saints Georges, Démétrius, Marina et le prophète Aaron Chypre XIIIe siècle (I-212) -
- Les Saints Philippe, Théodore le Stratilate et Démétrios de Thessalonique, fragment d'un épistyle, byzantine fin du XIe siècle début du XIIe siècle (I-186) salle 382
- Les Saints Théodore le Stratilate et Théodore Tiron d'Amasea guerriers et grands martyrs Rostov( ou Novgorod) entre 1466 et 1500 (ЭРИ-246), salle 146
- Le Sauveur école de Moscou fin du XVIe siècle - Le Sauveur et le Christ dans la tombe Tver? début du XVIe siècle (ЭРИ-489) - Le Sauveur intronisé Rostov vers 1500 (ЭРИ-599)
- La Théophanie du Christ Arkhangelsk. 1600-1650, salle 143 - Pskov vers 1360 (ЭРИ-228)
- Topographie de la Palestine Palestine 1876 (I.537)
- La Transfiguration début du XVIe siècle (ЭРИ-82) - Novgorod, entre 1500 et 1525, (ЭРИ-83), salle 145 - Transfiguration de Notre Seigneur (fragment d'épistyle) byzantine Athos entre 1100 et 1150 (I-17) salle 382
- La Trinité de l'Ancien Testament, 1705, (ЭРИ-511) - Arkhangelsk, entre 1600 et 1650, salle 143
- La Tsarine Aleksandra Feodorovna Russie 1916 (ЭРО-8693)
- La Vierge à l'Enfant Russie XVIIIe siècle (ЭРЖ-3171)
- La Vierge de Kykkos Chypre fin XVIIe siècle (I-437) - byzantine XVIIe siècle (I-230) - byzantine entre 1750 et 1800 (I-533) - La Vierge du Don. L'hexaéméron et des saints russe fin du XVIe siècle début du XVIIe siècle (ЭРИ-470) - La Vierge mère de Dieu école de Novgorod, Rostov vers 1500 (ЭРИ-600)
- La Vierge Éléousa icône byzantine entre 1400 et 1450 (I-152) - La Vierge Éléousa entourée de visages de saints icône byzantine de Macédoine du nord XIVe siècle (I-181) salle 382 - La Vierge Éléousa école de Moscou entre 1550 et 1600 (ЭРИ-144)
- La Vierge intronisée appelée "la Dame des anges" méditerranéenne fin du XVe siècle début du XVIe siècle (I-55)
- Le Voile protecteur de la Mère de Dieu XVe siècle (ЭРИ-229)

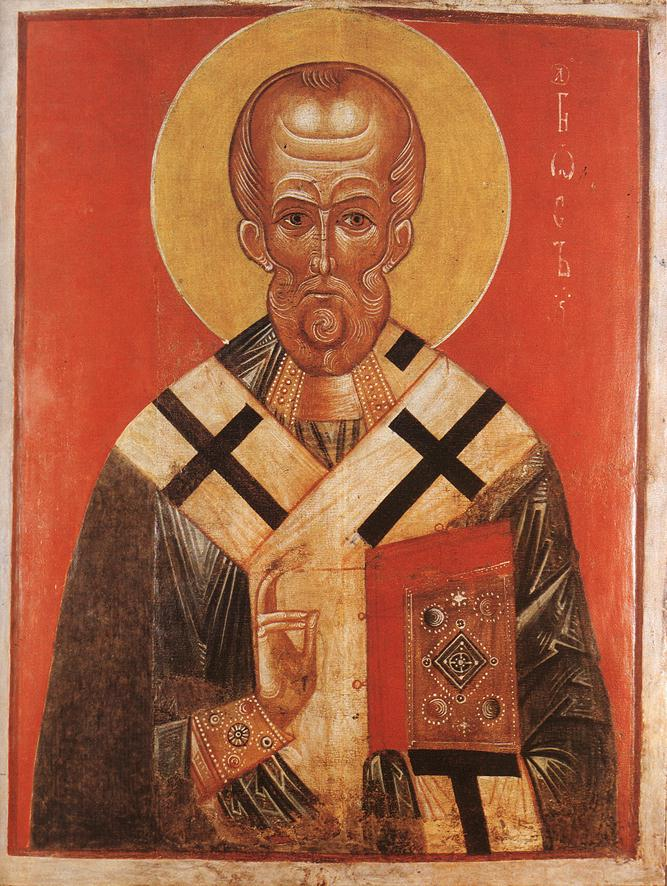
Icône russe du XIIIe siècle ou du XIVe siècle. Saint Nicolas
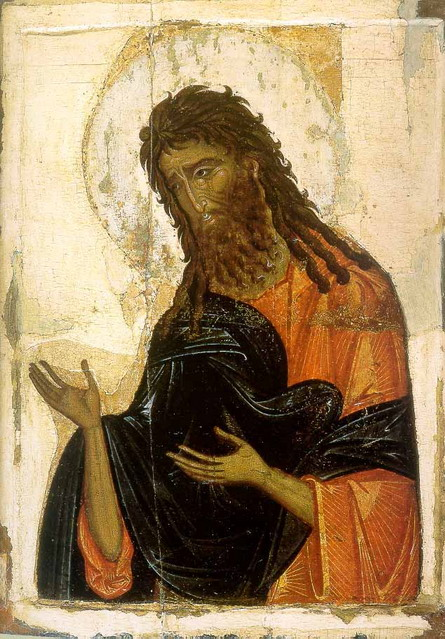
Icône byzantine. Saint Jean le Baptiste
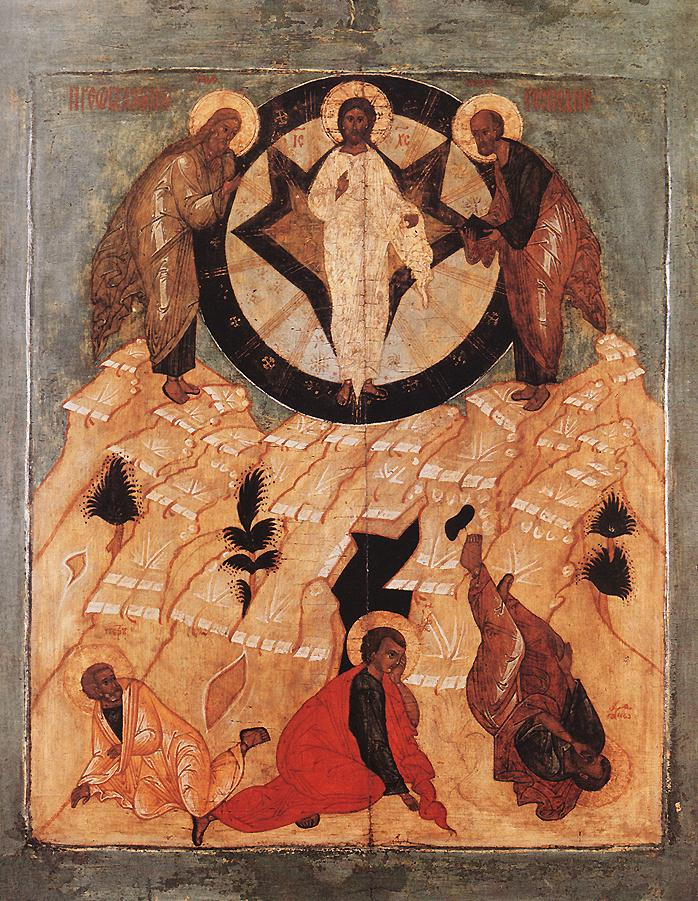
Icône russe du XVIe siècle. La Transfiguration
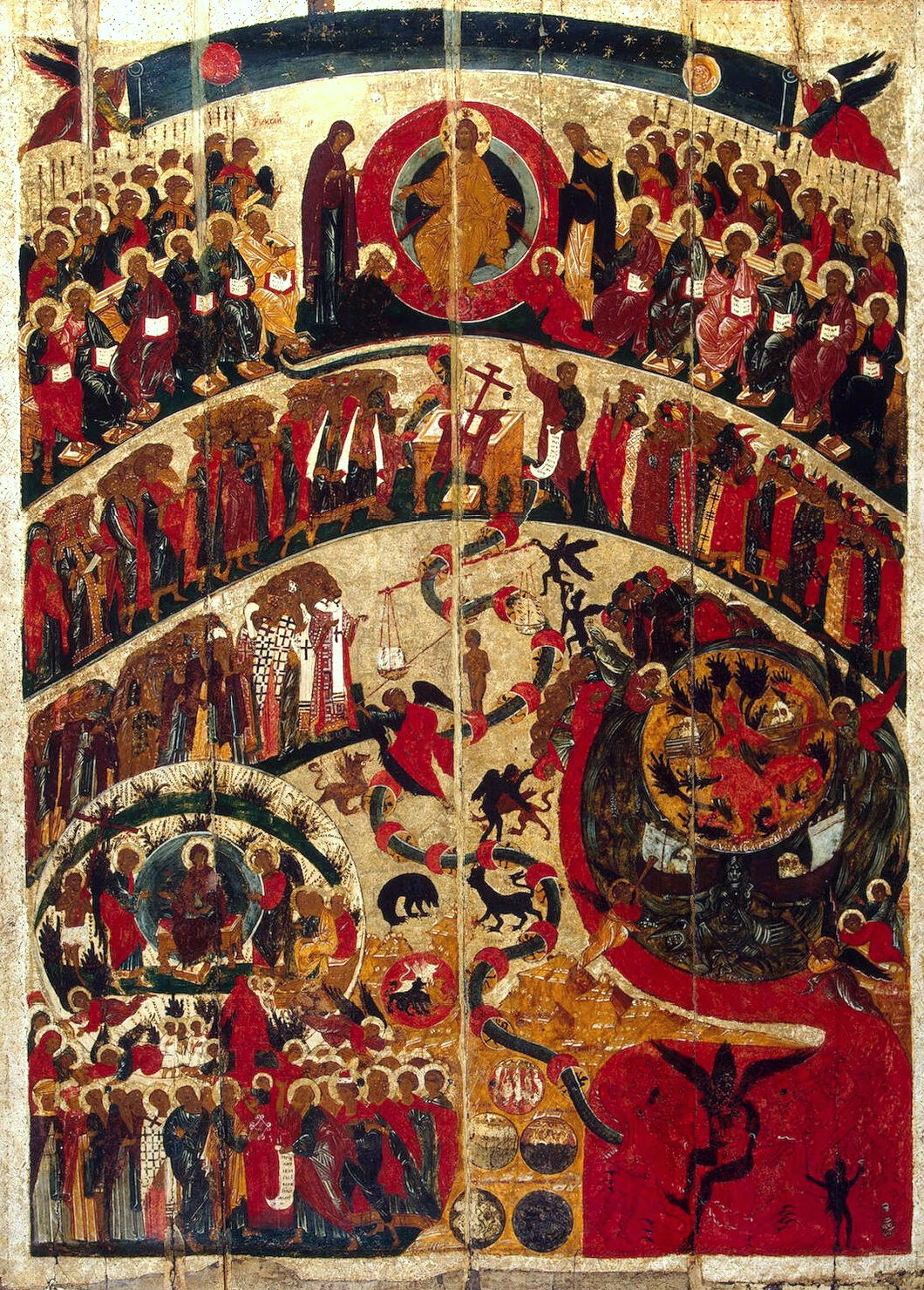
Icône de l'école de Novgorod peinte entre 1500 et 1550. Le Jugement dernier
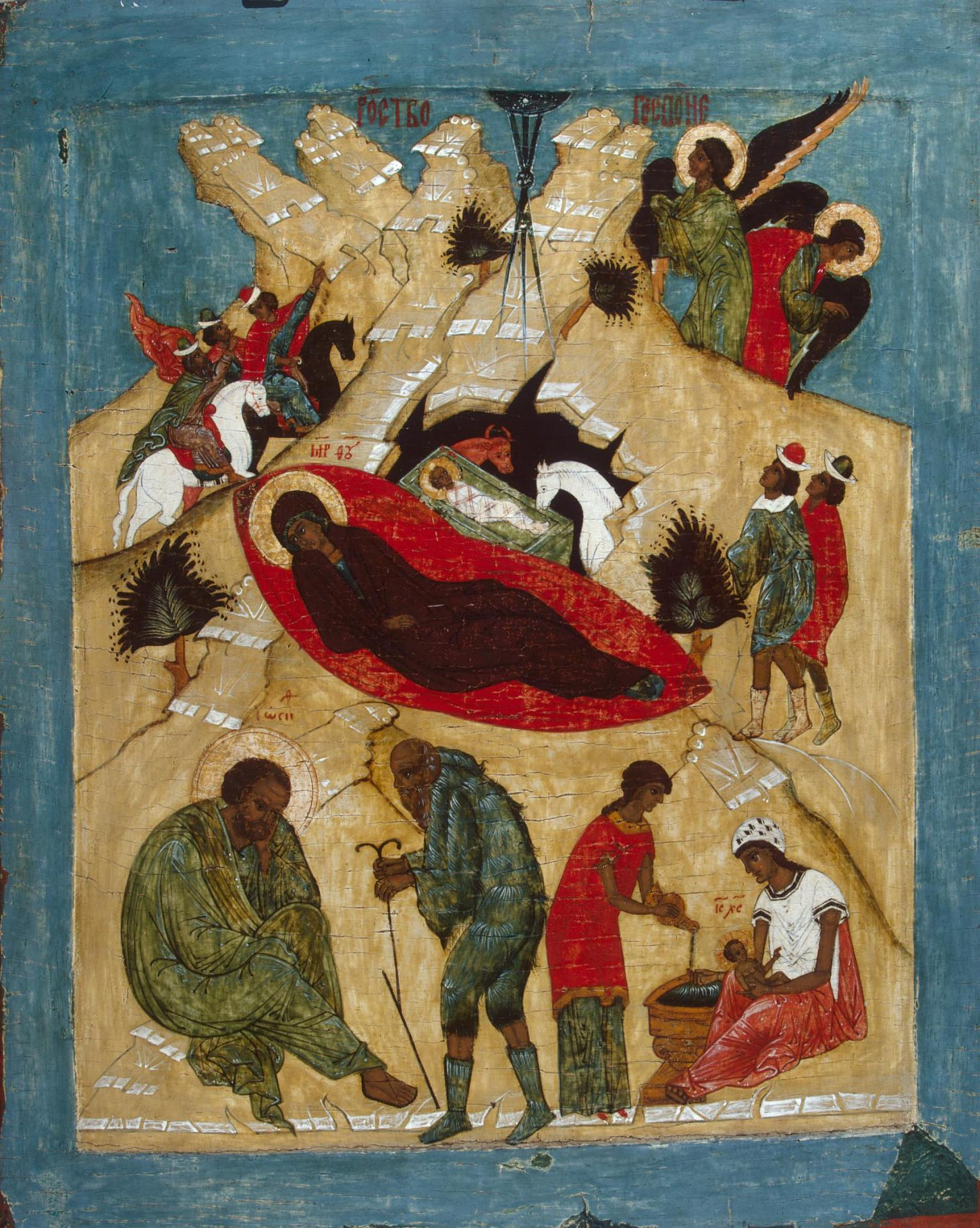
Icône russe de l'école de Moscou du XVIe siècle. La Nativité du Christ
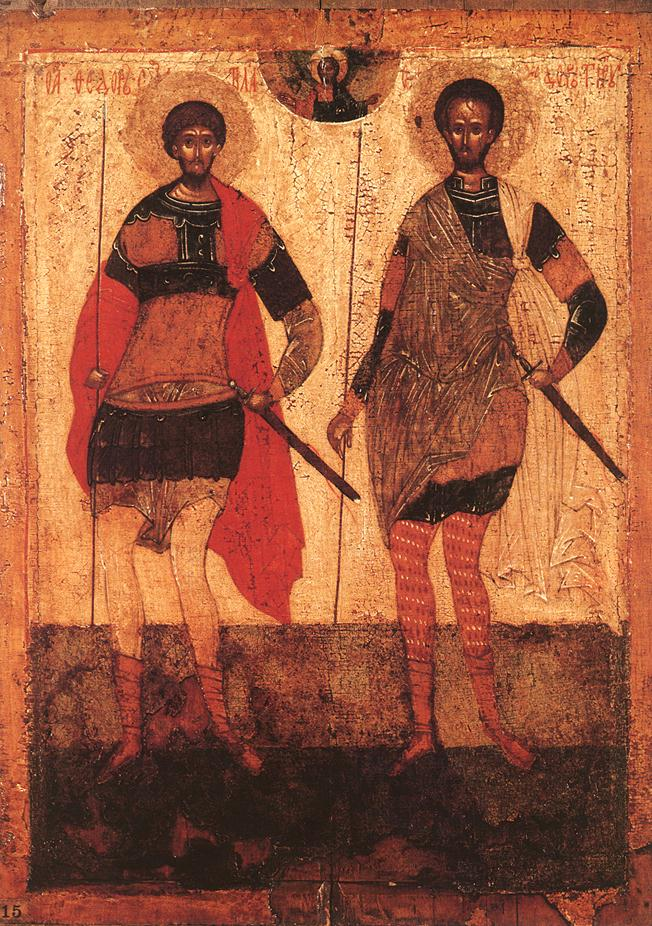
Icône russe du XVe siècle. Saint Théodore le Stratilate et saint Théodore Tiron
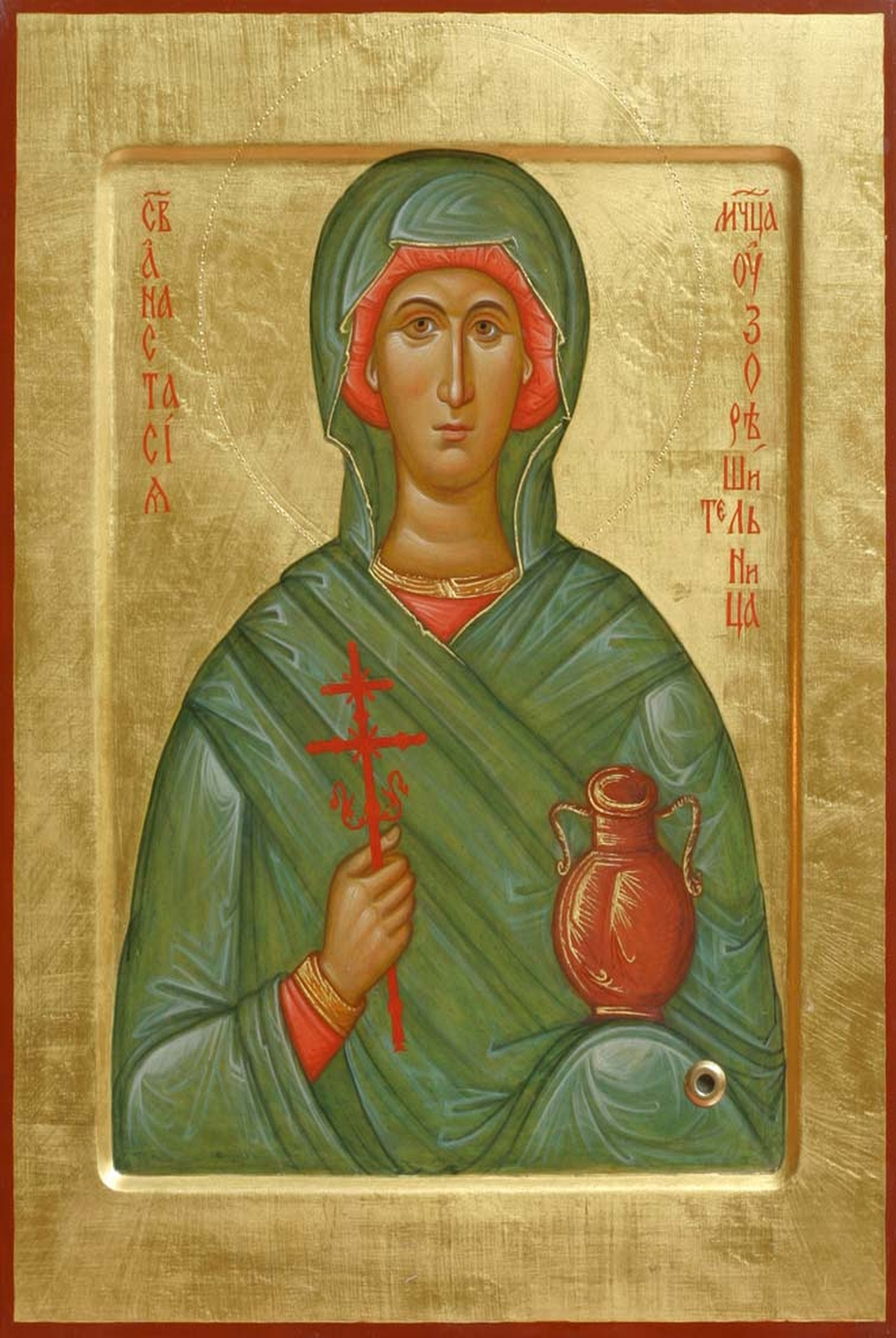
Icône byzantine du XVe siècle. Anastasie d'Illyrie
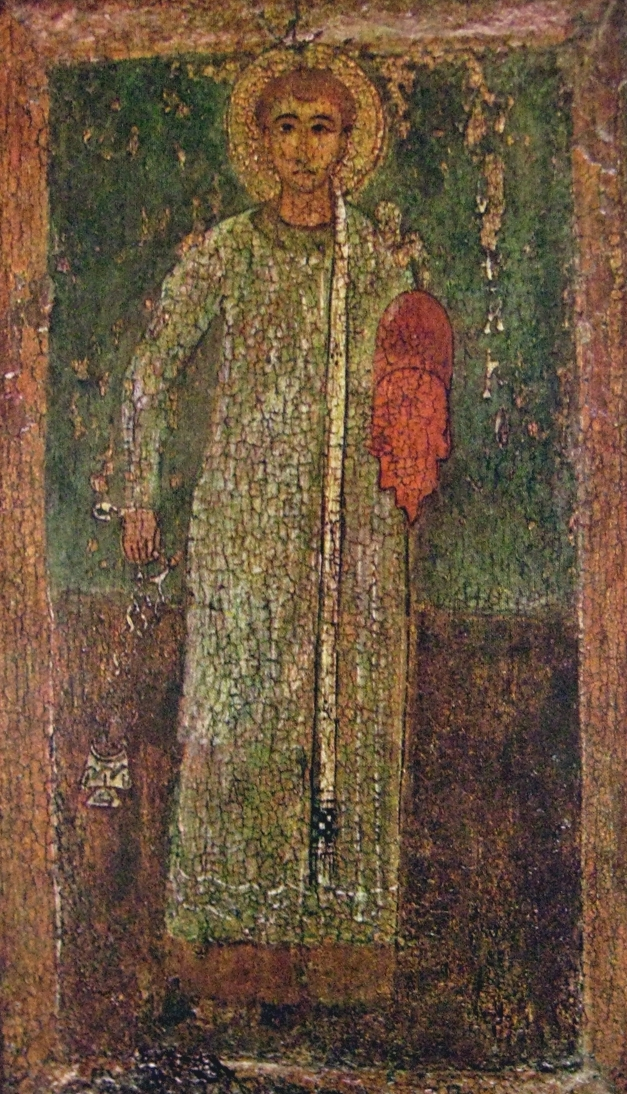
Icône byzantine du XIe siècle. L'Archidiacre Stephen

## Peintures de pays d'Asie
Amitābha, Terre pure Tibet (KO-985) - Avalokiteśvara, Mandala de Mongolie fin du XIXe siècle (KO-1000) - Avalokiteśvara, Bodhisattva, Guanyin Chine Dunhuang Xe siècle (ДХ-68) salle 361 - Avalokiteśvara Shadakshari avec sa suite Tibet fin du XVIIIe siècle, début du XIXe siècle (KO-997) - Bhavaviveka Tibet début du XVIIIe (KO-976) - Blo bzang Yeshes Dul dbyang Bsodnam Tibet début du XVIIIe (KO-978) - Bouddha Bhaishajyaguru avec sa suite Chine entre 1700 et 1733 (KO-994) - Bouddha  et des Arhats Tibet début du XIXe siècle, série de thangkas (У-304), (У-306) - Bouddha et seize Arhats Tibet XVIIIe fragment (KO-983) - (KO-987) - Bouddha et seize Arhats sur l'eau Tibet XVIIIe siècle (KO-984) - Changkya Rolpé Dorje avec sa suite Tibet milieu du XIXe (KO-1005) - Chandrakîrti Chine XIXe siècle (У-266) - Donateur Chine Xe siècle (ДХ-194) salle 361 - Donateurs Chine Dunhuang icône bouddhiste Xe siècle (ЛХ-233) salle 361 - Fragment de la vie d'un saint bouddhiste Tibet XVIIIe (KO-1016) - Gesar avec un cheval et des compagnons Chine, thangka du XVIIIe siècle (У-232) salle 365 - Groupe de donateurs Chine Xe siècle fragment (ДХ-164) salle 361 - Grubpan Dbang Phyug Che Tibet début du XVIIIe (KO-979) - Gyun mthong Rdo Rje dpal Tibet début du XVIIIe (KO-974) - Hayagriva avec sa suite Tibet début du XIXe siècle (KO-1012) - Kelzang Gyatso le 7e Daï Lama Chine XVIIIe siècle tsakli (Y-1653) - Manjushrikirti Tibet début du XIIIe siècle (KO-980) - Moine errant Xe siècle de Dunhuang en Chine (ДХ-320) salle 361 - Monastère bouddhique Népal? fin du XIXe siècle (KO-1015) - Les Neuf cavaliers de Dalkha (Dalkha ) thangka Mongolie XIXe siècle (У-236) - Offrandes aux divinités courroucées Tibet début du XIXe siècle (KO-1014) - Padmasambhava et les divinités du Bardo Bhoutan début du XIXe (KO-1008) - Padmasambhava et ses huit manifestations Bhoutan XIXe (KO-1006) salle 364 - Panchen-lama Blo bzang Paldan Yeshes entouré d'Arhats Tibet XVIIIe (KO-1010) - Panchen-lama Blo bzang Tenpai Nyima et sa lignée d'incarnation Tibet milieu du XIXe (KO-1009) - Paon, fragment d'un Thangka - Le Paradis donne cent rangs officiels Chine fin du XIXe siècle début du XXe siècle (ЛТ-744) - Représentation de Bouddha et des seize Arhats fragment Tibet XVIIIe (KO-989) - Représentation révélatrice (de la révélation?) Tibet XIXe siècle (У-323) - Sakya Pandita Tibet début du XVIIIe siècle (KO-975) - (KO-981) salle 364 - Salutations au juste sur le chemin de la Terre pure d'Amitābha XIIIe (XX-2410) - (XX-2411) - (XX-2413) - (XX-2414) - (XX-2415) - (XX-2417) - (XX-2477) - fragment (XX-2478) - (XX-2526) - Siddhartha Gautama et 152 Tathāgatas Tibet début du XIXe (KO-992) - Tableau astrologique représentant les animaux du cycle de douze ans du zodiaque Tibet XVIIIe siècle (Y-339) salle 365 - Tanag Goslo Tibet début du XVIIIe (KO-977) - Tara blanc Mongolie fin du XVIIIe (KO-1002) - Tara blanche avec sa suite Tibet (KO-1003) salle 364 - Terre pure du Bouddha Amitābha Tibet fin du XVIIIe (KO-991), (KO-993) - Terre pure de Padmasambhava Tibet XVIIIe (KO-1007) - Terre pure du Bouddha Amitābha  - Tête de Bodhisattva peinture murale chinoise du Xe siècle (ТУ-479) - Tête de moine fragment. Chine VIIIe siècle (ДХ-188) - Trente-cinq Bouddhas de repentance Tibet XVIIIe (KO-986) - Tszonhava avec ses disciples Chine entre 1750 et 1800 (У-288) - Tsongkhapa avec sa suite Chine début du XVIIIe siècle (KO-1004) - Vaiśravaṇa et sa suite Chine fin du XVIIIe siècle (У-223) - Vajrapani avec escorte Tibet, début XIXe siècle (KO-1011) - Vajrasattva Mongolie  Vajrapani avec escorte Tibet, début XIXe siècle (KO-1011) - Vajrasattva Mongolie XIXe siècle (KO-995) - Vasubandhu Chine XIXe siècle (У-271) - La Vie de Bouddha Sakyamuni Tibet fin du XVIIIe siècle (KO-988) - Yama et les enfers Tibet début du XXe siècle (KO-1013) salle 364

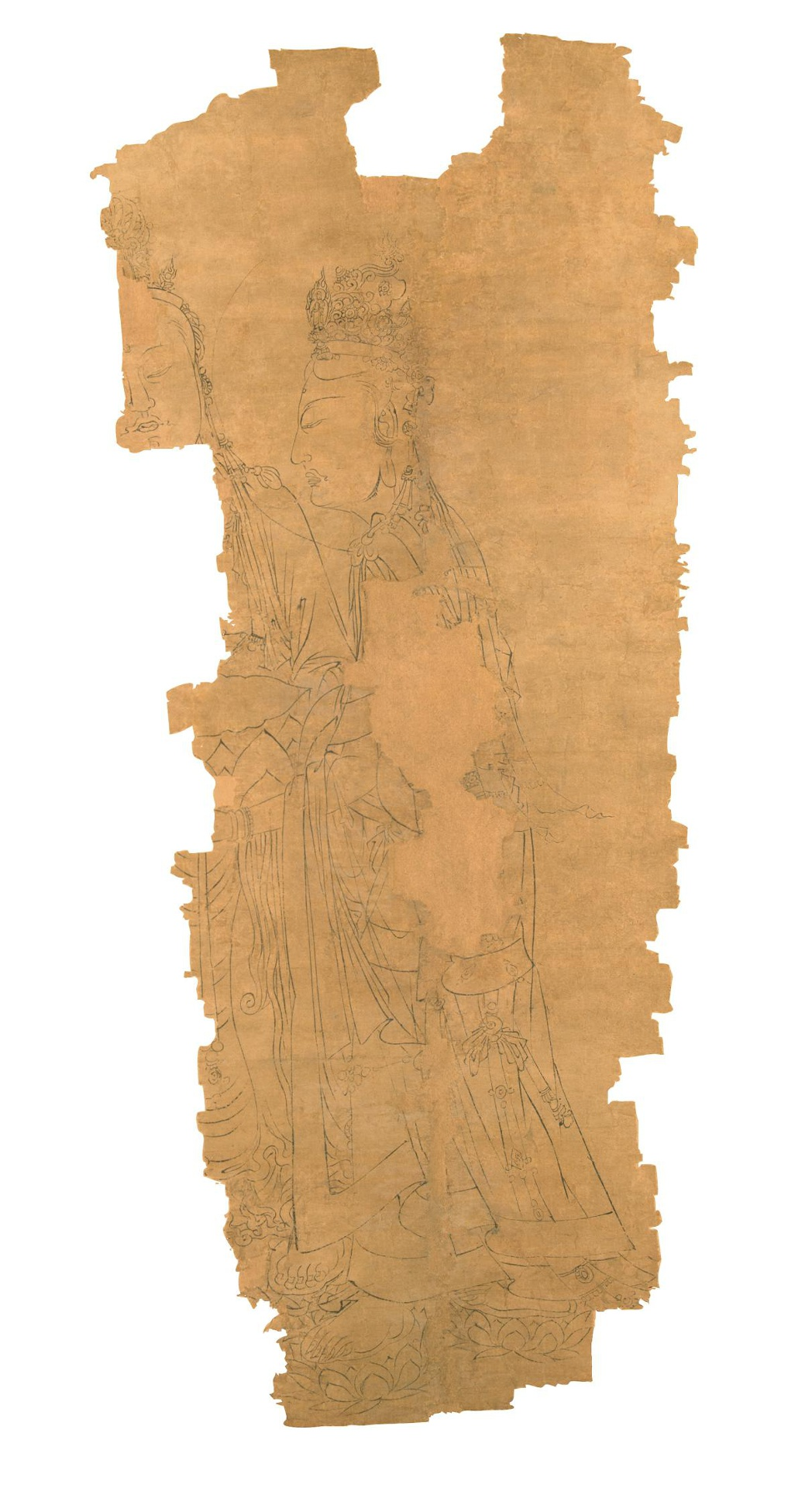
Fragment de Salutations au juste sur le chemin de la Terre pure d'Amitābha. Bodhisattva Guanyin et Dashizhi. Encre de chine. XIIIe
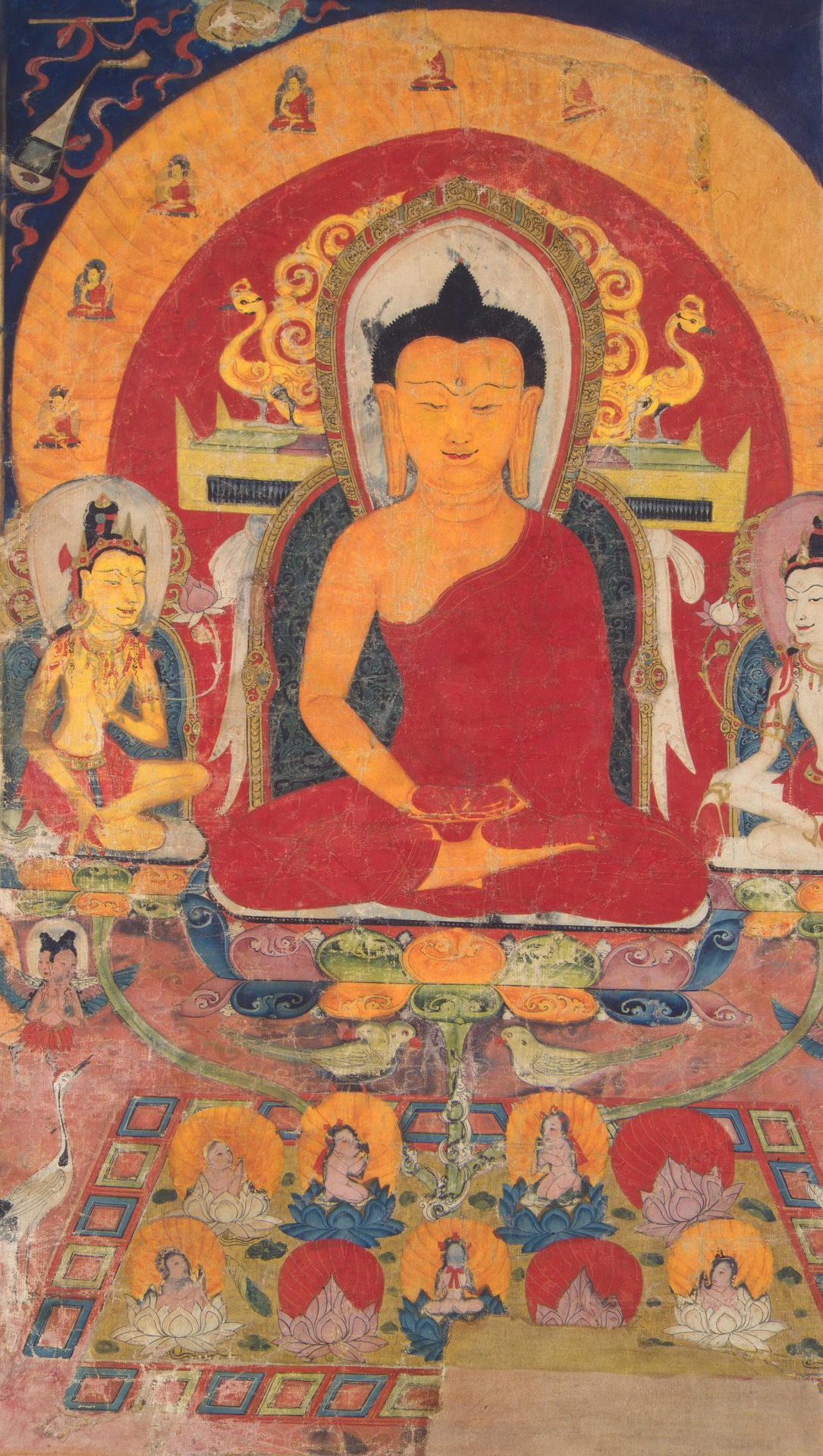
Terre pure d'Amitābha. Thangka sur toile. XIIIe
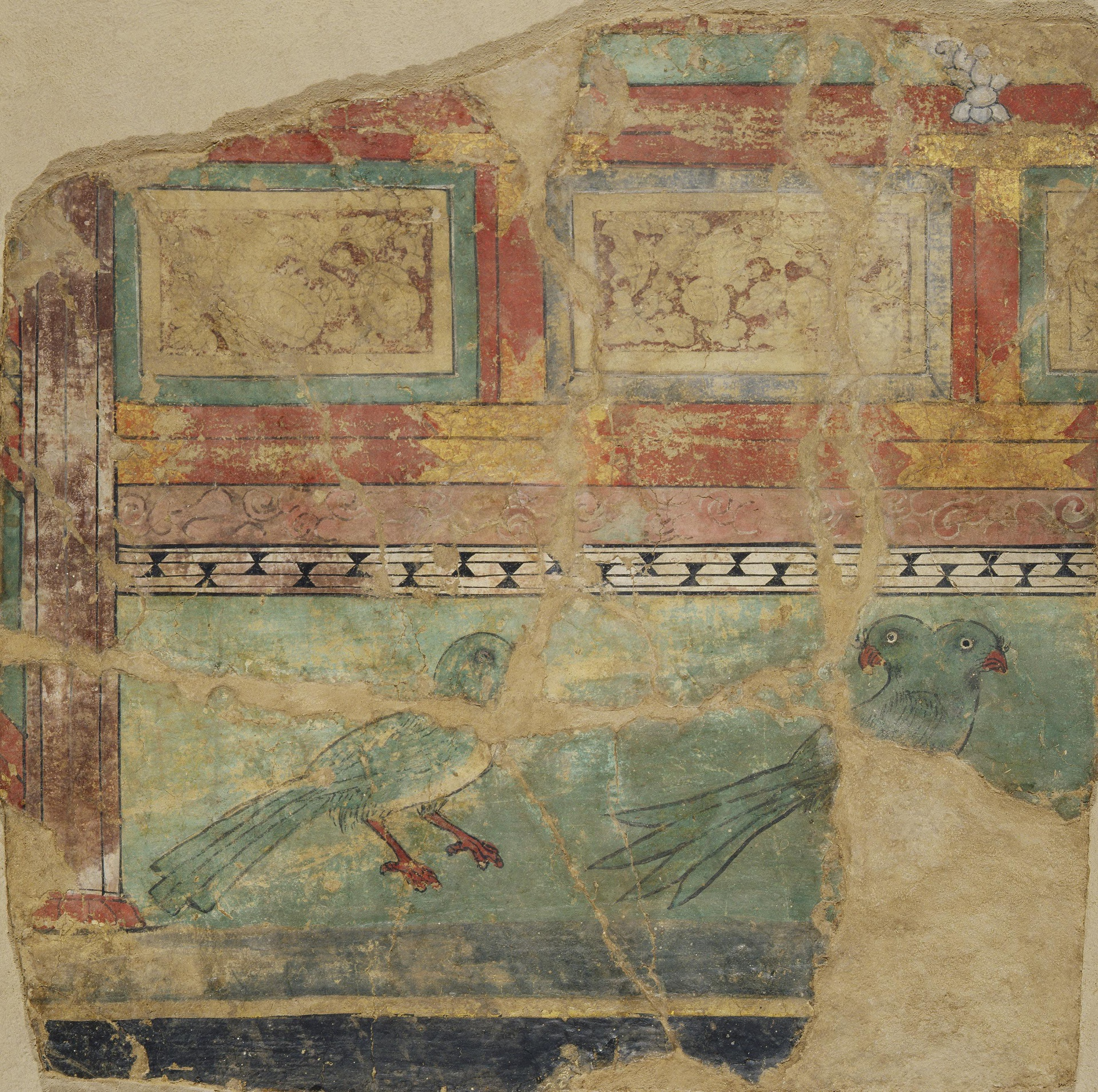
Terre pure d'Amitābha. Peinture murale. XIIIe
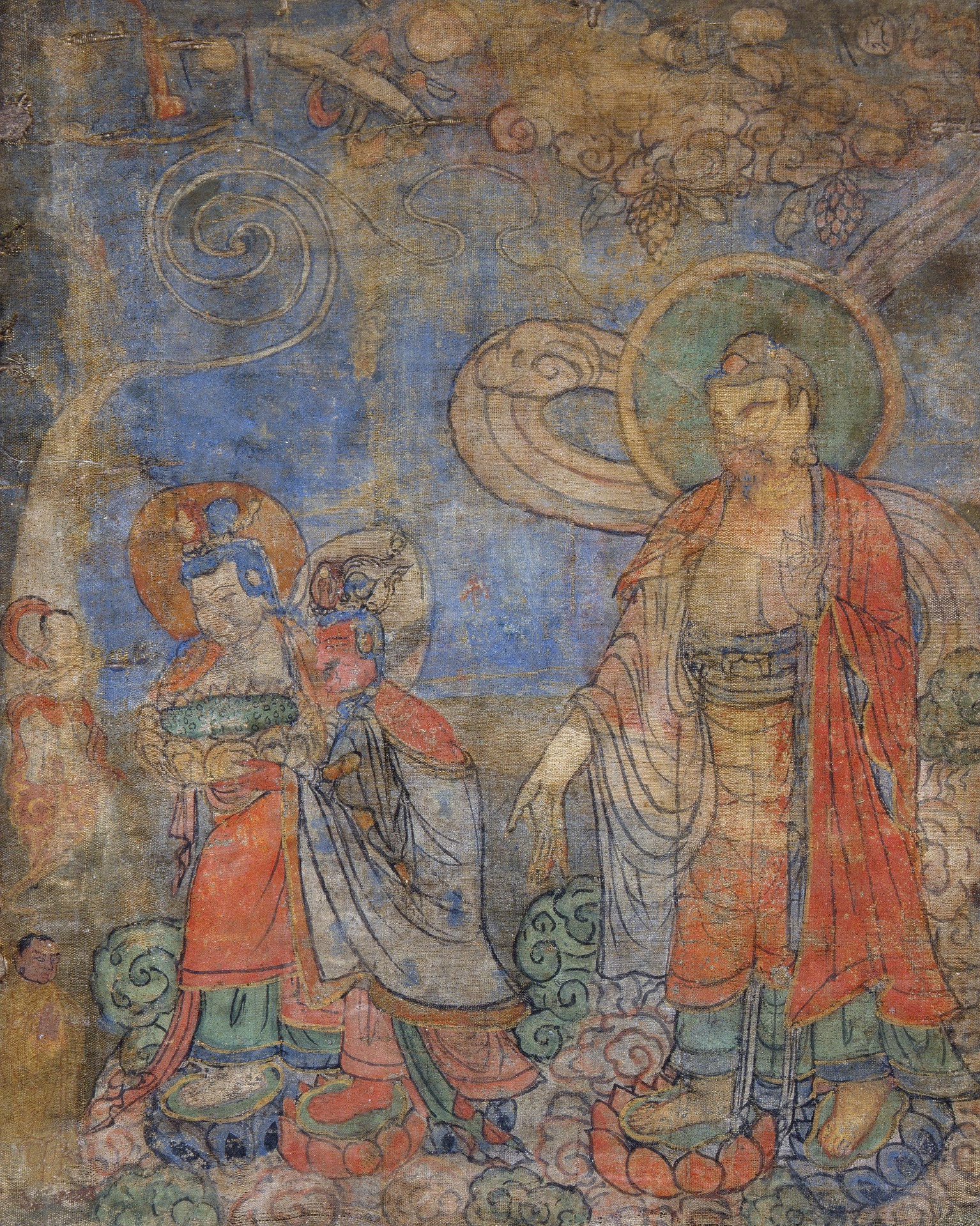
Salutations au juste sur le chemin de la Terre pure d'Amitābha. Thangka sur soie. XIIIe
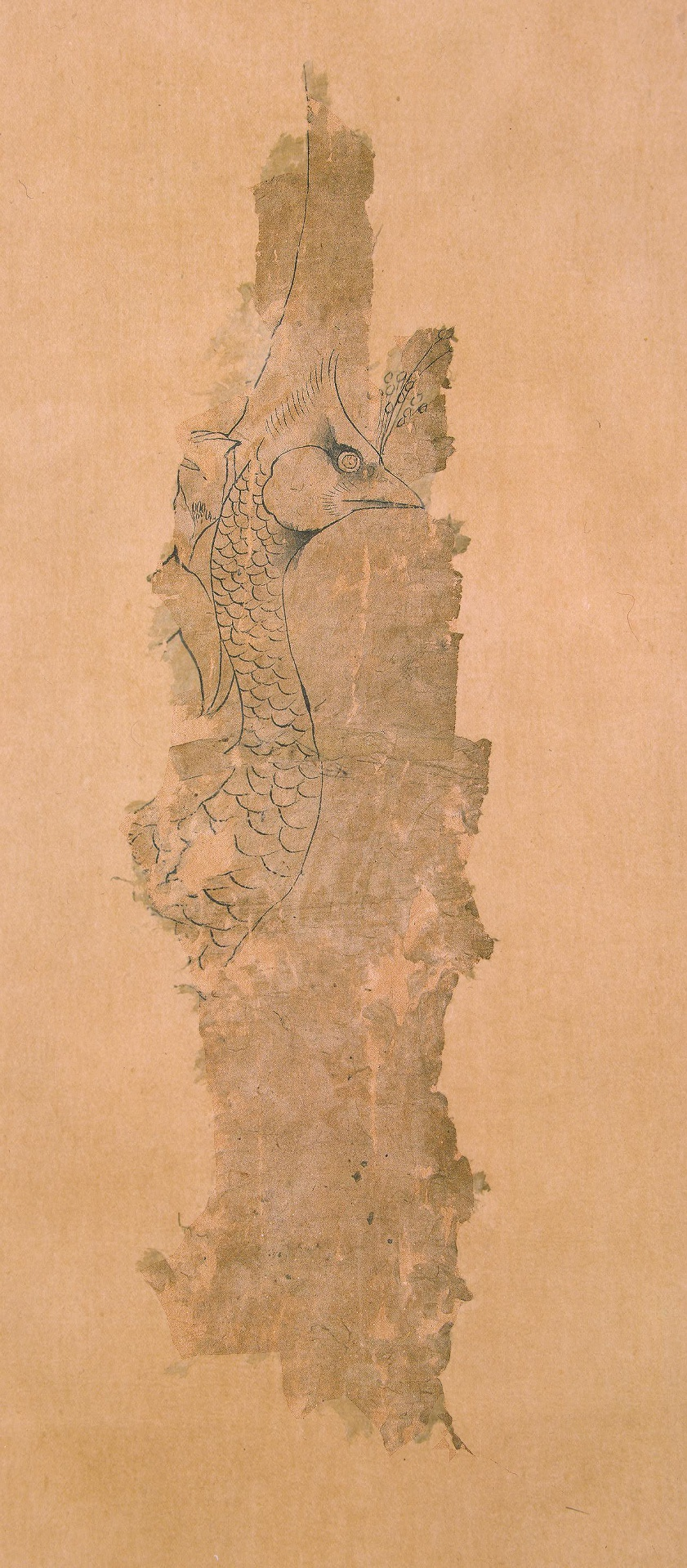
Paon, fragment d'un Thangka Salutations au juste sur le chemin de la Terre pure d'Amitābha. Encre de chine. XIIIe
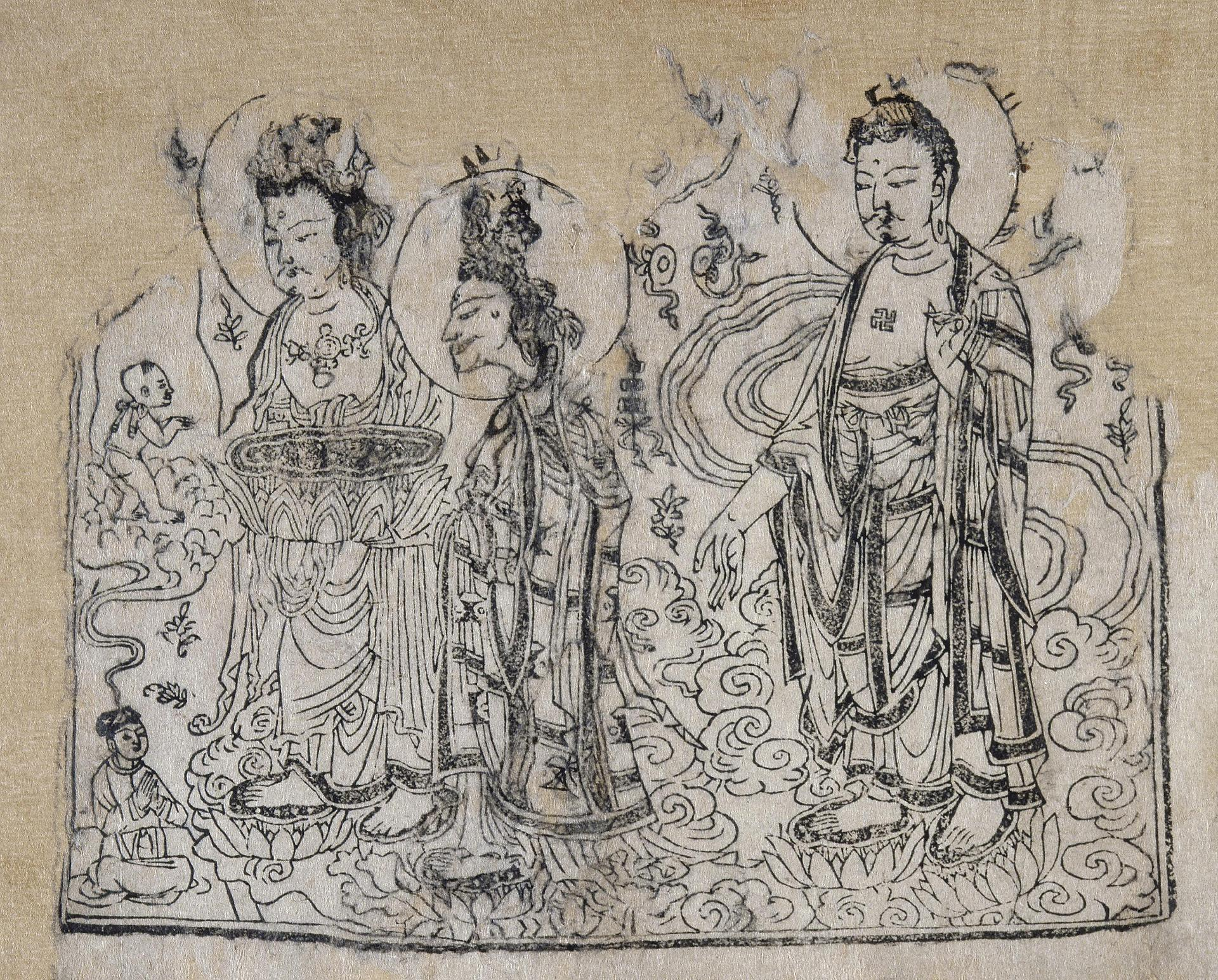
Fragment de Salutations au juste sur le chemin de la Terre pure d'Amitābha. Xylographie. XIIIe
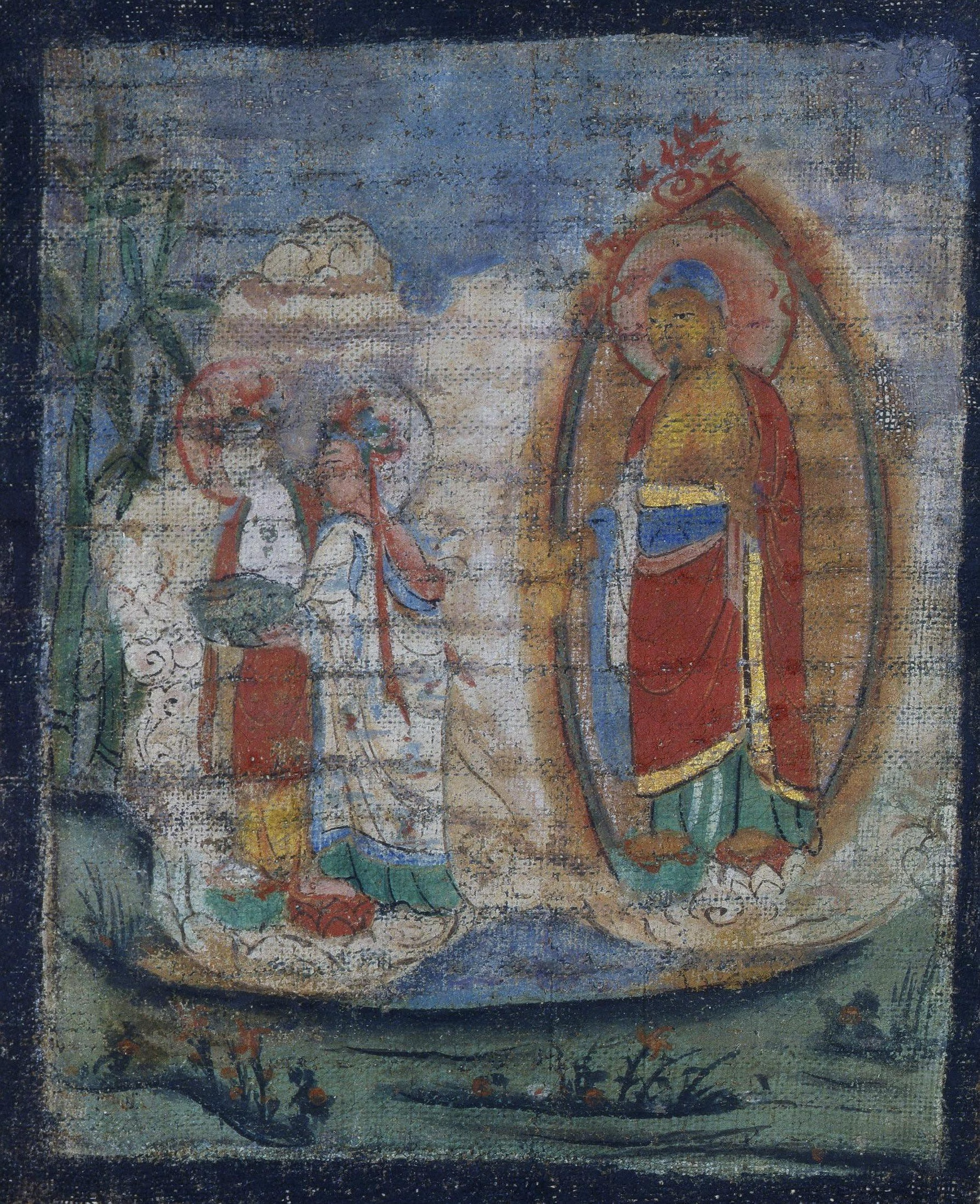
Salutations au juste sur le chemin de la Terre pure d'Amitābha. Thangka sur toile avec bordure d'origine. XIIIe
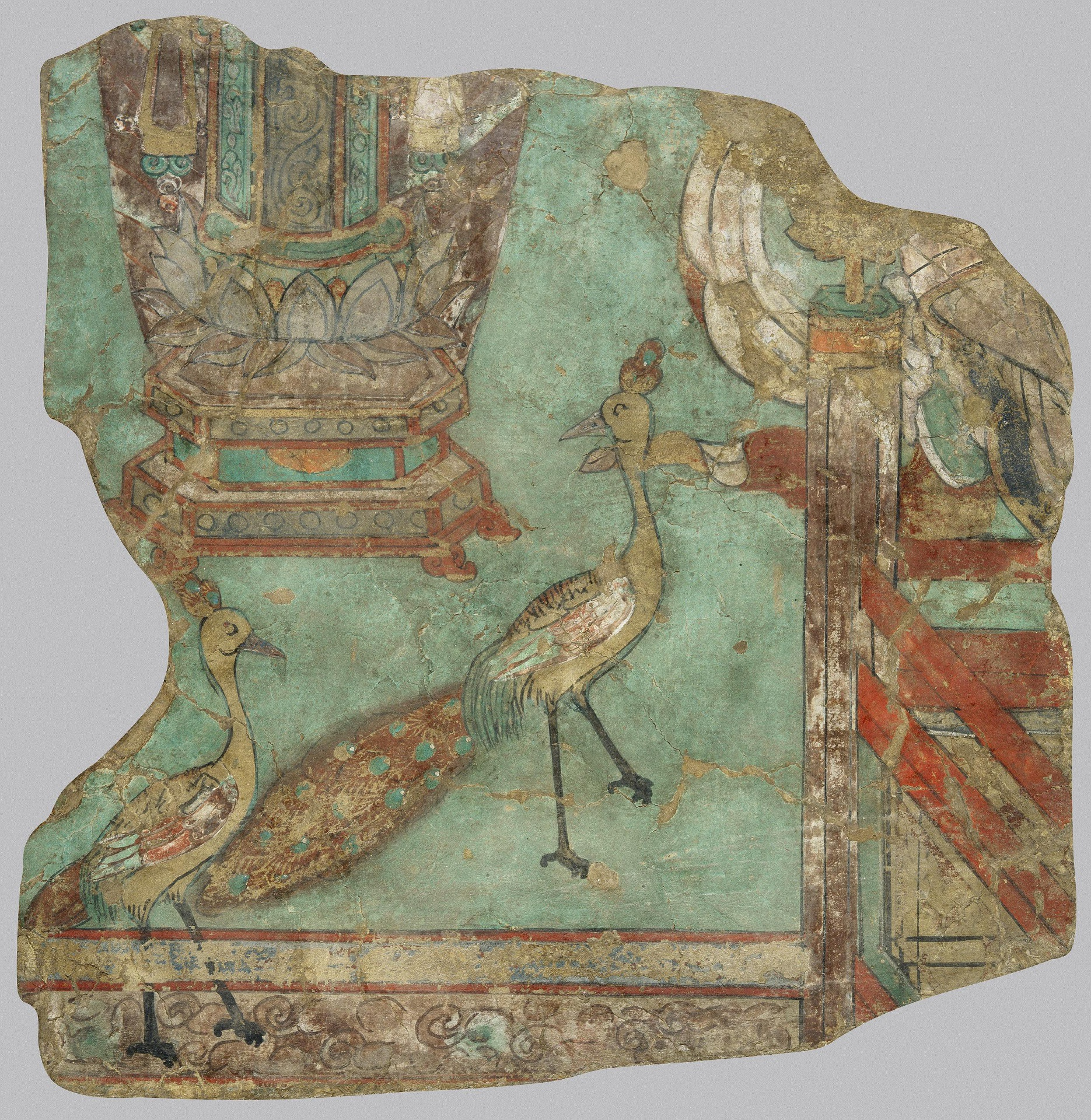
Terre pure d'Amitābha. Peinture murale. XIIIe

### Portraits

#### Liste alphabétique des patronymes ou des prénoms
- Certaines dates ont été écrites pour avoir une idée de l'époque où vivaient les personnages représentés qui n'ont pas encore de lien.
- A

Saint confesseur Agaviad le thaumaturge représenté dans des épisodes de sa vie, Russie XVIIe siècle (ЭПИ-72) - La Grande-princesse Alexandra Pavlovna de Russie, fille de Paul Ier (ЭРЖ-600) - Alexandre Ier (ЭРЖ-607) - Russie 1820, copie d'une œuvre de K. A. Cheviolkine (ЭРЖ-2025) - entre 1800 et 1825 (ЭРЖ-608) salle 312 - (ЭРЖ-610) salle 333 - Le Grand-duc Aleksandr Pavlovitch futur Alexandre Ier Russie fin du XVIIIe siècle (ЭРЖ-602) - (ЭРЖ-605) - Les Grands-ducs Alexandre Pavlovitch et  Constantin Pavlovitch de Russie copie du XVIIIe siècle (ГЭ-4435) - Alexandre II par ВГ. (monogramme) (ЭРЖ-633) salle 315) - Alexandre III (ЭРЖ-3247) salle 153 - Le Tsarevitch Alexis Petrovitch de Russie fils de l'empereur Pierre Ier le Grand copie d'un tableau de Johann Gottfried Tannauer (ЭРЖ-1815) - Alexis Ier (tsar de Russie) (ЭРЖ-521) - (ЭРЖ-522) salle 151 - (ЭРЖ-1843) - (ЭРЖ-3252) - Anna Ivanovna (ЭРЖ-554) salle 151 - (ЭРЖ-1860) - (ЭРЖ-3252) - XVIIe siècle ou XVIIIe siècle  (ГЭ-4335) - La Régente Anna Leopoldovna de Russie Russie (ЭРЖ-556) - La Tsarine Anna Petrovna de Russie fille de Pierre Ier le Grand (ЭРЖ-1818)
- B

Le Comte Alexandre von Benckendorff (1781-1844) copie d'un portrait de George Dawe (ГЭ-5886) - Le Comte Konstantin von Benckendorff copie d'un portrait de George Dawe (ГЭ-5885) - Le Chancelier de l'empire russe Alexis Bestoujev-Rioumine (ЭРЖ-777) - Le Chancelier de l'empire russe Alexandre Bezborodko (ЭРЖ-2012) - Le Lieutenant Vassili Aleksandrovitch Bibikov du corps des ingénieurs (ЭРЖ-157) - V. G. Bibikov entourée de serviteurs (ЭРЖ-1477) - La Comtesse Anna Vladimirovna Bobrinskaïa (ru) (ЭРЖ-1131) - Alexeï Grigorievitch Bobrinski déguisé (ЭРЖ-791) - Aleksandra Pavlovna Botkina 1900 fille de Pavel Tretiakov (ЭРЖ-2087) - Dmitri Petrovitch Botkine (ru), commerçant Russie milieu du XIXe siècle (ЭРЖ-434) - Elena Ivanovna Brousnitsyne épouse d'industriel (ЭРЖ-492) - Jacob Bruce (ЭРЖ-2896) - Charlotte-Christine de Brunswick-Lunebourg épouse d'Alexis Petrovitch de Russie (ЭРЖ-1816)
- C

L'Impératrice Catherine Ire, Russie 1768 (ЭРЖ-545) - 1713 (ЭРЖ-1858) - Russie 1724 (ГЭ-4522) - L'Impératrice Catherine II (ЭРЖ-3262) - Catherine II coiffée d'un kokochnik copie d'une œuvre de Vigilius Erichsen (ГЭ-7276) - Catherine II dans l'uniforme du Régiment Préobrajensky (ГЭ-4342) - Catherine II se promenant dans le parc à Tsarskoïe Selo avec à l'arrière plan la colonne Chesmensky d'après Vladimir Borovikovski, fin XVIIIe siècle, début XIXe siècle (ЭРЖ-568) - La Grande-duchesse Iekaterina Alekseïevna, future impératrice Catherine II ou Sophie Frédérique Augusta d'Anhalt-Zerbst, Russie milieu du XVIIIe siècle (ЭРЖ-564) - L'Impératrice Catherine II vêtue d'une robe de voyage d'après Mikhaïl Chibanov (ru) (ЭРЖ-2702) salle 170 - La Grande-duchesse Catherine Pavlovna de Russie (ЭРЖ-598) - Le Baron Piotr Chafirov (ЭРЖ-1811) - Charles XI roi de Suède (ГЭ-4464) - Le Pasteur Johann Leopold Chattner (1675-1741) (ЭРЖ-1536) - Le Comte Nikolaï Petrovitch Cheremetiev (ЭРЖ-278) - La Comtesse Anna Petrovna Cheremeteva (ru) en costume de carrousel (ЭРЖ-1872) - La Nonne Marfa née Ksenia Ivanovna Chestova (ru), épouse du boyard Fédor Romanov Russie fin du XVIIIe siècle, début du XIXe siècle (ЭРЖ-519) - Le Comte Piotr Chouvalov (ЭРЖ-260) - Le Comte Piotr Chouvalov enfant (ЭРЖ-1452) - Le Grand-duc Constantin Nikolaïevitch de Russie (ЭРЖ-638) salle 313 - Le Grand-duc Constantin Pavlovitch de Russie (ЭРЖ-626) - Le Grand-duc Constantin Pavlovitch de Russie gravure (ЭPГ-16675) - André Corsini évêque de Fiesole copie d'une œuvre de Guido Reni (ГЭ-4051) - Oliver Cromwell Angleterre milieu du XVIIe siècle (ГЭ-1699)
- D

D. Davidov aquarelle, blanc, peinture dorée (ЭРР-512) - L'Ataman F. V. Denissov début du XIXe siècle (ЭРЖ-132) - Gavrila Derjavine ou Grigori Grigorievitch Kouchelev (ru) (ЭРЖ-1882) - Anton Manouïlovitch Devier (ru), le premier "préfet de police" de Saint-Pétersbourg (ЭРЖ-57) - Sergueï Ossipovitch Diougamel (ru) aquarelle - Le Jeune Officier du régiment de cosaques Matveï Aleksandrovitch Dmitriev-Mamonov (ru) (ЭРЖ-150), copie d'après un tableau de Mikhaïl Chibanov (ru) (ЭРЖ-94) -  Le Prince Alekseï Dolgoroukov, 1810, (ЭРЖ-807) - Le Prince Grigori Fiodorovitch Dolgoroukov (ru) (ЭРЖ-59) - Iakov Dolgoroukov (ЭРЖ-735) - La Princesse M. A. Dolgoroukov entre 1850 et 1900 (ЭРЖ-1358) - Vladimir Dmitrievitch Dolgoroukov (ru) (ГЭ-6177) - Aleksandra Petrovna Dournovo (ru) avec son fils (ГЭ-5275)
- E

Édouard VI Angleterre entre 1537 et 1553 (ГЭ-1260) - L'Impératrice Élisabeth Alexeïevna de Russie (ЭРЖ-613) - (ЭРЖ-3279) - aquarelle et gouache (ЭРP-8676) - L'Impératrice Élisabeth Alexeïevna de Russie dans un parc de Tsarskoïe Selo Russie vers 1820, copie d'après une œuvre de George Dawe (ЭРЖ-611) - Élisabeth Ire (ЭРЖ-558) - Allemagne vers 1750 (ГЭ-4341) - XVIIIe siècle (ЭРЖ-1732) - Élisabeth Ire Russie XVIIIe siècle (ЭРЖ-2717) - Portrait équestre d'Élisabeth Ire accompagnée d'un page noir (ЭРЖ-3286) salle 167 - Portrait d'Élisabeth Ire à cheval accompagnée par un serviteur noir copie d'un tableau de Georg Christoph Grooth (ЭРЖ-560) - Le Commerçant Aleksandr Grigorievitch Eliseïev (ru) (1839-1918) (ЭРЖ-499)
- F

Fédor III (ЭРЖ-1807) salle 151 - Fédor III portrait en buste avec globe et sceptre; sanguine et encre noire par anonyme néerlandais (OP-45951) - Anna Filatova, épouse d'un commerçant Russie 1840 (ЭРЖ-2574)
- G

Nathalie Galitzine née comtesse Tchernychiova copie d'une œuvre de Benoît-Charles Mitoire (ЭРЖ-1164) - La Princesse Nathalie Galitzine née comtesse Tchernychiova (ЭРЖ-1114) - Le Métropolite Séraphin (Glagolevski) (ЭРЖ-685) - La princesse Anna Nikolaïevna Golitsyne 1825 (ЭРЖ-1192) salle 186 - Le Marchand Fiodor Alekseïevitch  Goutchkov (ЭРЖ-361) - Le Commerçant S. V. Guerassimov Russie fin du XIXe siècle, copie d'un portrait du XIXe siècle (ЭРЖ-432)
- H

Léopold-Guillaume de Habsbourg (ГЭ-5888) - Henri III duc d'Anjou France entre 1560 et 1570 (ГЭ-1255) - Portrait historique (ВП-1109) - Anna Amalia Horst 1740 (ЭРЖ-1402)
- I

E. A. Ilinski, épouse d'un commerçant de Saint-Pétersbourg 1830 (ЭРЖ-1224) - Ivan V Romanov (ЭРЖ-527) salle 151
- J

Jean VIII de Nassau-Siegen' d'après Antoine van Dyck, Flandres XVIIe siècle (ГЭ-1696) 
- K

'L'Amiral Piotr Kondratievitch Kartsov (ru) (ЭРЖ-20) - Portrait présumé de Guennadi Ivanovitch Kaznakov adjudant au Régiment Semionovsky de la garde impériale, Russie 1806 (ЭРЖ-744) - Le Brigadier Aleksandr Vassilievitch Khrapovitski (ru) (ЭРЖ-114) - Lady Mary Killigrew, épouse de William Killigrew (1606-1695) d'après Antoine van Dyck (ГЭ-562) - Thomas Killigrew Flandres  XVIe siècle (ГЭ-4303) - E. A. Klinskaïa, commerçante à Saint-Pétersbourg Russie 1830 (ЭРЖ-1224) - La Baronne Aleksandra Aleksandrovna Korf née Samsonovy (ru) (ЭРЖ-2766) - Vassili Leontievitch Kotchoubeï (ЭРЖ-1914) - I. Koulikov (ЭРЖ-.II-672) - Le Major général Jacob Koulnev (ЭРЖ-3294) - Le Prince Alexandre Kourakine copie (ЭРЖ-797) - Le Comte Ivan Pavlovitch Koutaïssov (ru) (ЭРЖ-295) - Le Maréchal et Prince Mikhaïl Koutouzov (ЭРЖ-139) - Kornelious Kriouïs (ru) amiral de la marine impériale et commandant en chef de la flotte russe de la Baltique (ЭРЖ-1851) - L'Amiral Johann Adam von Krusenstern (ЭРЖ-10)
- L

Frants Ivanovitch Labenski (ru) chef du IIe département de l'Ermitage impérial, Russie entre 1800 et 1850 (ЭРЖ-2204) - Sophie de Lafont née Dubuisson, directrice de l'Institut Smolny pour les jeunes filles de la noblesse (ЭРЖ-1072) - Alexandre Lanskoï (ЭРЖ-92) - Sergueï Nikolaïevitch Lanskoï (ru) (ЭРЖ-160) - La Famille Lazarev début du XIXe siècle (ЭРЖ-2031) - La Comtesse Anna Akimovna Lazarev Russie XIXe siècle copie d'un tableau  du milieu du XVIIIe siècle (ЭРЖ-1130) - Iekaterina Ivanovna Lazarev née Mirzakhanov (1750-1819) copie d'un portrait exécuté par Vladimir Borovikovski (ЭРЖ-1125) - Christophe de Lieven copie d'une œuvre de Thomas Lawrence (ГЭ-9780) - Le Comte Giulio Renato Litta (ЭРЖ-126) salle 172 - Mikhaïl Lomonossov d'après Georg Caspar von Prenner (ЭРЖ-2646) - Eudoxie Lopoukhine XVIIIe siècle (ЭРЖ-542)
- M

Le Commerçant Pavel Grigorievitch Malozemov Russie fin du XIXe siècle (ЭРЖ-459) - L'Impératrice Maria Fiodorovna (ЭРЖ-2778) - L'Impératrice Maria Fiodorovna, épouse de Paul Ier copie d'une œuvre de Gerhard von Kügelgen (ЭРЖ-592), (ЭРЖ-591) salle 151, copie dans le style de Johann Baptist von Lampi (ЭРЖ-588), par Ludwig Schultz (ЭРЖ-3032) - Monsieur Markov chef d'équipage de Paul Ier années 1800 (ЭРЖ-2606) - Anastassia Ermilovna Matveïev, épouse de l'ambassadeur Andreï Artamonovitch Matveïev (ГЭ-6627) - Andreï Artamonovitch Matveïev (ЭРЖ-1846) - Le Duc Georges-Auguste de Mecklembourg-Strelitz enfant (ЭРЖ.II-81) - Michel Ier (tsar de Russie) (ЭРЖ-520) salle 151 - L'Amiral Nikolaï Mordvinov (ЭРЖ-748) - Iekaterina Fedorovna Mouravieva, née baronne Kolokoltseva, et son fils Nikita copie d'après Jean-Laurent Mosnier salle 187 (ЭРЖ-2354) - La Comtesse Praskovia Vassilievna Moussina-Pouchkina (ru) née princesse Dolgorouki copie (ЭРЖ-1116)
- N

Le Scientifique et Inventeur Andreï Nartov d"après Ivan Nikitine (ЭРЖ-2572) - Dmitri Lvovitch Narychkine (en russe : Дмитрий Львович Нарышкин) (ЭРЖ-3029) - Lev Alexandrovitch Narychkine gouache, aquarelle et crayon (ЭРР-356) - La Grande-duchesse Natalia Alekseïevna, Wilhelmine-Louise de Hesse-Darmstadt épouse de Paul Ier (ЭРЖ-586) - La Tsarine Natalia Narychkina (ЭРЖ-1806) - Natalia Petrovna fille de Pierre Ier le Grand et de Catherine Ire d'après Louis Caravaque (ЭРЖ-1859) - Le Pasteur Guenrikh Gottlieb Natstsioussa entre 1700 et 1750 (ЭРЖ-1537) - Le Grand-duc Nikolaï Pavlovitch (ЭРЖ-620) salle 186 - Nicolas II (ЭРЖ-3270) salle 316 - Nikolaï Petrovitch Novossiltsev (en russe : Николай Петрович Новосильцев) conseiller privé et sénateur (ЭРЖ-805)
- O

Alekseï Mikhaïlovitch Obreskov (ru) d'après Fedor Rokotov (ЭРЖ-3256) - Elizaveta Nikolaevna Odintsova née Manzeï (1824-1860) (ЭРЖ-3211) - Elizaveta Ivanovna Ogareva née Baskakova entre 1800 et 1810 (ЭРЖ-1140) - Un inconnu de la famille Ogariov; Platon Bogdanovitch Ogariov? 1813 (ЭРЖ-844) - Elizaveta Markovna Olenina, née Poltoratskaïa copie d'après une œuvre d'Aleksandr Varnek, entre 1833 et 1866 (ЭРЖ-1242) - l'Ataman des Cosaques du Don Vassili Petrovitch Orlov (ru) (ЭРЖ-2026), (ЭРЖ-47) - Le Comte Alexeï Orlov (ЭРЖ-2333) - Le Comte Alexeï Orlov de Çeşme dans un traîneau tiré par un trotteur gris (ЭРЖ-1558) - Le Comte Alexeï Orlov sur fond de la Bataille de Tchesmé (ЭРЖ-4) salle 195 - Le Décembriste Mikhaïl Fiodorovitch Orlov (ru) (ЭРЖ-2359) - Le Général Comte Dmitri von der Osten-Sacken (ЭРЖ-234) - Le Comte Andreï Osterman (ЭРЖ-1814) - Andreï Ivanovitch Ouchakov (ru) chef de la chancellerie secrète (ЭРЖ-2624) - L'Amiral Fiodor Fiodorovitch Ouchakov (ЭРЖ-9) - Ivan Mikhaïlovitch Ouchakov (ru) (ЭРР-502)  
- P

A. A. Panine née Okhotnikov milieu du XIXe siècle (ЭРЖ-1930) - Le Comte Piotr Alexeïevitch Pahlen (ЭРЖ-122) - Le Comte Nikita Ivanovitch Panine (ЭРЖ-1502) - Le Comte Piotr Panine (ЭРЖ-78) - Le Comte Vladimir Viktorovitch Panine (1842-1872) (ЭРЖ-3213) - Nikolaï Petrovitch Pastoukhov (ru) commerçant à Iaroslavl, Russie entre 1850 et 1900 (ЭРЖ-1769) - Paul Ier (ЭРЖ-581) - (ЭРЖ-582) - (ЭРЖ-583) - Le Grand-duc Pavel Petrovitch futur Paul Ier (ЭРЖ-575) - (ЭРЖ-585) - France 1773 (ГЭ-4446) - Le Grand-duc Pavel Petrovitch enfant (ЭРЖ-3254) - Maria Savvichna Perekoussikhina (ru) (ЭРЖ-1071) - La Sainte folle Kseni Petrovoï fin du XVIIIe siècle, début du XIXe siècle (ЭРЖ-653) - L'Empereur Pierre Ier le Grand (ЭРЖ-531) - (ЭРЖ-532) - (ЭРЖ-536) - L'Empereur Pierre Ier le Grand vêtu d'un caftan vert avec une tresse d'or portant l'étoile de l'Ordre de Saint-André XVIIIe siècle (ЭРЖ-530) - Pierre II (ЭРЖ-547) - (ЭРЖ-549) - (ЭРЖ-550) - (ЭРЖ-1731) - (ЭРЖ-1820) - L'Infante Pedro qui deviendra Pierre III (ГЭ-9690) - Philip Herbert (4e comte de Pembroke) et sa famille : sa 2e épouse lady Anne Clifford 4e baronne de Clifford, les enfants survivants de son premier mariage, Philip Herbert (5e comte de Pembroke) et lady Mary Stewart (duchesse de Richmond) née Mary Villiers copie d'une œuvre d'Antoine van Dyck, Flandres 1650 (ГЭ-1697) - Le Grand-duc Piotr Fiodorovitch futur Pierre III (ЭРЖ-3255) - copie d'après Fedor Rokotov, fin des années 1750 (ЭРЖ-563) salle 151 - Pierre III (ЭРЖ-549) - (ЭРЖ-561) - (ЭРЖ-562) - Pierre III né Karl Peter Ulrich de Holstein-Gottorp d'après Fedor Rokotov (ЭРЖ-563) - Le Tsarevitch, benjamin des descendants de Pierre Ier le Grand, Piotr Petrovitch (ru) en Cupidon copie d'une œuvre de Louis Caravaque (ЭРЖ-1817) - P. I. Ponomarev Russie milieu du XIXe siècle (ЭРЖ-415) - Alekseï Nikolaïevitch Potapov (ru) - Daria Vassilievna Potemkine mère de Grigori Potemkine (ЭРЖ-1099) - Le Prince Grigori Potemkine (ГЭ-5996)
- R

Les Princesses Aleksandra Nikolaïevna et Varvara Nikolaïevna Repnine-Volkonski entre 1800 et 1825 (ЭРЖ-1425) salle 186 - Le Prince Anikita Ivanovitch Repnine (ЭРЖ-2215) - Le Comte Nikolaï Grigorievitch Repnine-Volkonski avec sa famille (ЭРЖ-1481) - Aleksandr Ivanovitch Ribopier copie d'une œuvre de George Dawe (ЭРЖ-2747) - Madame Marie-Thérèse Rodet Geoffrin (ГЭ-6913) - Le Patriarche Filaret appelé dans le civil Fédor Romanov, Russie fin du XVIIIe siècle, début du XIXe siècle (ЭРЖ-518) salle 151 - Le Comte Fédor Rostopchine Russie fin du XIXe siècle (ЭРЖ-125) - Elena Kouzminitchna Roukavichnikova 1860, (ЭРЖ-1356) - L'Amiral Aleksandr Ivanovitch Roussine (ru) (ЭРЖ-42) - Martin Ruzé de Beaulieu 1650, copie d'un tableau de Frans Pourbus le Jeune (ГЭ-6774)
- S

Le Banquier I. Ia. Salome entre 1800 et 1825 (ЭРЖ-347) - L'Épouse du banquier EK. Salomé Russie entre 1800 et 1850 (ЭРЖ-348) - Jean t'Serclaes de Tilly d'après Antoine van Dyck XVIIe siècle (ГЭ-1702) - Mikhaïl Ivanovitch Serdioukov (ru), constructeur du Canal de Vichni-Volotchok (ЭРЖ-1852) - Le Marchand Smourov avec ses petits-fils 1840 (ЭРЖ-354) - Vassili Mikhaïlovitch Souchkov (ru)  gouverneur de la province de Simbirsk (ЭРЖ-1745) - L'Amiral Grigori Andreïevitch Spiridov (ЭРЖ-6) - Sophie Alexeïevna régente de l'empire russe de 1682 à 1689 (ЭРЖ-1808) salle 151 - Mikhaïl Mikhaïlovitch Speranski (ЭРЖ-1505) salle 213 - Le Comte Alexandre Sergueïevitch Stroganov avec son épouse Iekaterina Petrovna Troubetskaïa et leurs enfants Pavel Alexandrovitch et Sofia Alexandrovna, école française (OP-42166) - Le Comte Alexandre Sergueïevitch Stroganov sur son lit de mort (ЭРЖ-800) - Le Comte Grigori Dmitrievitch Stroganov d'après Ivan Nikitine (ЭРЖ-1849) - Maria Iakovlevna Stroganova (ru) copie d'une œuvre de Roman Nikititch Nikitine (ru)  (ЭРЖ-1850) - Natalia Pavlovna Stroganova peintre français, début du XVIIe siècle (ГЭ-4054) - Marie Stuart France entre 1700 et 1733  (ГЭ-2347)
- T

Dmitri Pavlovitch Tatichtchev (ru), conseiller privé "en fonction" (ЭРЖ-937) - L'Amiral Pavel Tchitchagov copie (ЭРЖ-17) - Grigori Nikolaïevitch Teplov (en russe : Григорий Николаевич Теплов) philosophe et encyclopédiste copie (ЭРЖ-276)
- U

Ulrique-Éléonore (reine de Suède) Suède entre 1700 et 1750 (ГЭ-1372)
- V

Adelaïda Pëtrovna Vassiltchikov Russie entre 1850 et 1860 (ЭРЖ-1298) - Le Procureur général, le prince Alexandre Viazemsky (ЭРЖ-1877), (ЭРЖ-2598) salle 169 - Le Baronnet Iakov Vassilievitch Villie (ru) (ЭРЖ-747) - L'Acteur Fiodor Grigorievitch Volkov (ru) (ЭРЖ-780) - V. M. Vrecheva, entre 1800 et 1825 (ЭРЖ-1160)
- X

Xenia de Saint-Pétersbourg fin du XVIIIe siècle, début du XIXe siècle (ЭРЖ-653) - L'Impératrice Xiaoshencheng épouse de l'empereur Daoguang Chine avant 1833 (ЛТ-1747)
- Y
- La Princesse Zénaïde Youssoupoff (ЭРЖ-1926)
- Z

Glafira Zimina fille d'une famille de commerçant, entre 1800 et 1850, (ЭРЖ-398) - Le Comte  Semion Gavrilovitch Zoritch (ru) (ЭРЖ-118) et (ЭРЖ-1665) - Le Prince Platon Alexandrovitch Zoubov Russie fin du XVIIIe siècle début du XIXe siècle copie d'un portrait exécuté par Johann Baptist von Lampi (ЭРЖ-794)

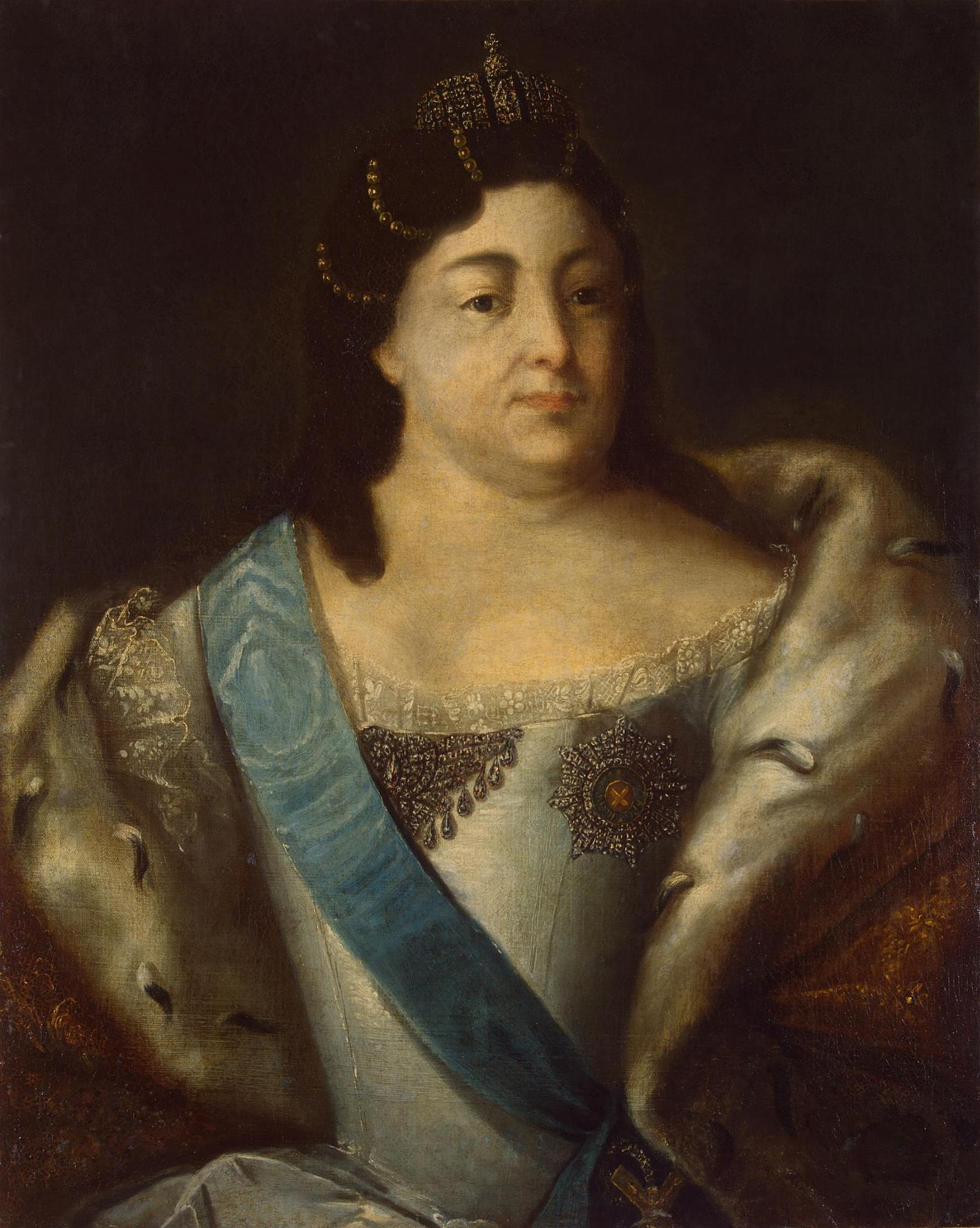
Anne
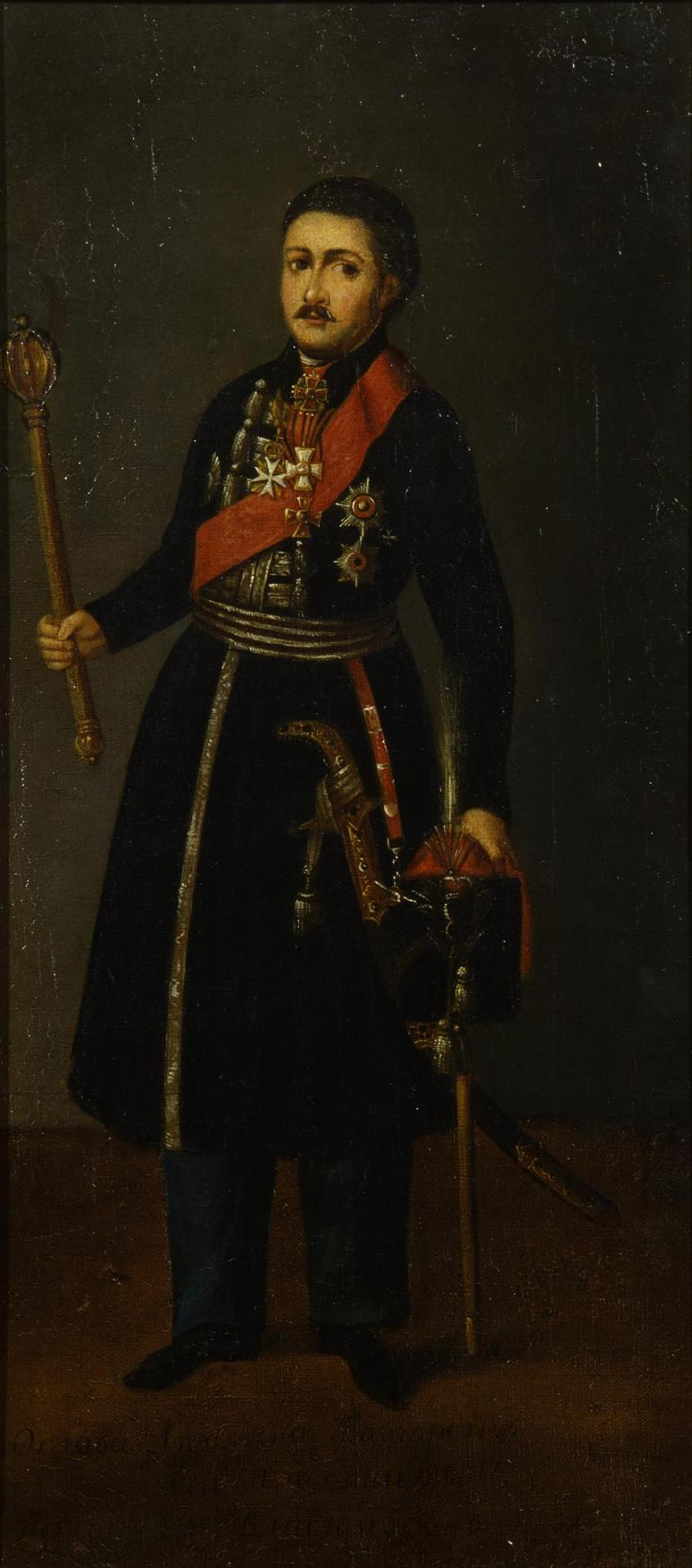
L'Ataman Vassili Petrovitch Orlov
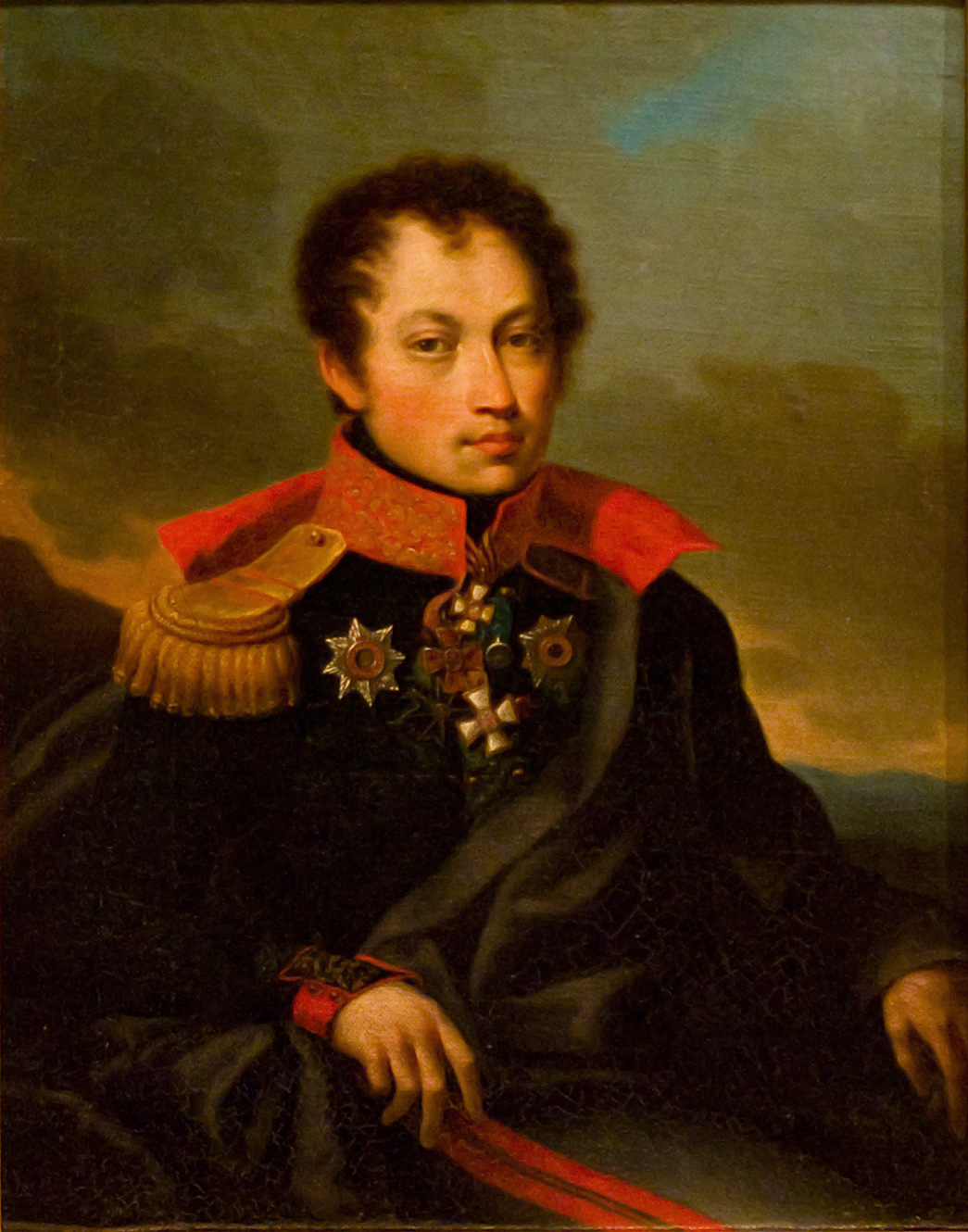
Grigori Vladimirovitch von Rozen par Afanassi Bourtsev ?
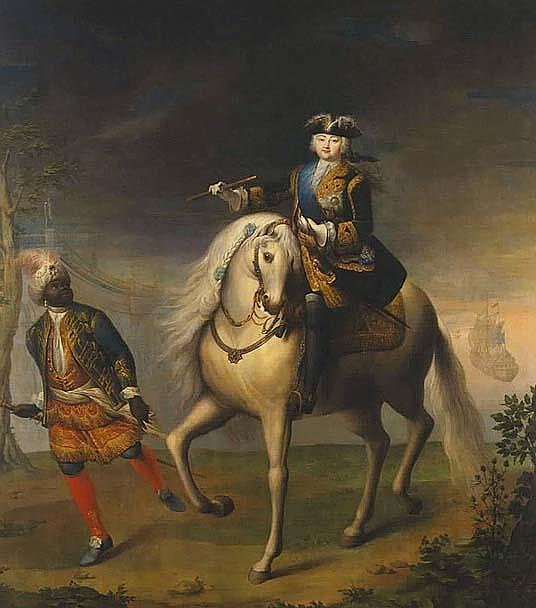
Portrait équestre d'Élisabeth Ire
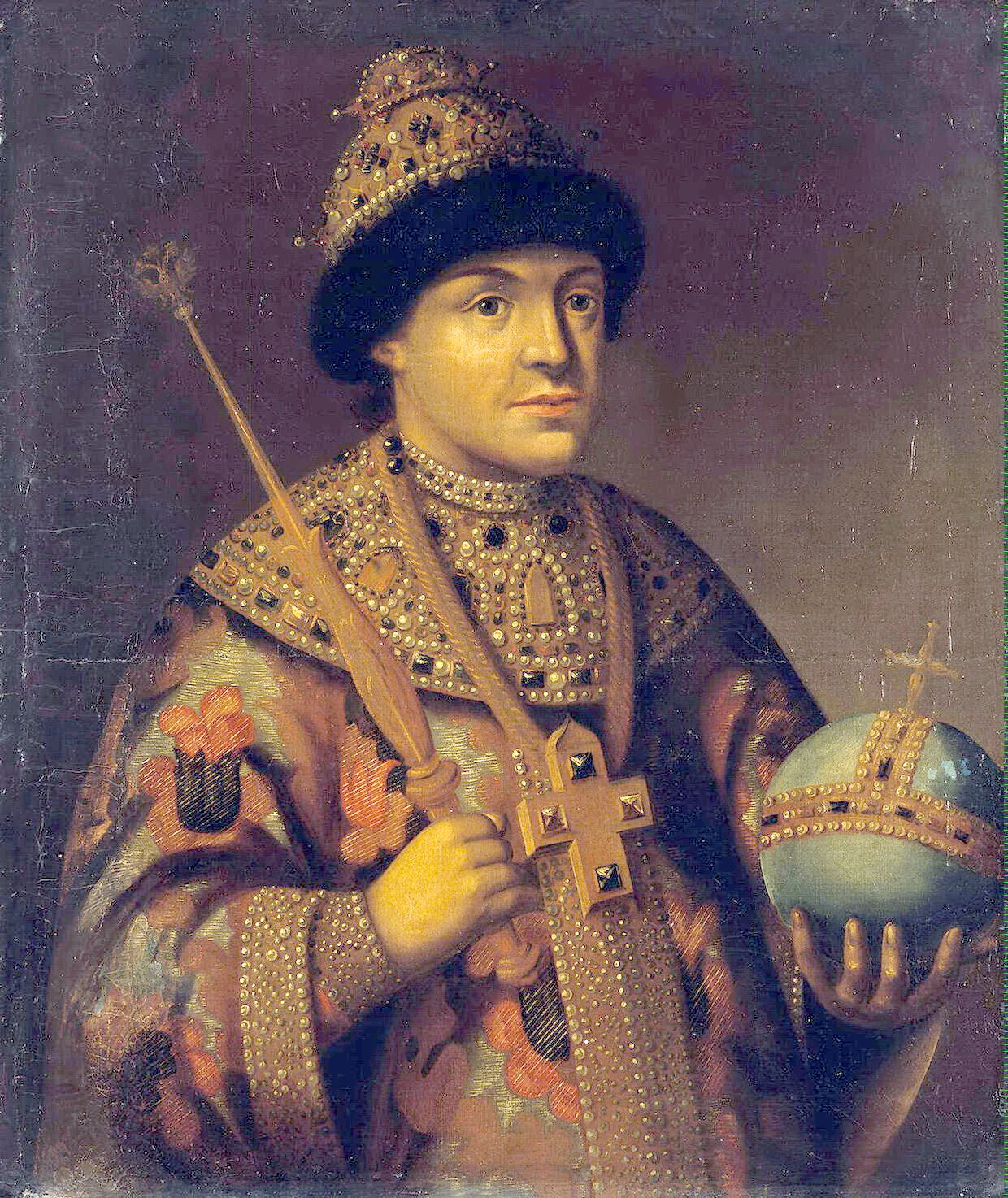
Fédor III
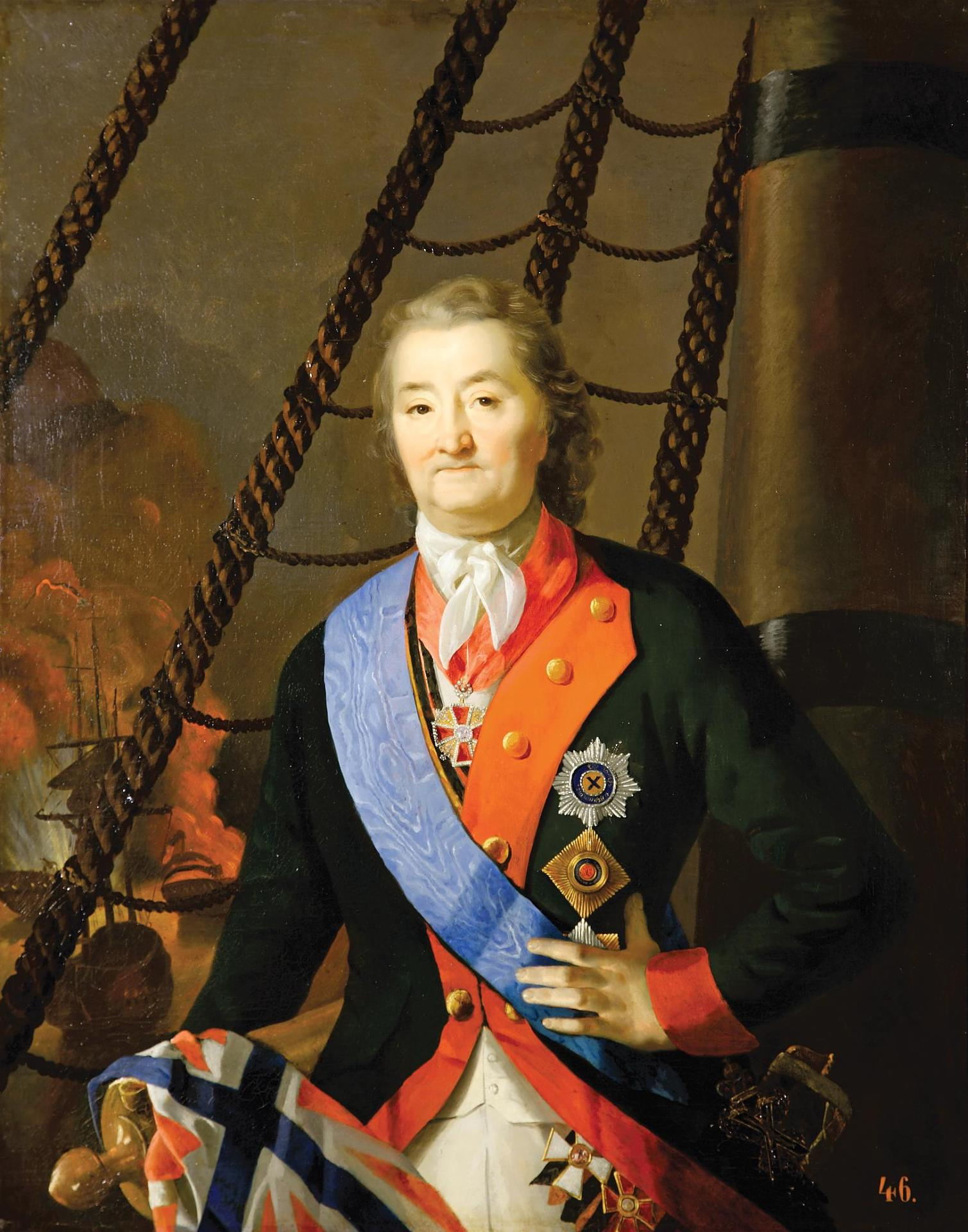
Portrait du comte Alexeï Orlov sur fond de la Bataille de Tchesmé
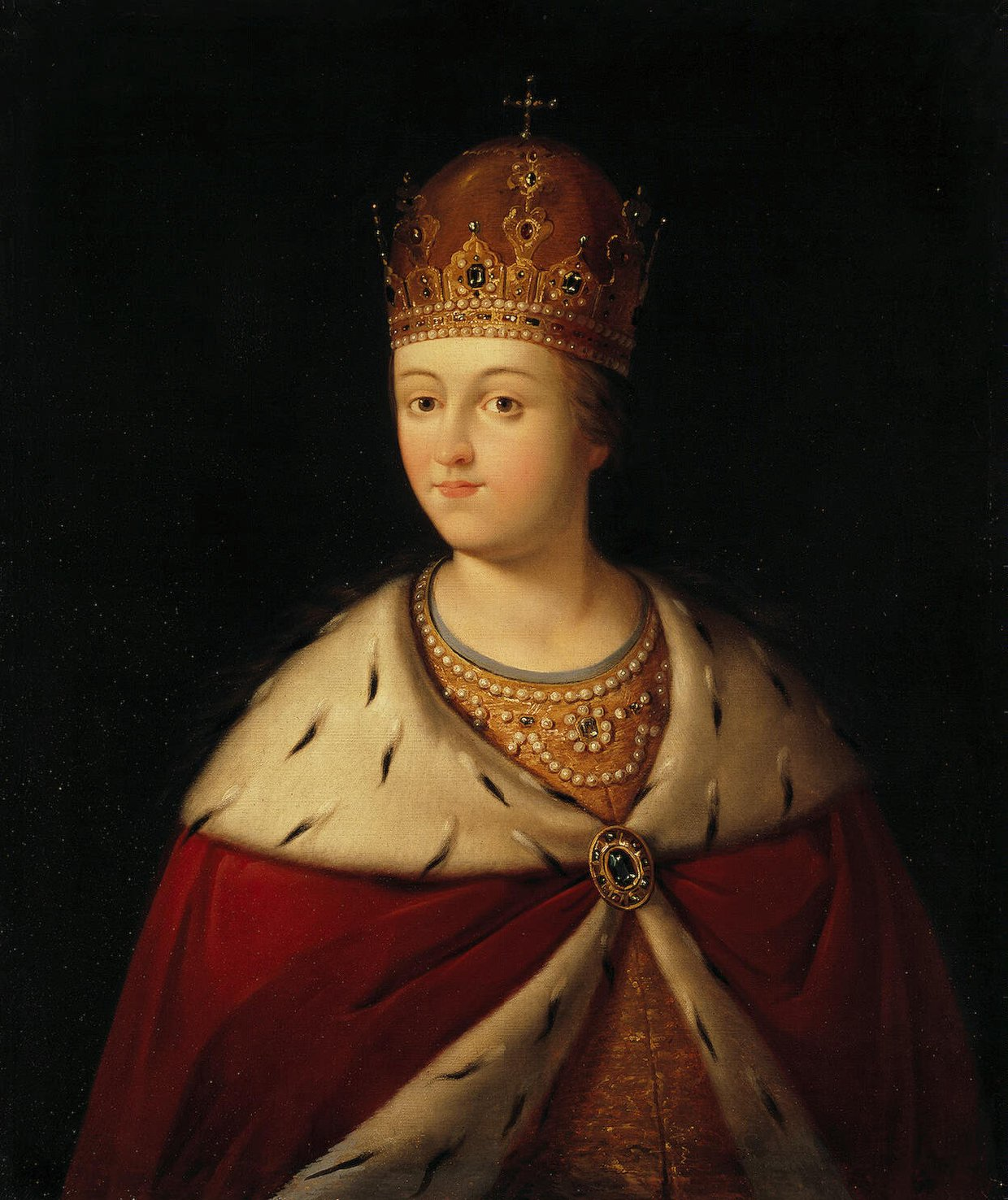
Sophie Alexeïevna
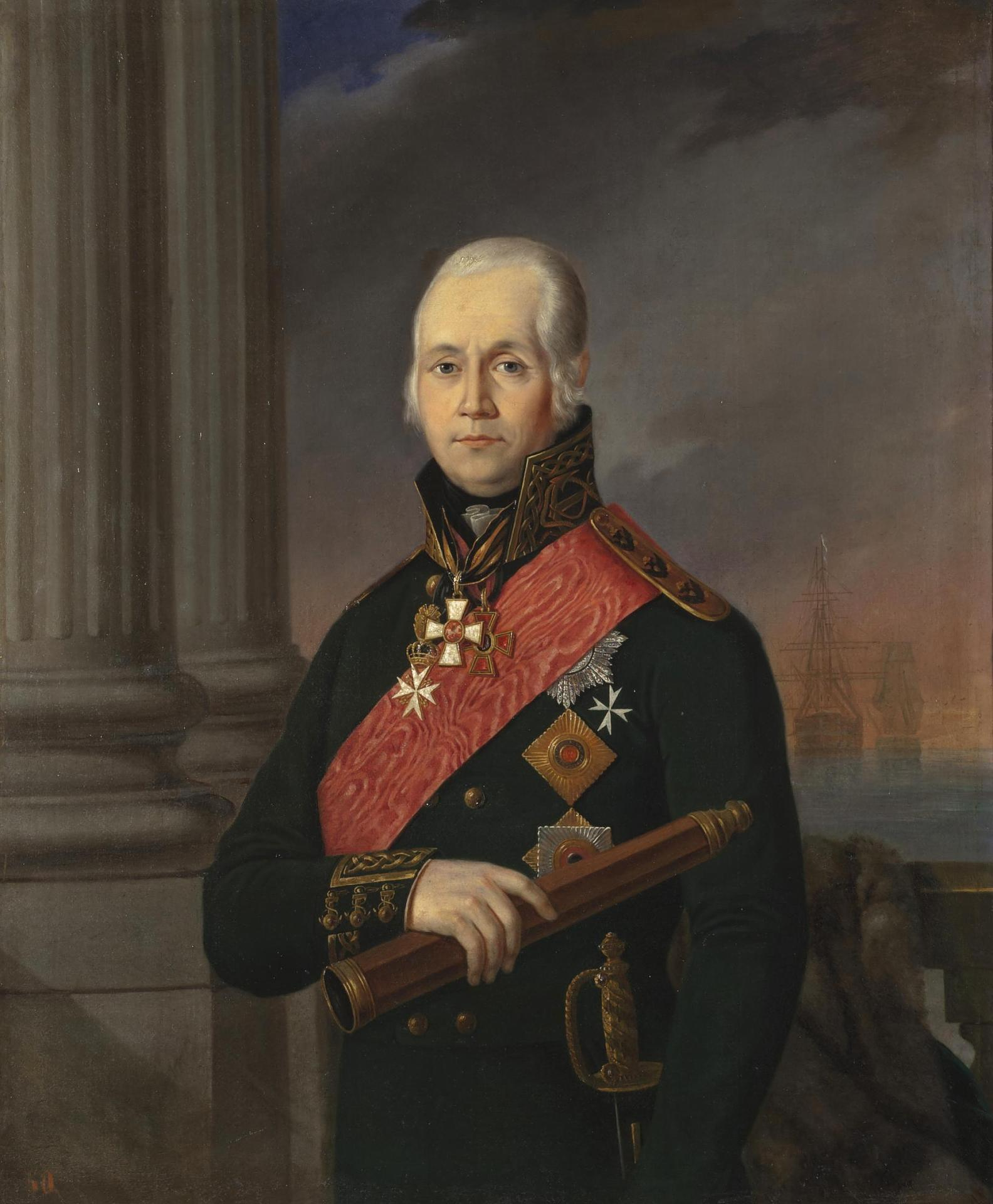
Portrait de l'amiral Fiodor Fiodorovitch Ouchakov
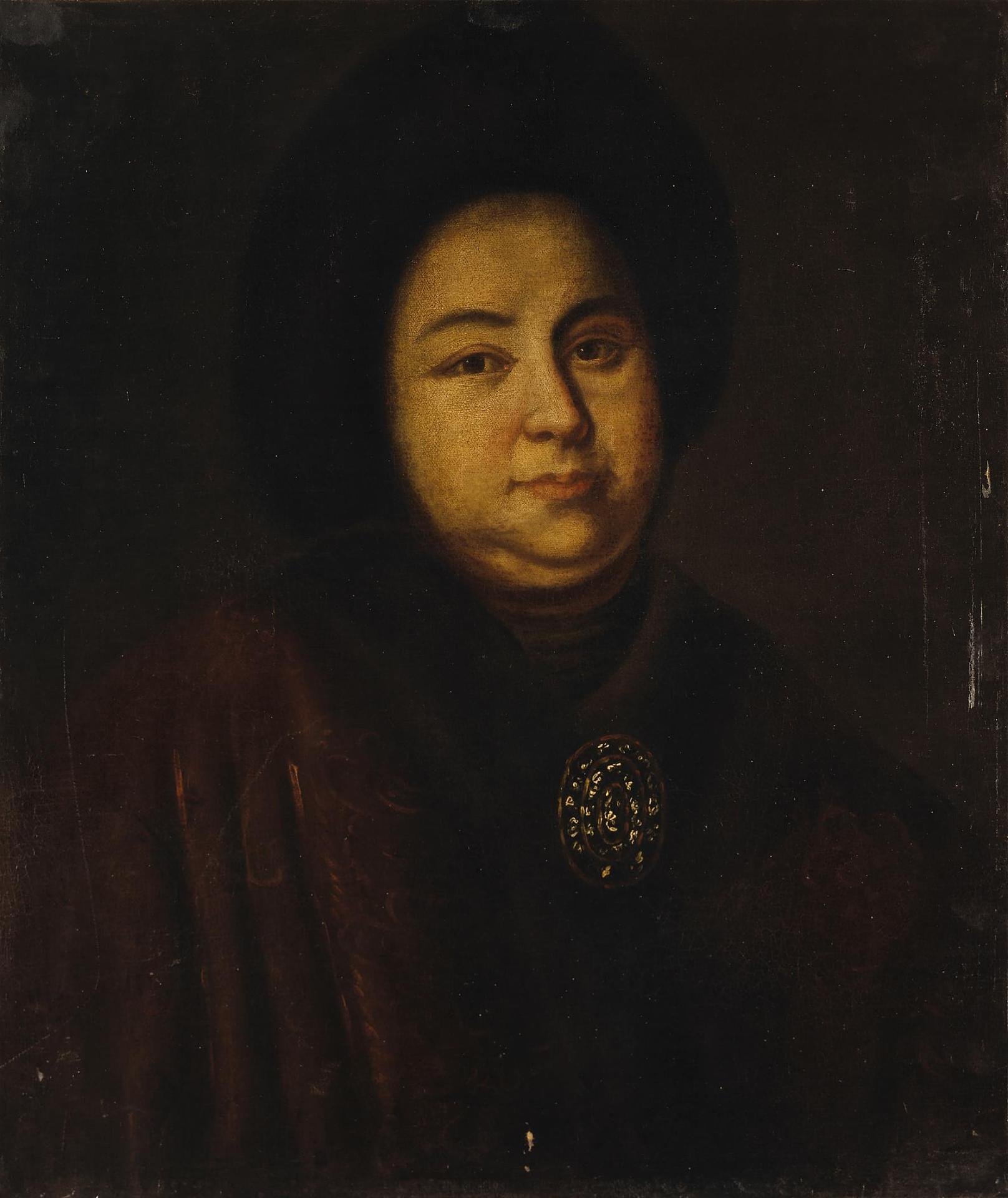
Eudokie Lopoukhine 1re épouse de Pierre  Ier le Grand

#### Portraits d'anonymes
- L'Astronome néerlandais du XVIIe siècle (ГЭ-1074)
- Aubergiste en train de chanter, Flandres XVIIe siècle copie d'une œuvre d'Adriaen Brouwer (ГЭ-667)
- Berger Angleterre XVIIIe siècle  (ГЭ-3994)
- Changeurs anonyme de l'école néerlandaise du XVIe siècle (ГЭ-3534)
- Deux Adolescents 1820 (ЭРЖ-1482)
- Épouse d'un commerçant Russie 1815 (ЭРЖ-379) - (ЭРЖ-449) - Russie entre 1800 et 1850 (ЭРЖ-401) - Épouse d'un commerçant assise dans un fauteuil Russie entre 1800 et 1850 (ЭРЖ-399) - Épouse d'un commerçant vêtue d'une robe blanche décolletée à taille haute années 1830 (ЭРЖ-390) - Épouse d'un fonctionnaire Chine après 1898 (ЛТ-7636) - Épouse d'un jeune marchand de la province de Pskov milieu du XIXe siècle (ЭРЖ-440)
- Ermite Hollande, copie d'une œuvre de Gérard Dou (ГЭ-2396)
- Famille de noble tatar fin du XVIIIe siècle, début du XIXe siècle (ЭРЖ-1476) - Famille de paysans néerlandais , peint à la manière d'Andries Both (ГЭ-3294)
- Femme 1820 (ЭРЖ-1178) - entre 1830 et 1840 (ЭРЖ-1238) - Femme Pologne XVIIe siècle bistre et crayon - Femme tenant un bouquet de roses milieu du XIXe siècle (VP-1111) salle 352 -
- La Jeune Épouse d'un commerçant entre 1800 et 1850 (ЭРЖ-2322) - La Jeune Épouse d'un commerçant vêtue d'une robe bleue entre 1850 et 1875 (ЭРЖ-393)
- Jeune Femme vers 1810 (ЭРЖ-1144) - 1830 (ЭРЖ-1782) - Jeune Femme en Diane 1760 (ЭРЖ-3258) - Jeune femme, tête levée, portant un foulard France XVIIIe siècle sanguine
- Le Jeune Jean tenant une coupe école flamande du XVIIe siècle (ГЭ-3191)
- Portrait de famille Russie, 1840 ou 1841 (ЭРЖ-1489) - (ЭРЖ-1490) - (ЭРЖ-1491) - années 1850 (ЭРЖ-1498) - milieu du XIXe siècle (ЭРЖ-1499)
- Prélat avec un livre Pskov fin du XIVe siècle (ЭРЖм6-35)
- Saint Jean le Baptiste Novgorod fin du XVe siècle, début du XVIe siècle (ЭРИ-601)
- Tête de guerrier, Flandres XVIIe siècle copie d'un tableau de Pierre Paul Rubens (ГЭ-466) - Tête de jeune fille France XVIIIe siècle pîerre blanche, pierre noire, sanguine - Tête d'un vieil homme anonyme espagnol du XVIIIe siècle (ГЭ-4071)
- Un adolescent Russie, entre 1800 et 1825 (ЭРЖ-1424)
- Un cadet du corps des cadets Araktcheïev entre 1800 et 1850 (ЭРЖ-176)
- Un chasseur et ses chiens ou Vénerie Flandres , fin du XVIe siècle  (ГЭ-4384)
- Un chevalier dans une armure noire école allemande entre 1650 et 1700 2066)
- Un civil début du XIXe siècle (ЭРЖ-1748)
- Un commerçant Russie entre 1850 et 1900 (ЭРЖ-457) - Un commerçant vêtu d'un cafetan bleu foncé Russie milieu du XIXe siècle (ЭРЖ-421) - Un commerçant âgé vêtu d'un caftan bleu sombre milieu du XIXe siècle (ЭРЖ-430) - Un commerçant à la barbe rousse Russie entre 1800 et 1850 (ЭРЖ-2321) - Un commerçant vêtu d'une queue-de-pie noire et d'un gilet ouvert entre 1840 et 1850 (ЭРЖ-932)
- Un fonctionnaire entre 1800 et 1825 (ЭРЖ-1995) - Chine après 1898 (ЛТ-7635) - Un fonctionnaire et sa femme Chine entre XVe siècle et XVIe siècle (ЛТ-7548)
- Un garçon de la famille Terlikov entre 1870 et 1880, (ЭРЖ-1460)
- Un garçonnet Russie (vers 1810/1812) (ЭРЖ-1421)
- Un homme Italie XVIe siècle (ГЭ-124) - Un homme Angleterre (XVIIIe siècle-XIXe siècle) (ГЭ-3765) - Un homme âgé Russie 1810 (ЭРЖ-843) - (1830/1840) (ЭРЖ-868) - Un homme arborant un ordre étranger début du XIXe siècle (ЭРЖ-3190) - Un homme dans un ovale crayon XVIIe siècle - Un homme en armure ou Portrait d'un maréchal français France entre 1655 et 1675 (ГЭ-2452) - Un homme jeune, entre 1810-1820 (ЭРЖ-806) - Un homme portant un béret noir Italie XVIe siècle (ГЭ-1529) - Un homme tenant un verre à la main Espagne XVIIe siècle (ГЭ-1467) - Un homme vêtu d'un manteau Russie 1820 (ЭРЖ-877)
- Un inconnu Russie, entre 1820 et 1830 (ЭРЖ-940) - (ЭРЖ-942) - ²entre 1800 et 1825 (ЭРЖ-817) - Un inconnu dans un intérieur 1840 (ЭРЖ-947) salle 179 - Un inconnu de la famille de Platon Bogdanovitch Ogariov entre 1810 et 1820 (ЭРЖм-844)
- Un jeune garçon années 1830 (ЭРЖ-1428)
- Un Joueur de luth France milieu du XVIIe siècle (ГЭ-1264)
- Levantin tenant des bas dans ses mains Italie XVIIe siècle (ГЭ-3584)
- Un marchand vêtu d'un caftan bleu foncé milieu du XIXe siècle (ЭРЖ-421)
- Un Noble âgé Russie 1800 (ЭРЖ-823)
- Un officier du corps des ingénieurs des mines milieu du XIXe siècle (ЭРЖ-223)
- Un pasteur Russie XVIIIe siècle (ЭРЖ-1542) - Un pasteur et un garçon anonyme de l'école allemande du XVIIIe siècle (ГЭ-3497)
- Un vieil homme Allemagne XVIIIe siècle (ГЭ-4393) - Un vieil homme coiffé d'un béret XVIIe siècle (ГЭ-2353) - Un vieil Homme comptant sur ses doigts école allemande début du XVIIIe siècle (ГЭ-2255)
- Un vieux commerçant milieu du XIXe siècle (ЭРЖ-428)
- Un vieux monsieur début du XIXe siècle (ЭРЖ-832)
- Une adolescente vers 1830 (ЭРЖ-1429)
- Une dame de l'Ordre de Sainte-Catherine 1840 (ЭРЖ-3199) - Une dame d'honneur fin du XIXe siècle (ЭРЖ-1377)
- Une donatrice fragment de parchemin, Chine Xe siècle (ДХ-242)
- Une femme Russie, entre 1740 et 1750 (ЭРЖ-1079) - milieu des années 1850 (ЭРЖ-1306) - milieu du XIXe siècle (ЭРЖ-2770) - (ЭРЖ-1310) - 1830 (ЭРЖ-3036) - France XIXe siècle (ГЭ-4294) - Une femme fragment d'un portrait du Fayoum Égypte IIe siècle (ДВ-2949) -
- Une fille jeune Russie vers 1810-1812 (ЭРЖ-1426) - Russie 1840 (ЭРЖ-1787)
- Une fillette par M. C. milieu du XVIIIe siècle (ЭРЖ-2627)
- Une inconnue entre 1833 et 1866 (ЭРЖ-1158) - Russie vers 1810 (ЭРЖ-1159) - entre 1740 et 1750 (ЭРЖ-1079) - 1840 (ЭРЖ-1252) - 1840 (ЭРЖ-1265) - (1858-1859) (ЭРЖ-1300) - Une inconnue vêtue d'une robe blanche années 1820 (ЭРЖ-3194)
- Une jeune femme Russie (1801/1802) (ЭРЖ-1143) - Russie 1840 (ЭРЖ-1209) - 1830 (ЭРЖ-1213) - 1830 (ЭРЖ-1221) - 1840 (ЭРЖ-1252) - 1850 (ЭРЖ-1283) - Russie, 1850 (ЭРЖ-1287) - milieu du XIXe siècle (ЭРЖ-1790) - milieu du XIXe siècle (ЭРЖ-2073) - XIXe siècle (ЭРЖ-2818) - Russie (1823/1824) (ЭРЖ-3285) - Une jeune femme coiffée d'un bonnet ceint d'un serre-tête bleu 1840 (ЭРЖ-3197) - Une jeune femme d'une famille de commerçant Russie entre 1800 et 1825 (ЭРЖ-384)
- Une jeune fille Russie vers 1810-1812 (ЭРЖ-1148) - 1840 (ЭРЖ-1787) - Une jeune fille d'une famille de marchands entre 1800 et 1825 (ЭРЖ-384)
- Une vieille femme école allemande fin du XVIe siècle (ГЭ-3458) - Une vieille femme avec un chien Angleterre XIXe siècle (ГЭ-3970) - Une vieille femme, épouse d'un commerçant Russie entre 1800 et 1850 (ЭРЖ-1766) - XIXe siècle (ЭРЖ-2817)

### Trompe-l'œil
- Chinois ou Kalmouk personnage peint au resto et au verso (ЭРЖ-1716) salle 162 - Deux livres, 1700-1725 (ЭРЖ-1841), (ЭРЖ-1842) salle 162 - Femme avec un éventail entre 1750 et 1800 (ЭРЖ-1717) - Lièvre mort, début du XIXe siècle (ЭРЖ-2011) - Nourrice, XVIIIe siècle (ЭРЖ-1715) - Paysanne en train de filer, XVIIIe siècle (ЭРЖ-1718) - Paysan tressant un lapti, Russie XVIIIe siècle (ЭРЖ-1714)

### Autres sujets
- A

Agar dans le désert école romaine XVIIe siècle (ГЭ-2090) - Allégorie de la futilité, de la richesse et de la puissance terrestres Russie fin du XVIIIe siècle (ЭРЖ-1580) - l'Annonciation copie d'une œuvre de Nicolas Poussin France XVIIe siècle (ГЭ-1771) - L'Annonciation, l'Eucharistie et les quatre évangélistes sur les portes saintes d'une iconostase. Novgorod entre 1475 et 1500. (ЗРИ-233) - Les Apôtres saint Pierre, saint Jean l'évangéliste et saint Paul de Tarse avec au centre la mère de Dieu et l'enfant sur un trône et à droite les saints Georges de Lydda, Démétrios de Thessalonique et Procope triptyque méditterraanéen, entre 1450 et 1500 (I-548) - Apparition de la Vierge à un saint école italienne du XVIIe siècle (ГЭ-2660) - Aubergiste chantant copie d'un tableau d'Adriaen Brouwer (ГЭ-667) 
- B

Bataille entre Alexandre le Grand et le roi Poros panneau décoratif russe du XVIIIe siècle (ЭРТ-973) - Boudoir fin du XIXe siècle (ЭРЖ-1979) - Boudoir dans la demeure de la comtesse Ioulia Samoïlova à Grafskaïa Slavianka, Russie entre 1830 et 1840 (ЭРЖ-1974) 
- C

La Cène Flandres XVIIe siècle (ГЭ-1706) - La Cène copie d'une œuvre de Léonard de Vinci Italie XVIe siècle (ГЭ-2036) - Le Christ mort Italie XVIIe siècle (ГЭ-4420) - Le Christ pantocrator partie centrale d'un triptyque byzantin et macédonien, entre 1250 et 1300 ou du début du XIVe siècle (I-11) salle 382 - Chronos, Mars, Cupidon et Vénus copie d'une œuvre de Le Guerchin (ГЭ-2614) - La Circoncision école italienne XVIe siècle (ГЭ-2270) - Concert école vénitienne du XVIe siècle (ГЭ-1480) - Coquillages par un imitateur de Balthasar van der Ast, néerlandais du XIXe siècle (ГЭ-3033) - Crucifixion école italienne du XVIIe siècle (ГЭ-2666) - Crucifixion esquisse Flandres XVIIe siècle (ГЭ-2280) - Crucifixion néerlandais du XVIe siècle (ГЭ-2475) - La Crucifixion Sienne XIVe siècle (ГЭ-2440) - Crucifixion avec la vierge Marie (mère de Jésus), saint Jean et Marie de Magdala Flandres XVIIe siècle (ГЭ-1519) - Crucifix processionnel (support de la peinture) Russie entre 1850 et 1900 (ЭРЖ-2871) - Crucifix processionnel (support de la peinture sur les deux faces) Novgorod entre 1475 et 1500 (ЗРИ-234)
- D

Dans la chambre des dames de la cour du Palais Chinois à Oranienbaum aquarelle 1901 - David envoie Urie le Hittite vers Joab 1650, copie d'un tableau de Le Guerchin (ГЭ-9416) - David portant la tête de Goliath par un peintre florentin du XVIIe siècle (ГЭ-126) - Dédale et Icare Italie XVIIe siècle (ГЭ-224) - Déisis Russie fin du XVIe siècle, début du XVIIe siècle (ЭПИ-39) - Déploration du Christ par un imitateur de Michel-Ange (ГЭ-1508) - Déploration du Christ anonyme de l'école vénitienne XVIe siècle (ГЭ-2269) - Descente de croix copie d'une œuvre de Federico Barocci Italie (ГЭ-2099) - Dessus de porte XVIIIe siècle (ЭРЖ-1988) - Dessus de porte : vase avec fleurs Russie XVIIIe siècle (ЭРЖ-1987) - Diane et Actéon école vénitienne du XVIe siècle (ГЭ-1387) - Diane se baignant école vénitienne du XVIIIe siècle (ГЭ-1391) - Le Dîner de gala en l'honneur du gouverneur Dmitri Vladimirovitch Golitsyne (ЭРЖ-1730) - Douze fêtes illustrant des scènes des cycles de la vie de saint Nicolas de Mirliki, saint Alexandre de Svir et le grand martyr Nicétas le Goth Novgorod 1656 (ЗРИ-442)
- E

Enfilade de pièces dans la maison du sénateur Miakinine (ДМДП-4) - Enfilade de trois pièces (ЭРЖ-1976) salle 180 - Engagement de cavalerie près d'un pont France entre 1650 et 1700 (ГЭ-1667) - L'Enlèvement d'Hippodamie (épouse de Pirithoos) ou Combat des centaures et des Lapithes copie d'une œuvre de Pierre Paul Rubens Flandres XVIIe siècle (ГЭ-1705) - Enterrement de la vie de jeune fille dans une maison de commerçant entre 1800 et 1850 (ЭРЖ-1588) - Esquisses Italie XVIIe siècle (ГЭ-3576) - Étal d'un marchand de fruits et légumes Flandres XVIIe siècle  (ГЭ-4413) - Évêque bénissant de jeunes nobles école vénitienne XVIe siècle (ГЭ-2652) - L'Extase de saint François d'Assise école romaine du  XVIIe siècle (ГЭ-196) - L'Extase de saint François d'Assise Italie XVIIe siècle (ГЭ-1476)
- F

Figure féminine allégorique avec une lance et une corne d'abondance, milieu du XVIIIe siècle (ЭРЖ-1578) - Les Fils de Jacob montrent à leur père la tunique tachée du sang de Joseph, leur frère peint à la manière de Rembrandt par un néerlandais entre 1650 et 1655 (747) - Fleurs et chiens France ou Italie du XVIIe siècle (ГЭ-3254)
- G

La Grappe de raisins de Canaan copie d'un original de Giovanni Lanfranco Italie XVIIe siècle (ГЭ-234)
- I

Image d'une grande fontaine : au centre Apollon et les muses XVIIe siècle-XVIIIe siècle aquarelle - Intérieur de la demeure de la comtesse Ioulia Samoïlova à Grafskaïa Slavianka milieu des années 1830, début des années 1840 (ЭРЖ-1973)
- J

Jésus-Christ le jour du jugement dernier avec la vierge Marie (mère de Jésus) et saint Jean le Baptiste comme intercesseurs école de Hambourg début du XVe siècle (ГЭ-691) - Jésus-Christ ressuscite le fils d'une veuve à Naïm école allemande du XVIIe siècle (ГЭ-2057) - Joyeuse Compagnie néerlandais du XVIIIe siècle (ГЭ-4266) - Le Jugement de Pâris copie d'un tableau de Carlo Maratta XVIIe siècle (ГЭ-147) - Le Jugement de Salomon école allemande du XVIIe siècle (ГЭ-2495)
- M

Magnanimité d'Alexandre le Grand école de Ferrare fin du XVe siècle (ГЭ-4162) - Le Mariage mystique de sainte Catherine d'Alexandrie école néerlandaise du XVIe siècle (ГЭ-2668)
- N

Nature morte avec fruits, plat en faïence et cruche dorée France milieu du XVIIe siècle (ГЭ-5) - Nature morte avec un lièvre copie, Flandres XVIIe siècle (ГЭ-2529)
- P

Panier de raisins école italienne du XVIIe siècle (ГЭ-1402) - Pastorale école française du XVIIIe siècle (ГЭ-2191) - Paysage école flamande du début du XVIIe siècle (ГЭ-2899) - Paysage Europe occidentale XVIIIe siècle (ГЭ-4300) - Paysage avec berger et troupeau école allemande XVIIe siècle (ГЭ-2582) - Paysage avec château et chasseurs par un imitateur flamand de Jan Wildens (ГЭ-3454) - Paysage avec les ruines d'un aqueduc copie d'une œuvre de Jan Asselyn néerlandais du XVIIIe siècle (ГЭ-2800) - Paysage avec montagnes dans le lointain école allemande du XVIIIe siècle (ГЭ-2053) - Paysage avec personnages d'après Nicolaes Berchem Hollande (ГЭ-1920) - Paysage avec ruines école allemande du XVIIIe siècle (ГЭ-2030) - Paysage avec trois voyageurs copie d'une œuvre de Nicolas Poussin France XVIIe siècle (ГЭ-1382) - Paysage avec un pont, artiste néerlandais, fin du XVIIe siècle, début du XVIIIe siècle (ЭРЖ-1833) - Paysage avec un pont sur une rivière Allemagne début XIXe siècle (ГЭ-4280) - Paysage avec une cascade, artiste néerlandais de la fin du XVIIe siècle et du début du XVIIIe siècle (ЭРЖ-1832) - Paysage avec une chasse au cerf néerlandais du XVIIIe siècle (ГЭ-2278) - Paysage avec vaches et chasseurs de canards sauvages Flandres XVIIe siècle (ГЭ-2556) - Paysage du soir avec des pêcheurs italien du XVIIe siècle (ГЭ-1577) - Paysage vallonné avec un grand arbre néerlandais du XVIIe siècle (ГЭ-1658) - Pêcheurs repentis devant la Vierge à l'enfant et saint Jean le Baptiste Flandres XVIIe siècle (ГЭ-519) - Persée et Andromède copie d'une œuvre de Titien entre 1485 et 1576 (ГЭ-1595) - Pierre Ier le Grand en Hollande, XVIIIe siècle (ЭРЖ-2699) - Port de mer Flandres XVIIe siècle (ГЭ-3352) - Le Portement de croix école de Bologne XVIIe siècle (ГЭ-1613) - Portes sacrées écoles de la Russie septentrionale, fin du XVIe siècle, début du XVIIe siècle (ЭРИ-542) - Le Prêche de saint Jean le Baptiste école allemande 1635 (ГЭ-1802) - Présentation des nouveaux époux école allemande du XVIIIe siècle (ГЭ-2412)
- R

Réception lors d'un mariage dans la maison d'un marchand, entre 1800 et 1825 (ЭРЖ-1587) - Remise de cadeaux à saint Job ou Triomphe de saint Job copie d'une œuvre de Guido Reni Italie XVIIe siècle (ГЭ-2714) - Renaud et Armide avec Cupidon école vénitienne entre 1550 et 1600 (ГЭ-1602) - La Repentance de sainte Marie de Magdala XVIIe siècle (ГЭ-2650) - Repos pendant la fuite en Égypte avec sainte Justine Venise 1529/1530, copie d'une œuvre de Lorenzo Lotto (ГЭ-2204) - Révérend martyr Pskov fin du XIVe siècle (ЭРЖм-7)
- S

Sacrement du Rosaire avec scènes de la vie du Christ et de la vierge Marie école florentine de la fin du XVe siècle (ГЭ-4158) - Saint Antonin de Florence école florentine du XVe siècle ou du XVIe siècle (ГЭ-4133) - Saint confesseur Agapit le thaumaturge dans des scènes de sa vie XVIIe siècle (ЭРИ-72) - La Sainte Famille Italie XVIe siècle (ГЭ-4241) - Sainte Famille avec sainte Élisabeth saint Jean le Baptiste d'après une œuvre d'Andrea del Sarto italie XVIe siècle (ГЭ-1497) - Saint Georges de Lydda école italienne du XVIe siècle (ГЭ-2687) - Saint Jean le Baptiste partie d'un triptyque byzantin du XIVe siècle (I-241) salle 382 - Saint Jean le Baptiste avec un agneau Espagne XVIIIe siècle (ГЭ-299) - Saint Jean l'Évangéliste d'après un tableau de Le Dominiquin fin des années 1620 (ГЭ-246) - Saint Jérôme de Stridon portant une croix école italienne fin du XVIe siècle (ГЭ-2024) - Saint Luc (évangéliste) école allemande du XVIIe siècle (ГЭ-3543) - Salle à manger entre 1850 et 1900 (ЭРЖ-1977) - Salle de dessin, entre 1850 et 1900 (ЭРЖ-1981) - Salle de séjour dans la demeure  de la comtesse Ioulia Samoïlova entre 1830 et 1840 (ЭРЖ-1972) - Salon entre 1850 et 1900 (ЭРЖ-1982) salle 180 - Salon de la suite de la comtesse Ioulia Samoïlova à Grafskaïa Slavianka, entre 1830 et 1840 (ЭРЖ-1971) - Scène un fragment du côté droit, fin du XIVe siècle (ЭРЖм-2) - Scène d'écurie copie d'une œuvre de Philips Wouwerman (ГЭ-1735) - Scène de la vie militaire Russie milieu du XIXe siècle (ЭРЖ-1630) salle 314 - Scène domestique Allemagne XVIIe siècle (ГЭ-4377) - Scène domestique Hollande XVIIe siècle (ГЭ-1647) - Scène nocturne avec feu de camp artiste néerlandais fin du XVIIe siècle, début du XVIIIe siècle (ЭРЖ-1710) - La Sibylle de Samos 1650 d'après un tableau de Le Guerchin (ГЭ-8433) - Suzanne et les vieillards école génoise XVIIe siècle (ГЭ-76)
- T

Tempête près d'un côte rocheuse école flamande du XVIIe siècle (ГЭ-3478) - Tête de saint Joseph école espagnole du XVIIIe siècle (ГЭ-2038) - Triomphe de Cupidon vers 1500 (ГЭ-4774) - Trois musiciennes par le Maître des demi-figures féminines (ГЭ-435)
- V

Variante de peinture pour un vase en forme de cratère à anse Italie XVIIIe siècle aquarelle et crayon - Vase avec une représentation en relief d'une scène bachique France XVIIe siècle-XVIIIe siècle dessin par Moro? - Vénus et Adonis, gravure, anonyme du XVIIIe siècle - La Veuve de Sarepta Italie XVIIe siècle (ГЭ-236) - La Vierge à l'Enfant avec saint Jean le Baptiste Italie 1510 (ГЭ-255) - La Vierge à l'Enfant avec saint Jean le Baptiste Bologne XVIIe siècle (ГЭ-1502) - La Vierge à l'Enfant avec saints école vénitienne XVIe siècle (ГЭ-2203) - La Vierge à l'Enfant avec un oreiller vert d'après une œuvre d'Andrea Solari, Italie fin des années 1530 (ГЭ-1522) - Vierge à l'Enfant entourée d'une guirlande de fleurs copie Flandres XVIIe siècle (ГЭ-1833) - Vierge à l'Enfant et deux anges école de Pise XIIIe siècle (ГЭ-4267) - Vierge en gloire école allemande du XVIIe siècle (ГЭ-2242) - Vierge et enfant - Vue de la Place Saint-Marc école vénitienne du XVIIIe siècle (ГЭ-2735) - Vue de la Perspective Nevski près du Pont de la Police, vers 1750 (ЭРЖ-1864) - Vue de l'Arsenal de la Carraca près de Cadix Espagne avant 1640 (ГЭ-1449)  

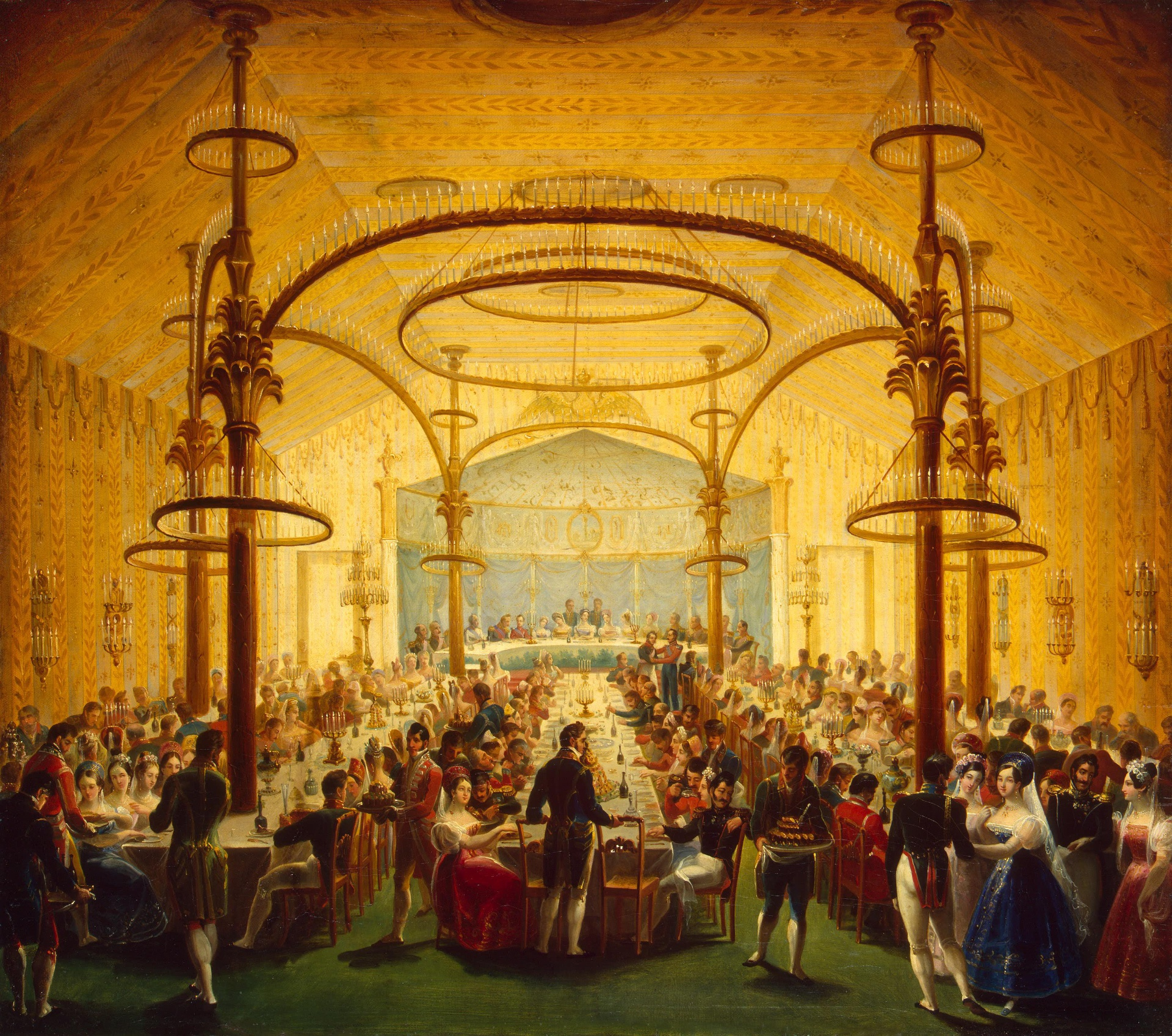
Le dîner de cérémonie en l'honneur du gouverneur général de Moscou, le prince Dmitri Vladimirovitch Galitzine
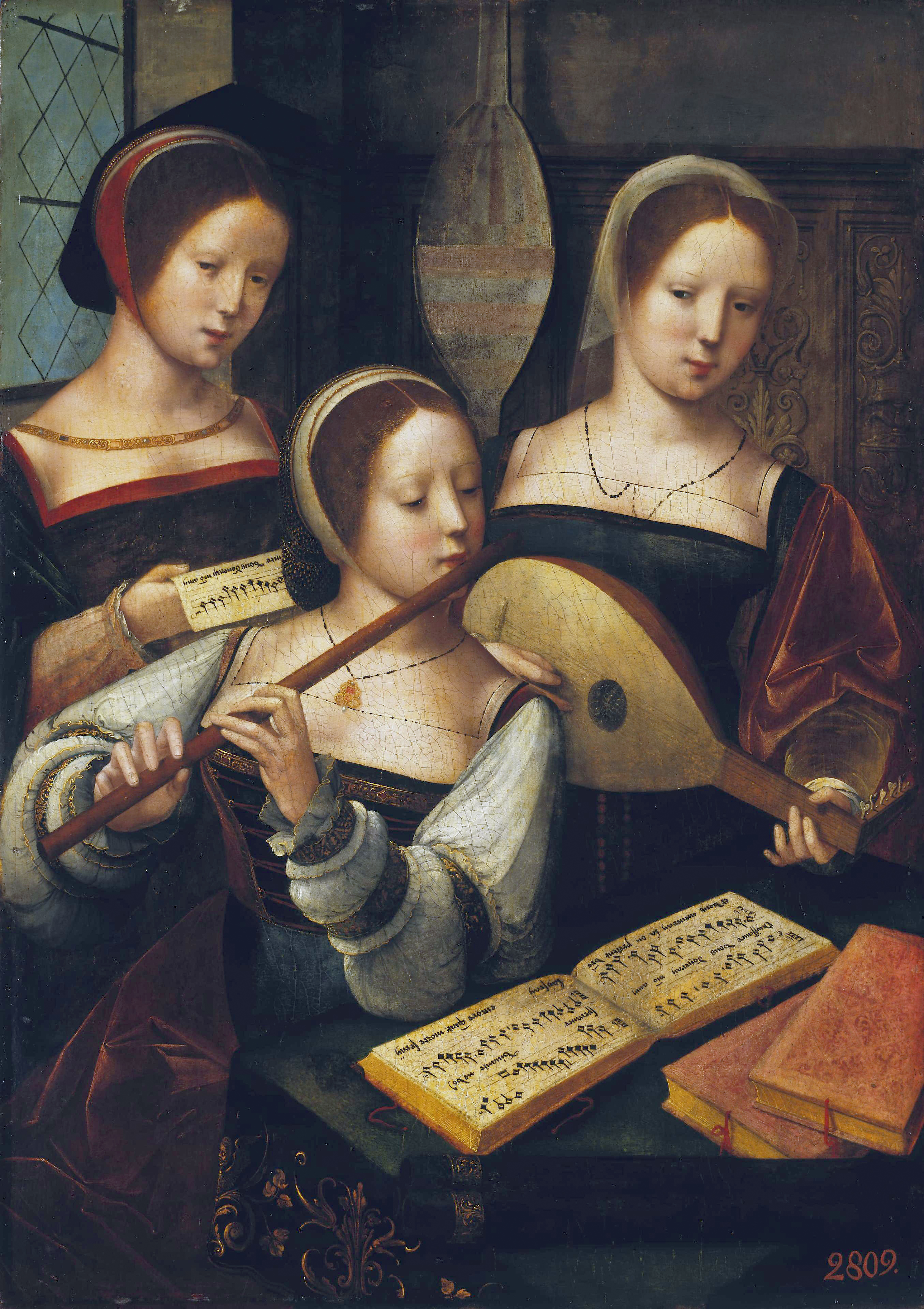
Maître des demi-figures féminines Trois musiciennes